# Dwujęzyczne nazewnictwo geograficzne w Polsce
Dwujęzyczne nazewnictwo geograficzne w Polsce – zgodnie z ustawą z dnia 6 stycznia 2005 r. o mniejszościach narodowych i etnicznych oraz o języku regionalnym na terenach zamieszkanych przez mniejszości narodowe, etniczne lub posługujące się językiem regionalnym, istnieje możliwość wprowadzenia nazewnictwa geograficznego w językach mniejszości.
Nazwy takie można wprowadzić wyłącznie w językach mniejszości uznanych ww. ustawą (mniejszości narodowe: białoruska, czeska, litewska, niemiecka, ormiańska, rosyjska, słowacka, ukraińska i żydowska; mniejszości etniczne: karaimska, łemkowska, romska i tatarska) oraz w języku regionalnym (kaszubskim).
Dodatkowe nazwy w językach mniejszości można wprowadzać dla obiektów fizjograficznych, miejscowości i ich części oraz dla ulic i placów. Nazwy miejscowości niezamieszkanych, obiektów fizjograficznych oraz ulic, placów itp. w językach mniejszości mogą być ustalone tylko w gminach, w których mniejszość, w której języku ma być ustanowiona nazwa, stanowi co najmniej 20% mieszkańców. W przypadku miejscowości zamieszkanych, nazwy mniejszościowe mogą być ustalane również dla gmin niespełniających wymogu ilościowego liczby zamieszkującej jej mniejszości. Dla takich miejscowości można wprowadzić nazwę dodatkową o ile w wyniku konsultacji, których zasady i tryb przeprowadzenia określa rada gminy, za taką nazwą opowie się ponad 50% mieszkańców.
Nazwy miejscowości i obiektów fizjograficznych w językach mniejszości mogą być wprowadzone na terenie całej gminy lub jej części. Nazwy te nie mogą być stosowane samodzielnie i muszą zawsze wystąpić po oficjalnej nazwie w języku polskim. Nazwy w językach mniejszości nie mogą nawiązywać do nazw z okresu 1933–1945 nadanych przez władze Trzeciej Rzeszy Niemieckiej lub Związku Radzieckiego. Ograniczenie to ma na celu niedopuszczenie do przywracania nazw nadanych w okresie II wojny światowej przez okupacyjne władze niemieckie i radzieckie, oraz na niedopuszczeniu przywracania nazw nadanych przez władze Niemiec po roku 1933, kiedy to na masową skalę germanizowano nazwy geograficzne pochodzenia nieniemieckiego, np. wtedy zamieniono nazwę pochodzenia słowiańskiego Goradze (obecna polska nazwa to Górażdże) na Waldenstein oraz Sczedrzik (obecnie Szczedrzyk) na Hitlersee.
Dodatkowe nazwy mogą być używane jedynie na obszarze gmin wpisanych do Rejestru gmin, na których obszarze używane są nazwy w języku mniejszości prowadzonego przez ministra właściwego do spraw wyznań religijnych oraz mniejszości narodowych i etnicznych (obecnie jest to minister spraw wewnętrznych i administracji). Wpisu do tego rejestru minister dokonuje na wniosek rady gminy po zasięgnięciu opinii, odnośnie do każdej z proponowanych nazw, Komisji Nazw Miejscowości i Obiektów Fizjograficznych. Najwyższa Izba Kontroli w 2021 ujawniła nieprawidłowości w prowadzeniu urzędowych rejestrów dotyczących gmin, w których używany jest język pomocniczy, i gmin, na obszarze których używane są nazwy w języku mniejszości. NIK ujawniła w szczególności bezczynność i brak działań pracowników Departamentu Mniejszości w przypadku trzech spraw, wszczętych w latach 2016–2018, dotyczących wpisu do rejestru gmin. Mimo że Departament Mniejszości uzyskał pozytywne opinie Komisji Nazw Miejscowości i Obiektów Fizjograficznych, spraw tych nie rozstrzygano bez zbędnej zwłoki. W dwóch przypadkach NIK stwierdził bezczynność urzędniczą, która w momencie kontroli trwała już od ponad czterech lat. Stwierdzono również, że wniosek gminy Rudnik przez ponad trzy i pół roku w ogóle nie został przez urzędników przesłany do zaopiniowania przez Komisję Nazw Miejscowości i Obiektów Fizjograficznych. W przypadku gminy Władysławowo urzędnicy MSWiA dokonali wpisu do Rejestru Gmin dopiero po upływie 531 dni od dnia wpływu do MSWiA pierwszego wniosku w tej sprawie.

## Gminy z podwójnym nazewnictwem

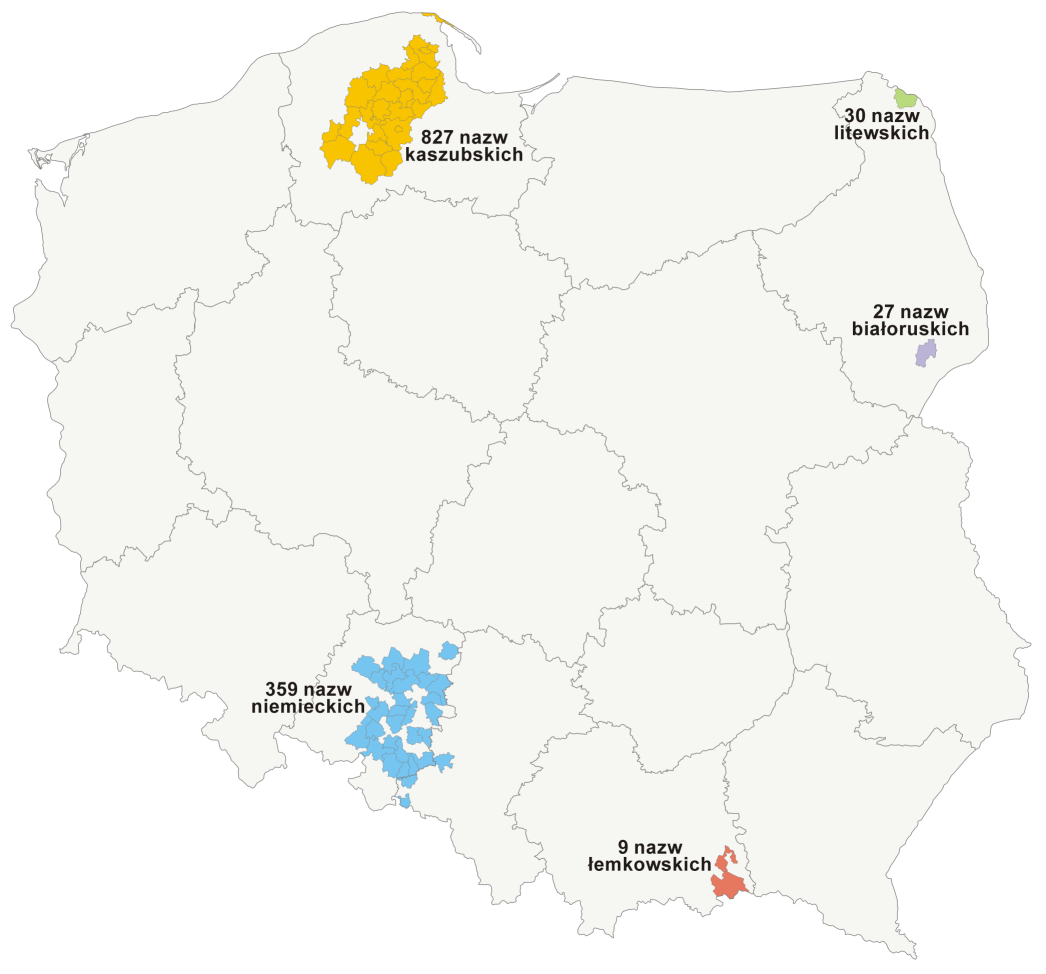
Gminy, w których wprowadzono dodatkowe nazwy w językach mniejszości (stan na 9 kwietnia 2019 r.)

Według stanu na 9 kwietnia 2019 r. dodatkowe nazwy w języku mniejszości narodowej zostały ustalone dla 1252 miejscowości i ich części (dla 17 miast, 792 wsi, 179 części wsi, 45 przysiółków, 135 osad, 33 osad leśnych (leśniczówek), 44 kolonii i 7 części kolonii i osad) w 60 gminach – 827 nazw kaszubskich, 359 nazw niemieckich, 30 nazw litewskich, 27 nazw białoruskich i 9 nazw łemkowskich, jednak w żadnej z gmin nie ustalono dodatkowych nazw dla wszystkich miejscowości lub ich części. Nie ustalono także żadnej nazwy dla obiektu fizjograficznego, ani formalnie nie wprowadzono dodatkowych nazw ulic i placów (nazwy takie jednak spotykane są w niektórych miejscowościach).
Poniższa lista zawiera wszystkie ustalone nazwy w językach mniejszości ułożone według gmin, gminy natomiast ułożono chronologicznie według kolejności wpisania ich do Rejestru. W gminach nazwy ułożono alfabetycznie według nazw polskich oddzielonych ukośnikiem od nazw w językach mniejszości.

### Gminy z językiem niemieckim jako dodatkowym

#### Gmina Radłów
Pierwszą gminą wpisaną do Rejestru została gmina Radłów, w której od 22 grudnia 2006 roku istnieje 11 dwujęzycznych, polsko-niemieckich, nazw wsi i osad:
- Biskupice/Bischdorf (wieś)
- Kolonia Biskupska/Friedrichswille (wieś)
- Kościeliska/Kostellitz (wieś)
- Ligota Oleska/Ellguth (wieś)
- Nowe Karmonki/Neu Karmunkau (wieś)
- Psurów/Psurow (osada)
- Radłów/Radlau (wieś)
- Stare Karmonki/Alt Karmunkau (osada)
- Sternalice/Sternalitz (wieś)
- Wichrów/Wichrau (wieś)
- Wolęcin/Wollentschin (wieś)

Gmina Radłów złożyła 12 wniosków o ustalenie dodatkowych nazw miejscowości w języku niemieckim, lecz Komisja Nazw Miejscowości i Obiektów Fizjograficznych, od której opinii zależy wprowadzenie nazw w językach mniejszości, początkowo pozytywnie zaopiniowała tylko 11 nazw. 12. nazwa Biskupskie Drogi/Strassenkrug dla przysiółka została zatwierdzona i dopisana do Rejestru 29 października 2007. Nie wprowadzono dodatkowych nazw dla 24 części wsi, osad, przysiółków wsi i osady leśnej.

#### Gmina Cisek

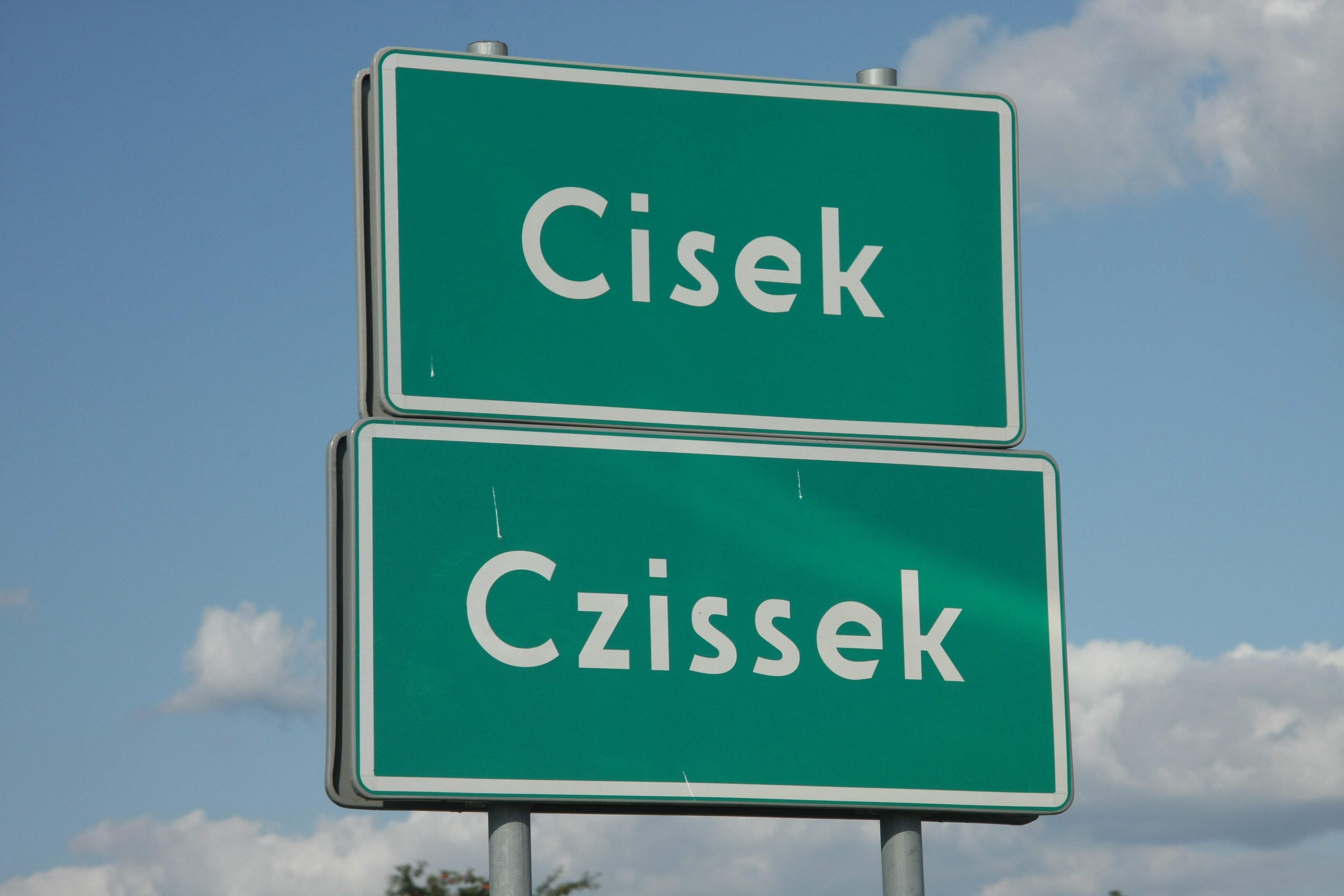
Tablica z podwójną nazwą przed wjazdem do Ciska

Kolejną dwujęzyczną gminą, została gmina Cisek, w której od 11 października 2007 roku istnieje 14 dwujęzycznych, polsko-niemieckich nazw wsi (niemieckie nazwy otrzymały wszystkie samodzielne wsie gminy; nie ustalono natomiast niemieckich nazw dla 6 części wsi i 7 przysiółków wsi):
- Błażejowice/Blaseowitz (wieś)
- Cisek/Czissek (wieś)
- Dzielnica/Dzielnitz (wieś)
- Kobylice/Kobelwitz (wieś)
- Landzmierz/Landsmierz (wieś)
- Łany/Lohnau (wieś)
- Miejsce Odrzańskie/Mistitz (wieś)
- Nieznaszyn/Niesnaschin (wieś)
- Podlesie/Podlesch (wieś)
- Przewóz/Przewos (wieś)
- Roszowice/Roschowitzdorf (wieś)
- Roszowicki Las/Roschowitzwald (wieś)
- Steblów/Stöblau (wieś)
- Sukowice/Suckowitz (wieś)

#### Gmina Leśnica

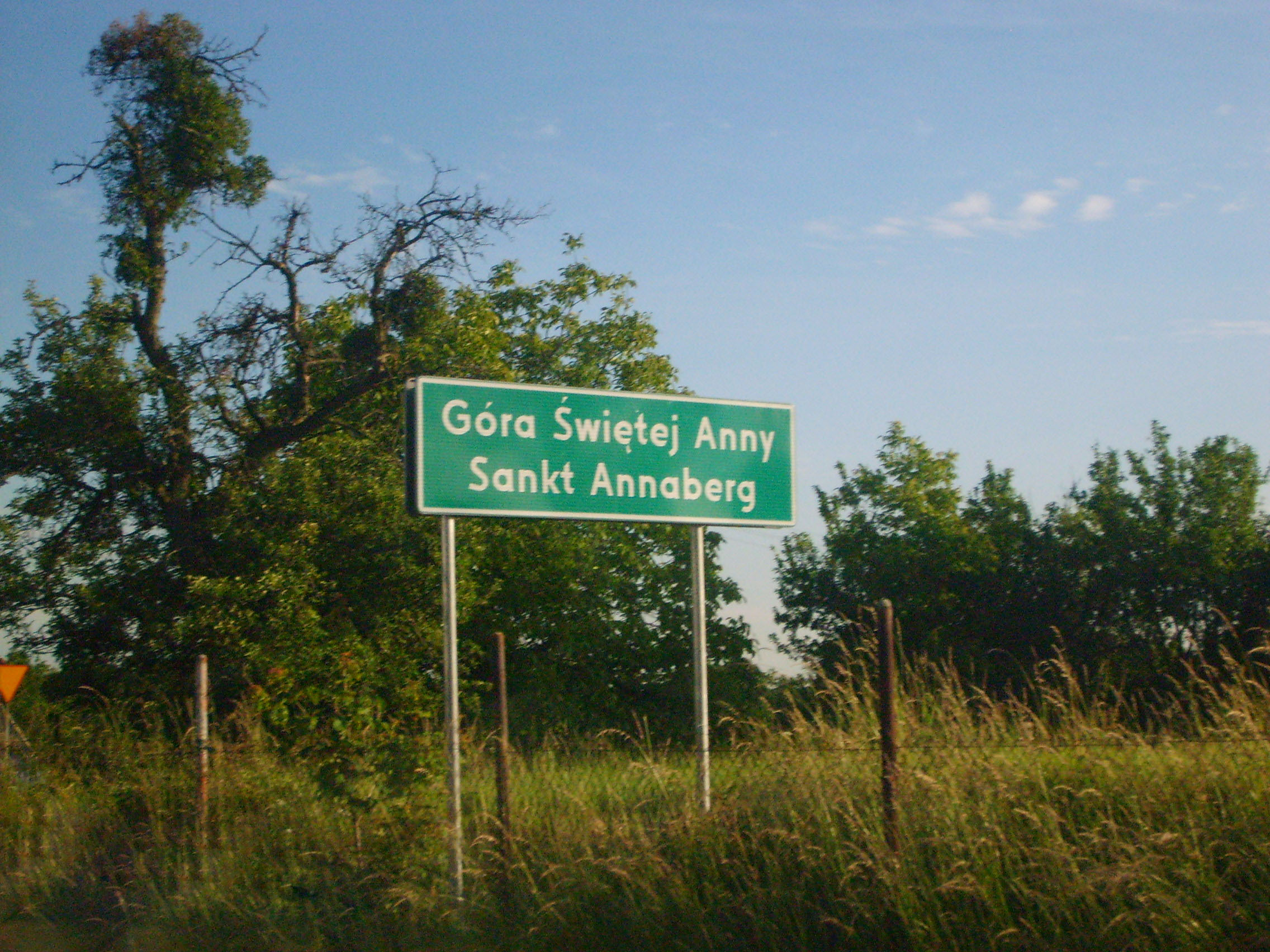
Tablica z podwójną nazwą przed wjazdem do Góry Świętej Anny

11 kwietnia 2008 w gminie Leśnica wprowadzono 12 niemieckich nazw dla wsi i miasta (nie wprowadzono natomiast dodatkowych nazw dla 9 części miasta, części wsi, przysiółków i osad):
- Czarnocin/Scharnosin (wieś)
- Dolna/Dollna (wieś)
- Góra Świętej Anny/Sankt Annaberg (wieś)
- Kadłubiec/Kadlubietz (wieś)
- Krasowa/Krassowa (wieś)
- Leśnica/Leschnitz (miasto) – pierwsze miasto w Polsce, któremu nadano dodatkową nazwę
- Lichynia/Lichinia (wieś)
- Łąki Kozielskie/Lenkau (wieś)
- Poręba/Poremba (wieś)
- Raszowa/Raschowa (wieś)
- Wysoka/Wyssoka (wieś)
- Zalesie Śląskie/Salesche (wieś)

#### Gmina Rudnik

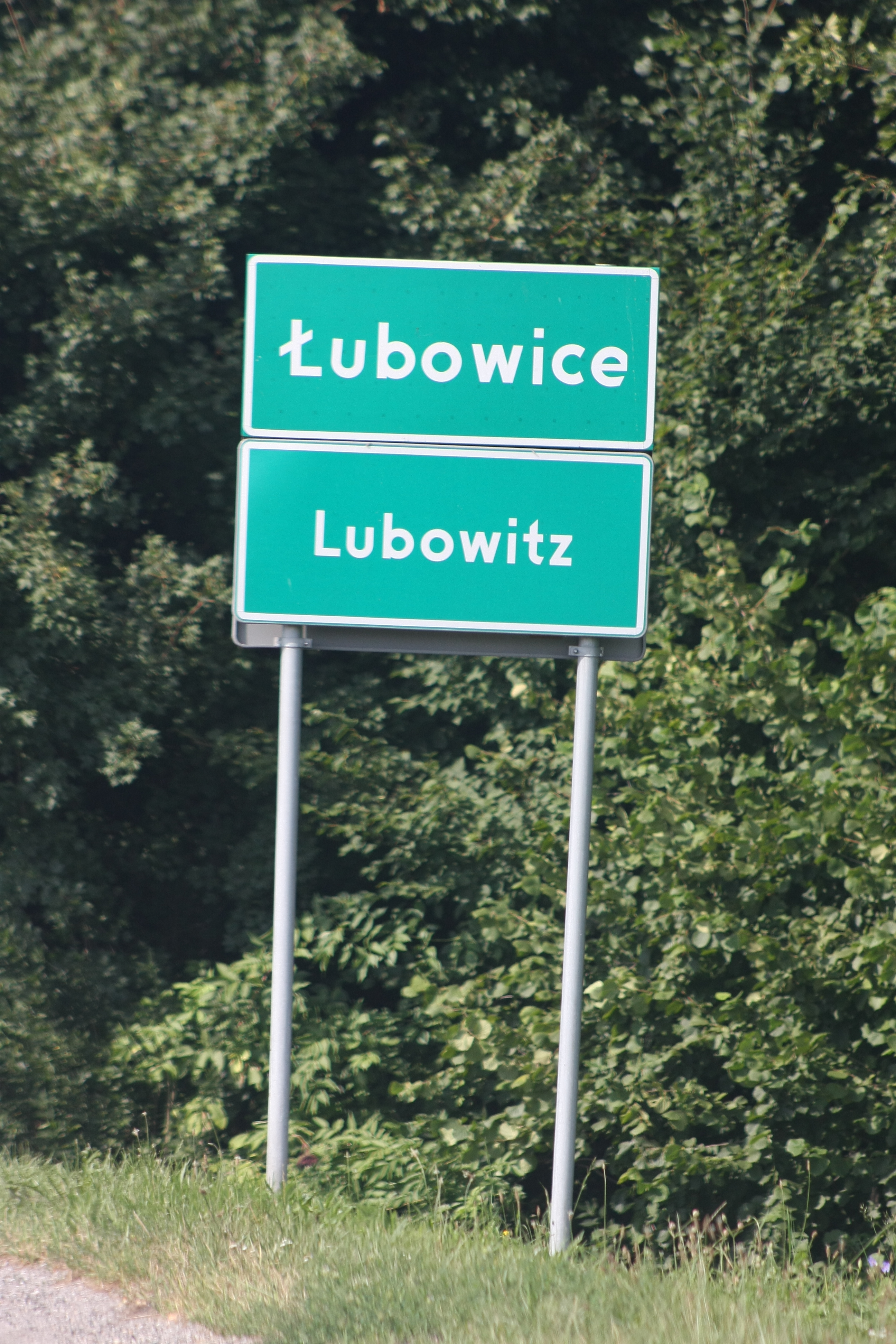
Tablica z podwójną nazwą przed wjazdem do Łubowic

11 kwietnia 2008 w gminie Rudnik wprowadzono 1 niemiecką nazwę dla wsi Łubowice/Lubowitz (nie wprowadzono natomiast niemieckich nazw dla części tej wsi). Rudnik jest pierwszą gminą, w której wprowadzono dodatkowe nazwy w języku mniejszości, pomimo że mniejszość ta stanowi poniżej 20% mieszkańców gminy (13,4%).
8 maja 2017 gmina złożyła wniosek o dokonanie wpisu do rejestru dla kolejnych 14 miejscowości na swoim terenie. W toku działań kontrolnych NIK okazało się, że urzędnicy MSWiA przez ponad trzy i pół roku nie przesłali wniosku do zaopiniowania przez Komisję Nazw Miejscowości i Obiektów Fizjograficznych. NIK oceniła tę bezczynność urzędniczą jako działanie nierzetelne.

#### Gmina Tarnów Opolski

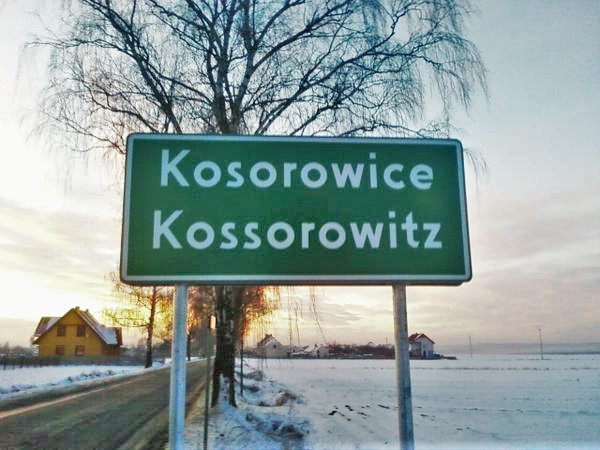
Tablica z podwójną nazwą przed wjazdem do Kosorowic

14 kwietnia 2008 w gminie Tarnów Opolski wprowadzono 8 niemieckich nazw dla wsi (nie wprowadzono nazw dla dwóch części wsi i jednego przysiółka):
- Kąty Opolskie/Konty (wieś)
- Kosorowice/Kossorowitz (wieś)
- Miedziana/Kupferberg (wieś)
- Nakło/Nakel (wieś)
- Przywory/Przywor (wieś)
- Raszowa/Raschau (wieś)
- Tarnów Opolski/Tarnau (wieś)
- Walidrogi/Schulenburg (wieś)

#### Gmina Chrząstowice
20 maja 2008 w gminie Chrząstowice wprowadzono 9 niemieckich nazw dla wsi (natomiast nie wprowadzono dodatkowych nazw dla części wsi, osady i osady leśnej):
- Chrząstowice/Chronstau (wieś)
- Daniec/Danietz (wieś)
- Dąbrowice/Dombrowitz (wieś)
- Dębie/Dembio (wieś)
- Dębska Kuźnia/Dembiohammer (wieś)
- Falmirowice/Fallmirowitz (wieś)
- Lędziny/Lendzin (wieś)
- Niwki/Tempelhof (wieś)
- Suchy Bór/Derschau (wieś)

#### Gmina Izbicko

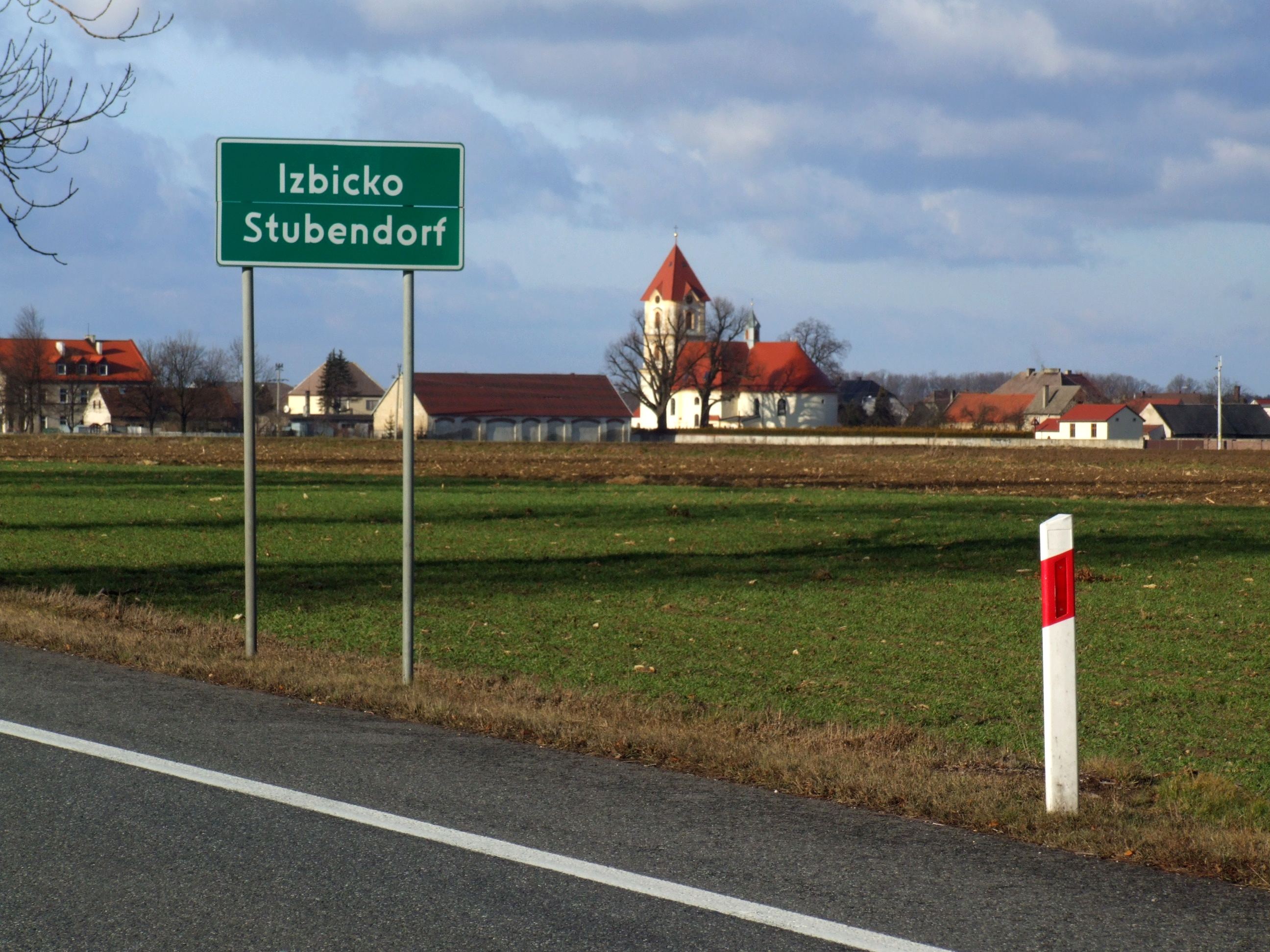
Tablica z podwójną nazwą przed wjazdem do Izbicka

20 maja 2008 w gminie Izbicko wprowadzono 11 niemieckich nazw dla wsi (nie wprowadzono zaś niemieckich nazw dla 4 przysiółków i jednej kolonii):
- Borycz/Boritsch (wieś)
- Grabów/Grabow (wieś)
- Izbicko/Stubendorf (wieś)
- Krośnica/Kroschnitz (wieś)
- Ligota Czamborowa/Tschammer Ellguth (wieś)
- Otmice/Ottmütz (wieś)
- Poznowice/Posnowitz (wieś)
- Siedlec/Schedlitz (wieś)
- Sprzęcice/Sprentschütz (wieś)
- Suchodaniec/Sucho-Danietz (wieś)
- Utrata/Zauche (wieś)

#### Gmina Dobrodzień

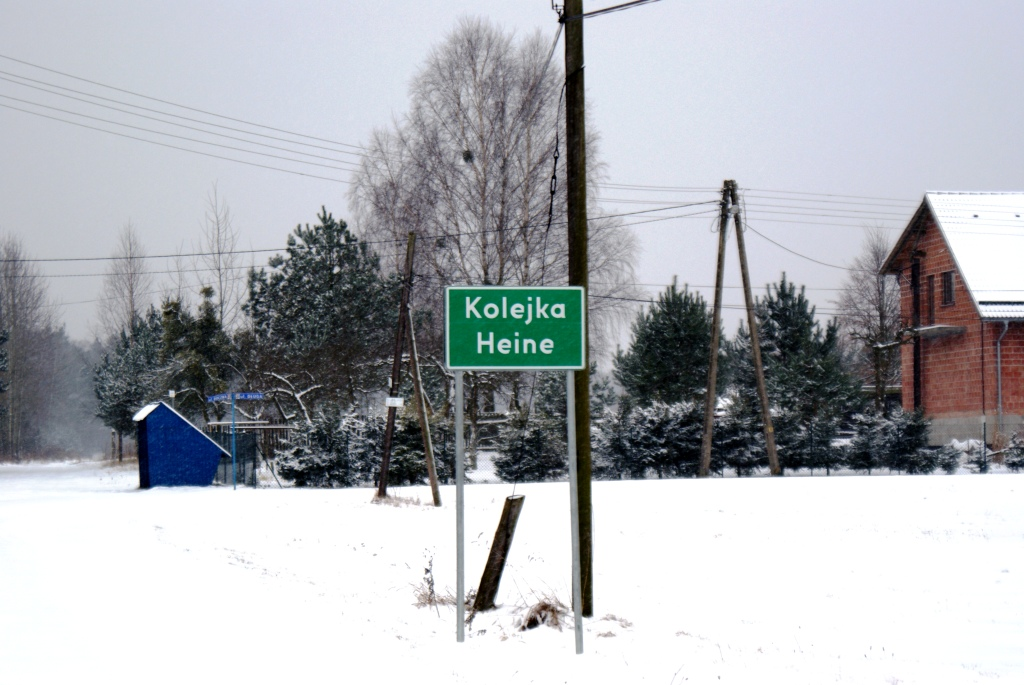
Tablica z podwójną nazwą przed wjazdem do Kolejki

4 lipca 2008 w gminie Dobrodzień wprowadzono 25 niemieckich nazw dla miasta, wsi, części wsi, przysiółków i kolonii (nie wprowadzono dodatkowych nazw dla 18 części miasta, części wsi, przysiółków, osad i osad leśnych):
- Bąki/Bonken (wieś)
- Błachów/Blachow (wieś)
- Bzinica Nowa/Wilhelmshort (wieś)
- Bzinica Stara/Bzinitz (wieś)
- Bzionków/Bziunkau (część wsi Rzędowice)
- Dąbrowica/Dombrowitze (kolonia)
- Dobrodzień/Guttentag (miasto)
- Główczyce/Glowtschütz (wieś)
- Gosławice/Goslawitz (wieś)
- Klekotna/Charlottenthal (wieś)
- Kocury/Kotzuren (wieś)
- Kolejka/Heine (wieś)
- Ligota Dobrodzieńska/Ellguth Guttentag (wieś)
- Liszczok/Lisczok (część wsi Pietraszów)
- Makowczyce/Makowtschütz (wieś)
- Malichów/Malchow (przysiółek wsi Warłów)
- Myślina/Mischline (wieś)
- Pietraszów/Petershof (wieś)
- Pludry/Pluder (wieś)
- Rędzina/Rendzin (przysiółek wsi Klekotna)
- Rzędowice/Rzendowitz (wieś)
- Szemrowice/Schemrowitz (wieś)
- Turza/Thursy (wieś)
- Warłów/Warlow (wieś)
- Zwóz/Zwoos (wieś) – nazwa niemiecka została początkowo ustalona w formie Zwoss, na wniosek Rady Miejskiej w Dobrodzieniu; 11 maja 2012 r., na podstawie uchwały Komisji Nazw Miejscowości i Obiektów Fizjograficznych nr 24/24/IV/2012 z dnia 24 kwietnia 2012 r., zmieniono tę nazwę Zwoos[7]. W uchwale Rada Miejska zmianę uzasadniła tym, że w pierwotnej uchwale znalazła się nazwa w błędnym zapisie przekazanym przez Instytut Śląski w Opolu[8].

#### Gmina Jemielnica

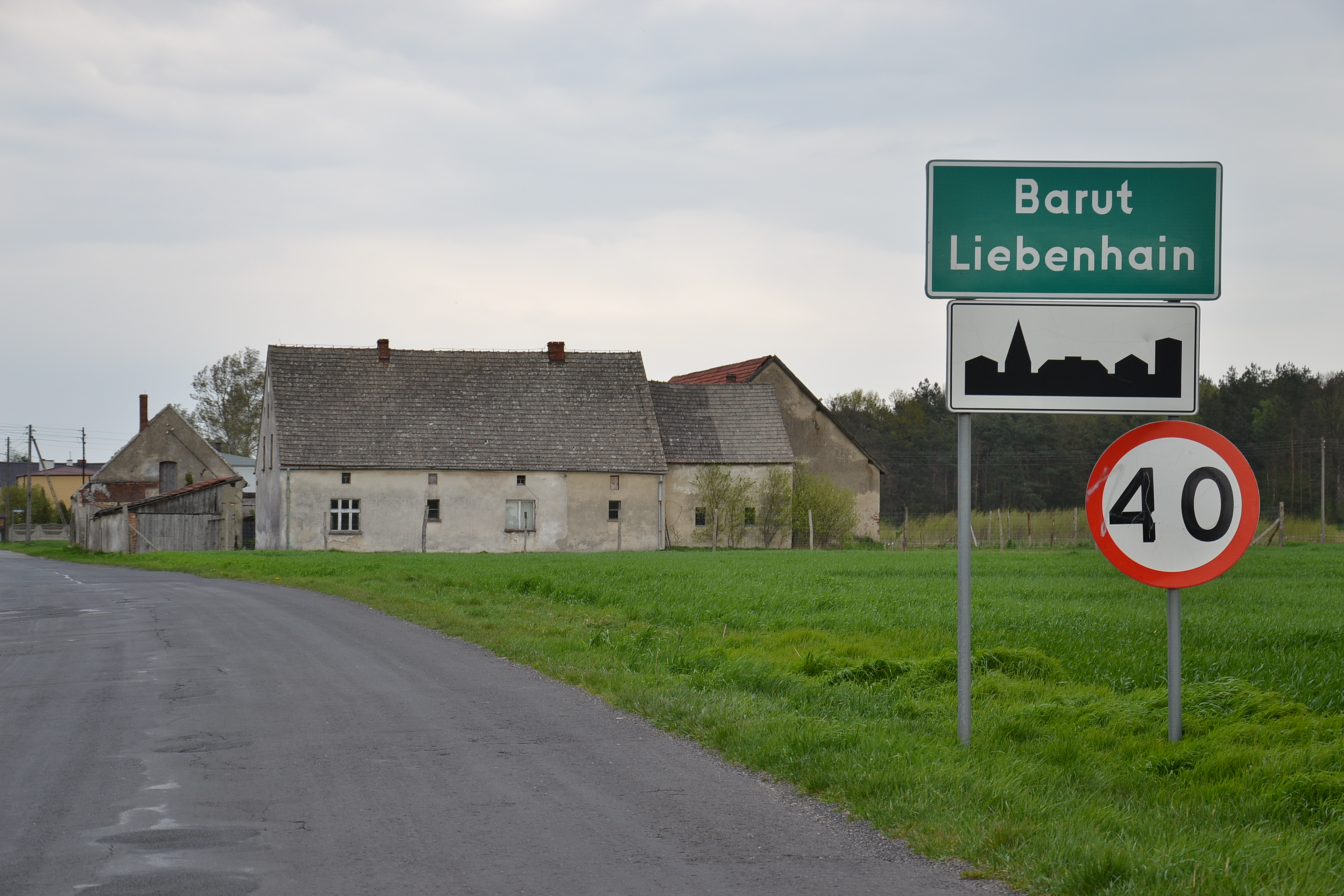
Barut / Liebenhain

14 listopada 2008 w gminie Jemielnica wprowadzono 6 niemieckich nazw dla wsi (pominięto natomiast jedną wieś, 4 części wsi, 6 przysiółków wsi, 1 osadę i 3 osady leśne):
- Barut/Liebenhain (wieś)
- Gąsiorowice/Gonschiorowitz (wieś)
- Jemielnica/Himmelwitz (wieś)
- Łaziska/Lasisk (wieś)
- Piotrówka/Petersgrätz (wieś)
- Wierchlesie/Wierschlesche (wieś)

#### Gmina Kolonowskie
14 listopada 2008 w gminie Kolonowskie wprowadzono 4 niemieckie nazwy dla miasta i wsi (na ogółem 14 miejscowości i ich części znajdujących się w gminie):
- Kolonowskie/Colonnowska (miasto)
- Sporok/Carmerau (wieś)
- Staniszcze Małe/Klein Stanisch (wieś)
- Staniszcze Wielkie/Groß Stanisch (wieś)

#### Gmina Krzanowice
19 listopada 2008 w gminie Krzanowice wprowadzono 4 niemieckie nazwy dla miasta i wsi, 1 grudnia 2009 wprowadzono niemiecką nazwę dla kolejnej wsi (dodatkowych nazw nie nadano jednej wsi i jednej części wsi):
- Bojanów/Bojanow (wieś)
- Borucin/Borutin (wieś)
- Krzanowice/Kranowitz (miasto)
- Pietraszyn/Klein Peterwitz (wieś)
- Wojnowice/Woinowitz (wieś)

#### Gmina Ujazd
19 listopada 2008 w gminie Ujazd wprowadzono 10 niemieckich nazw dla miasta i wsi (nie wprowadzono dodatkowych nazw dla 12 części miasta, części wsi, przysiółków i osad):
- Balcarzowice/Balzarowitz (wieś)
- Jaryszów/Jarischau (wieś)
- Klucz/Klutschau (wieś)
- Niezdrowice/Niesdrowitz (wieś)
- Nogowczyce/Nogowschütz (wieś)
- Olszowa/Olschowa (wieś)
- Sieroniowice/Schironowitz (wieś)
- Stary Ujazd/Alt Ujest (wieś)
- Ujazd/Ujest (miasto)
- Zimna Wódka/Kaltwasser (wieś)

#### Gmina Zębowice
19 listopada 2008 w gminie Zębowice wprowadzono 10 niemieckich nazw dla wsi i przysiółka (nie wprowadzono takich nazw dla 5 części wsi i 12 przysiółków):
- Kadłub Wolny/Frei Kadlub (wieś)
- Knieja/Kneja (wieś)
- Kosice/Koschütz (przysiółek wsi Radawie)
- Łąka/Lenke (wieś)
- Osiecko/Oschietzko (wieś)
- Poczołków/Poscholkau (wieś)
- Prusków/Pruskau (wieś)
- Radawie/Radau (wieś)
- Siedliska/Schiedlisk (wieś)
- Zębowice/Zembowitz (wieś)

#### Gmina Biała

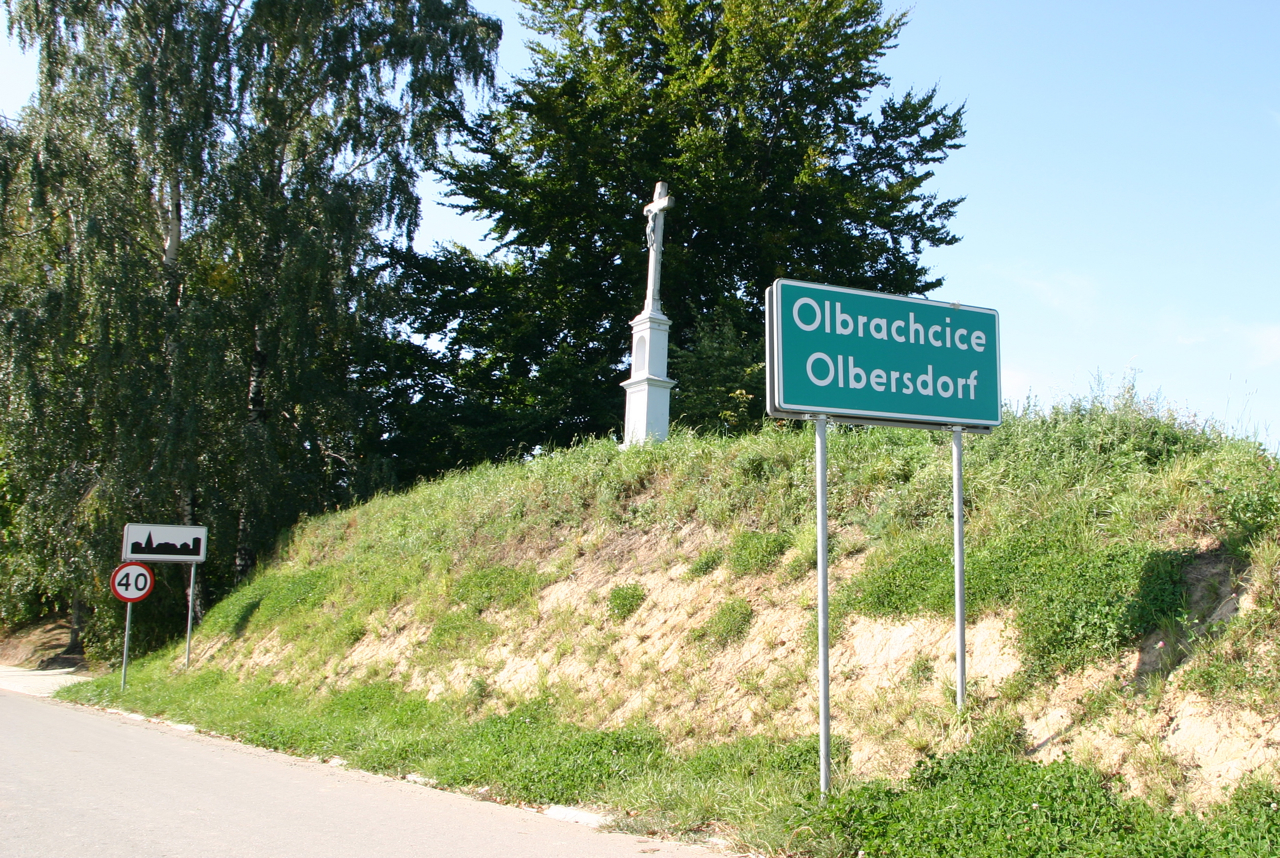
Tablica z podwójną nazwą przed wjazdem do Olbrachcic

24 listopada 2008 w gminie Biała wprowadzono 30 niemieckich nazw dla miasta, wsi i przysiółków (nie wprowadzono dodatkowych nazw dla 2 części miasta, 1 wsi, 2 części wsi, 3 kolonii wsi, 4 przysiółków wsi i 4 osad leśnych):
- Biała/Zülz (miasto)
- Browiniec Polski/Probnitz (wieś)
- Brzeźnica/Bresnitz (wieś)
- Chrzelice/Schelitz (wieś)
- Czartowice/Schartowitz (wieś)
- Dębina/Dambine (wieś)
- Frącki/Fronzke (przysiółek wsi Pogórze)
- Gostomia/Simsdorf (wieś)
- Górka Prudnicka/Ernestinenberg (wieś)
- Grabina/Grabine (wieś)
- Józefów/Josefsgrund (wieś)
- Kolnowice/Kohlsdorf (wieś)
- Krobusz/Krobusch (wieś)
- Ligota Bialska/Ellguth (wieś)
- Łącznik/Lonschnik (wieś)
- Miłowice/Mühlsdorf (wieś)
- Mokra/Mokrau (wieś)
- Nowa Wieś Prudnicka/Neudorf (wieś)
- Ogiernicze/Legelsdorf (wieś)
- Olbrachcice/Olbersdorf (wieś)
- Otoki/Ottok (wieś)
- Pogórze/Pogosch (wieś)
- Prężyna/Groß Pramsen (wieś)
- Radostynia/Radstein (wieś)
- Rostkowice/Rosenberg (wieś)
- Solec/Altzülz (wieś)
- Śmicz/Schmitsch (wieś)
- Wasiłowice/Waschelwitz (wieś)
- Wilków/Wilkau (wieś)
- Żabnik/Ziabnik (przysiółek wsi Krobusz)

#### Gmina Strzeleczki
24 listopada 2008 w gminie Strzeleczki wprowadzono 19 niemieckich nazw dla wsi i przysiółków (nie wprowadzono dodatkowej nazwy dla jednej części wsi):
- Buława/Buhlau (przysiółek wsi Pisarzowice)
- Dobra/Dobrau (wieś)
- Dziedzice/Sedschütz (wieś)
- Komorniki/Komornik (wieś)
- Kopalina/Kopaline (przysiółek wsi Ścigów)
- Kujawy/Kujau (wieś)
- Łowkowice/Lobkowitz (wieś)
- Moszna/Moschen (wieś)
- Nowy Bud/Neubude (przysiółek wsi Dobra)
- Nowy Młyn/Neumühle (przysiółek wsi Komorniki)
- Pisarzowice/Schreibersdorf (wieś)
- Racławiczki/Rasselwitz (wieś)
- Serwitut/Servitut (przysiółek wsi Smolarnia)
- Smolarnia/Pechhütte (wieś)
- Strzeleczki/Klein Strehlitz (wieś)
- Ścigów/Schiegau (wieś)
- Urszulanowice/Ursulanowitz (przysiółek wsi Moszna)
- Wawrzyńcowice/Lorenzdorf (wieś)
- Zielina/Zellin (wieś)

#### Gmina Murów
31 marca 2009 w gminie Murów wprowadzono 13 niemieckich nazw dla wsi i przysiółków (dodatkowych nazw nie wprowadzono dla 1 wsi, 4 części wsi, 1 kolonii i 4 przysiółków wsi):
- Bukowo/Georgenwerk (wieś)
- Dębiniec/Dambinietz (wieś)
- Grabice/Zedlitz (wieś)
- Kały/Podewils (wieś)
- Młodnik/Süssenrode (wieś)
- Morcinek/Morczinek (przysiółek wsi Stare Budkowice)
- Murów/Murow (wieś)
- Nowe Budkowice/Neu Budkowitz (wieś)
- Okoły/Tauenzinow (wieś)
- Radomierowice/Plümkenau (wieś)
- Stare Budkowice/Alt Budkowitz (wieś)
- Święciny/Neuwedel (wieś)
- Zagwiździe/Friedrichsthal (wieś)

#### Gmina Walce
3 czerwca 2009 w gminie Walce wprowadzono 9 niemieckich nazw dla wsi (nie wprowadzono dodatkowych niemieckich nazw dla 11 części wsi, przysiółków i osad):
- Brożec/Broschütz (wieś)
- Ćwiercie/Schwärze (wieś)
- Dobieszowice/Dobersdorf (wieś)
- Grocholub/Grocholub (wieś)
- Kromołów/Kramelau (wieś)
- Rozkochów/Rosnochau (wieś)
- Stradunia/Straduna (wieś)
- Walce/Walzen (wieś)
- Zabierzów/Zabierzau (wieś)

#### Gmina Głogówek

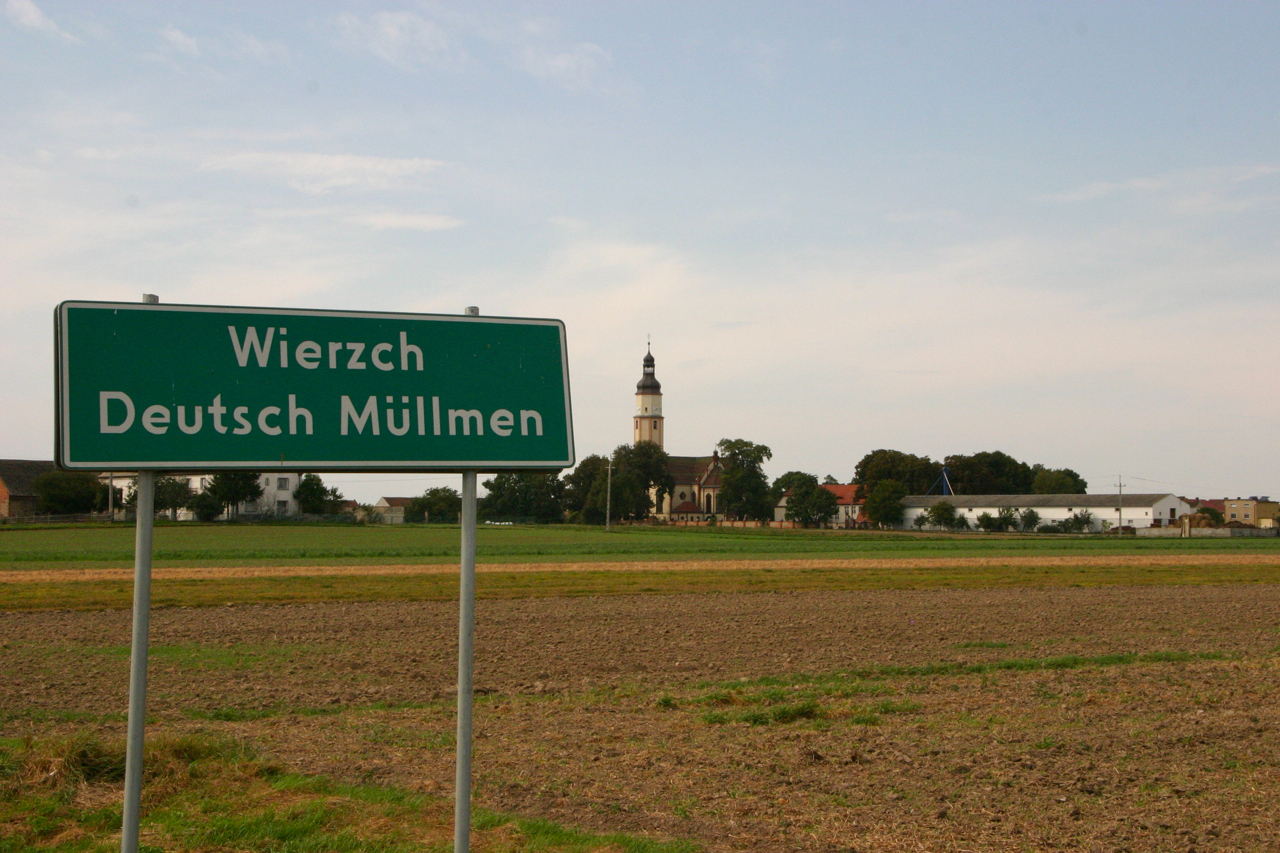
Tablica z podwójną nazwą przed wjazdem do Wierzchu

1 grudnia 2009 w gminie Głogówek wprowadzono 21 niemieckich nazw dla miasta, wsi i przysiółków, spośród 23 nazw zgłoszonych przez Gminę. 30 kwietnia 2010 r. wprowadzono kolejną nazwę dla przysiółka Chudoba. Dotychczas nie wprowadzono dodatkowych niemieckich nazw dla 3 części miasta, 6 wsi, 2 części wsi, 4 przysiółków wsi i 1 osady:
- Biedrzychowice/Friedersdorf (wieś)
- Błażejowice Dolne/Blaschewitz (wieś)
- But/Neuvorwerk (przysiółek wsi Zawada)
- Chudoba/Schekai (przysiółek wsi Nowe Kotkowice)
- Dzierżysławice/Dirschelwitz (wieś)
- Głogówek/Oberglogau (miasto)
- Golczowice/Golschowitz (przysiółek wsi Zawada)
- Kierpień/Kerpen (wieś)
- Leśnik/Leschnig (wieś)
- Malkowice/Malkowitz (przysiółek wsi Twardawa)
- Mionów/Polnisch Müllmen (wieś)
- Mochów/Mochau (wieś)
- Mucków/Mutzkau (przysiółek wsi Zawada)
- Nowe Kotkowice/Neu Kuttendorf (wieś)
- Rzepcze/Repsch (wieś)
- Stare Kotkowice/Alt Kuttendorf (wieś)
- Sysłów/Syßlau (przysiółek wsi Zawada)
- Twardawa/Twardawa (wieś)
- Wierzch/Deutsch Müllmen (wieś)
- Wróblin/Fröbel (wieś)
- Zawada/Zowade (wieś)
- Zwiastowice/Schwesterwitz (wieś)

#### Gmina Komprachcice

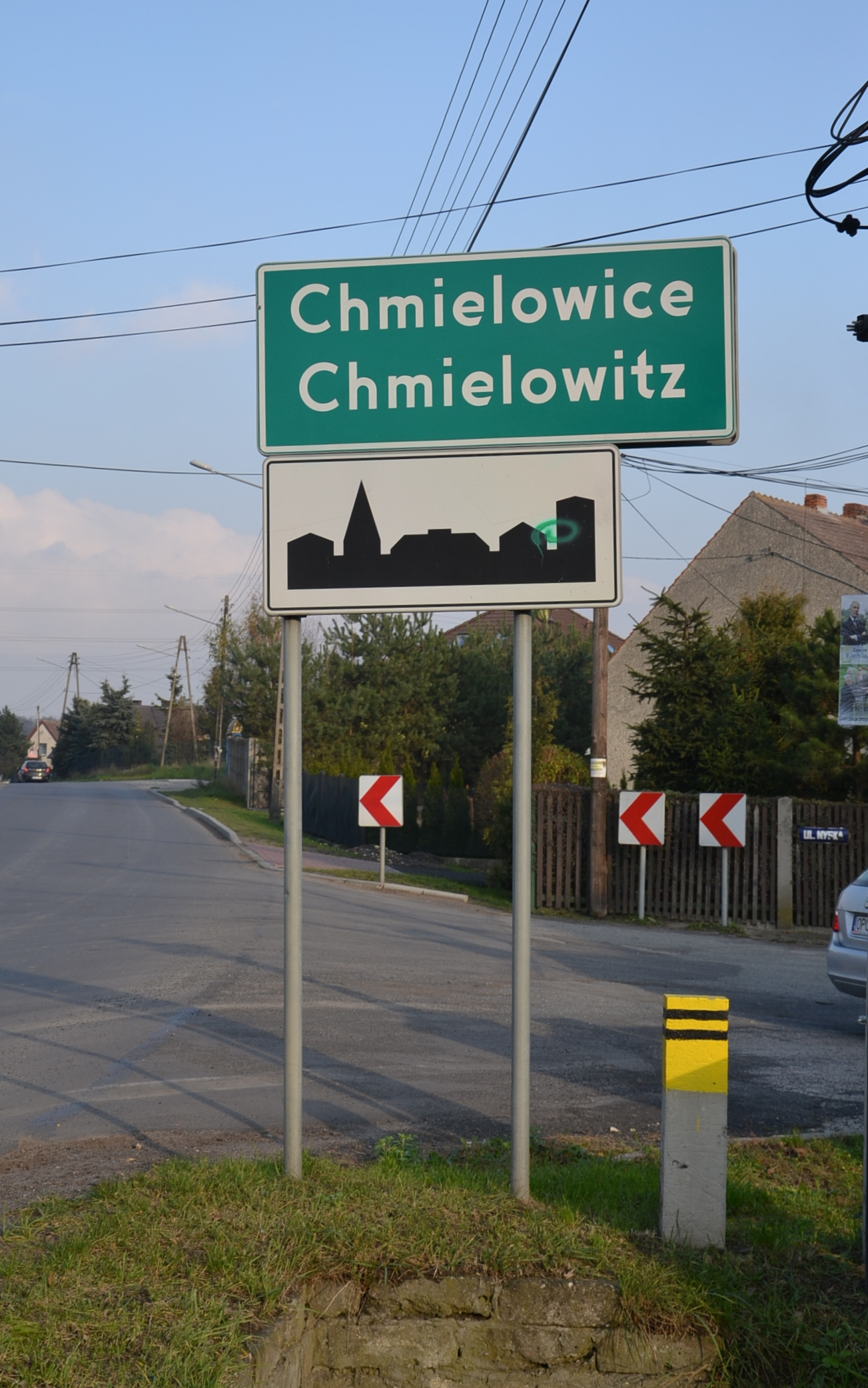
Dwujęzyczna tablica w Chmielowicach. Nazwa niemiecka zapisana z błędem

1 grudnia 2009 w gminie Komprachcice wprowadzono 10 niemieckich nazw dla wsi i przysiółka (nie wprowadzono dodatkowych niemieckich nazw dla 3 części wsi i 1 osady).
- Chmielowice/Chmiellowitz (wieś, od 1 stycznia 2017 r. część Opola)
- Domecko/Dometzko (wieś)
- Dziekaństwo/Dziekanstwo (wieś)
- Komprachcice/Comprachtschütz (wieś)
- Ochodze/Ochotz (wieś)
- Osiny/Rothhaus (wieś)
- Polska Nowa Wieś/Polnisch Neudorf (wieś)
- Pucnik/Simsdorf (przysiółek wsi Domecko)
- Wawelno/Bowallno (wieś)
- Żerkowice/Zirkowitz (wieś, od 1 stycznia 2017 r. część Opola)

W Chmielowicach stanęły tablice z błędną niemiecką nazwą – zamiast Chmiellowitz widnieje tam napis Chmielowitz (przez jedno „l”). Pomimo wymiany tablic w 2011 w związku z licznymi wandalizmami, nadal widnieje na nich błędna nazwa.

#### Gmina Dobrzeń Wielki
1 grudnia 2009 w gminie Dobrzeń Wielki wprowadzono 9 niemieckich nazw dla wsi (nie wprowadzono dodatkowych niemieckich nazw dla 12 części wsi, 8 przysiółków wsi i 2 osad wsi):
- Borki/Borrek (wieś, od 1 stycznia 2017 r. część Opola)
- Brzezie/Finkenstein (wieś, od 1 stycznia 2017 r. część Opola)
- Chróścice/Chrosczütz (wieś)
- Czarnowąsy/Czarnowanz (wieś, od 1 stycznia 2017 r. część Opola)
- Dobrzeń Mały/Klein Döbern (wieś)
- Dobrzeń Wielki/Groß Döbern (wieś)
- Krzanowice/Krzanowitz (wieś, od 1 stycznia 2017 r. część Opola)
- Kup/Kupp (wieś)
- Świerkle/Horst (wieś, od 1 stycznia 2017 r. część Opola)

#### Gmina Łubniany
30 kwietnia 2010 r. w gminie Łubniany wprowadzono 11 niemieckich nazw dla wsi (nie wprowadzono dodatkowych nazw dla 13 części wsi, 3 przysiółków wsi i 1 osady leśnej).
- Biadacz/Biadacz (wieś)
- Brynica/Brinnitz (wieś)
- Dąbrówka Łubniańska/Lugnian Dombrowka (wieś)
- Grabie/Heinrichsfelde (wieś)
- Jełowa/Jellowa (wieś)
- Kępa/Kempa (wieś)
- Kobylno/Kobyllno (wieś)
- Kolanowice/Kollanowitz (wieś)
- Luboszyce/Luboschütz (wieś)
- Łubniany/Lugnian (wieś)
- Masów/Massow (wieś)

#### Gmina Prószków
30 kwietnia 2010 r. w gminie Prószków wprowadzono 14 niemieckich nazw dla miasta i wsi. 17 listopada 2011 r. wprowadzono kolejną nazwę dla wsi Przysiecz. Dotychczas nie wprowadzono dodatkowych nazw dla 11 części miasta, 6 części wsi, 2 przysiółków wsi i 1 osady.
- Boguszyce/Boguschütz (wieś)
- Chrząszczyce/Chrzumczütz (wieś)
- Chrzowice/Chrzowitz (wieś)
- Folwark/Follwark (wieś)
- Górki/Gorek (wieś)
- Jaśkowice/Jaschkowitz (wieś)
- Ligota Prószkowska/Ellguth Proskau (wieś)
- Nowa Kuźnia/Neuhammer (wieś)
- Prószków/Proskau (miasto)
- Przysiecz/Przyschetz (wieś)
- Winów/Winau (wieś, od 1 stycznia 2017 r. część Opola)
- Zimnice Małe/Klein Schimnitz (wieś)
- Zimnice Wielkie/Gross Schimnitz (wieś)
- Złotniki/Zlattnik (wieś)
- Źlinice/Zlönitz (wieś)

#### Gmina Gogolin
30 kwietnia 2010 r. w gminie Gogolin wprowadzono 9 niemieckich nazw dla wsi (nie wprowadzono dodatkowych nazw dla 5 części wsi i 6 przysiółków wsi oraz dla samego miasta Gogolin i jego 3 części). W gminie tej wprowadzono niemieckie nazwy, pomimo że mniejszość niemiecka stanowi poniżej 20% mieszkańców gminy (11,6%).
- Chorula/Chorulla (wieś)
- Dąbrówka/Dombrowka (wieś)
- Górażdże/Goradze (wieś)
- Kamień Śląski/Gross Stein (wieś)
- Kamionek/Klein Stein (wieś)
- Malnia/Malnie (wieś)
- Obrowiec/Oberwitz (wieś)
- Odrowąż/Oderwanz (wieś)
- Zakrzów/Sakrau (wieś)

#### Gmina Lasowice Wielkie
16 sierpnia 2010 r. w gminie Lasowice Wielkie wprowadzono 13 niemieckich nazw dla wsi i osady (nie wprowadzono dodatkowych nazw dla 1 wsi, 12 części wsi, 9 przysiółków wsi, 14 osad i 3 osad leśnych).
- Chocianowice/Kotschanowitz (wieś)
- Chudoba/Kudoba (wieś)
- Ciarka/Schiorke (wieś)
- Gronowice/Grunowitz (wieś)
- Jasienie/Jaschine (wieś)
- Laskowice/Laskowitz (wieś)
- Lasowice Małe/Klein Lassowitz (osada)
- Lasowice Wielkie/Gross Lassowitz (wieś)
- Oś/Marienfeld (wieś)
- Szumirad/Sausenberg (wieś)
- Trzebiszyn/Trebitschin (wieś)
- Tuły/Thule (wieś)
- Wędrynia/Wendrin (wieś)

#### Gmina Bierawa
10 stycznia 2011 r. w gminie Bierawa wprowadzono 9 niemieckich nazw dla wsi. Początkowo propozycja przyjęcia niemieckiej nazwy Oderwalde dla wsi Dziergowice została zaopiniowana negatywnie przez Komisję Nazw Miejscowości i Obiektów Fizjograficznych, według której nazwa niemiecka to Dziergowitz. Jednak po ponownym przeanalizowaniu kwestii tej nazwy została ona ostatecznie przyjęta przez Komisję i 24.05.2010 urzędowo wprowadzona. Dotychczas nie wprowadzono dodatkowych nazw dla 1 wsi, 7 przysiółków wsi i 1 osady.
- Bierawa/Birawa (wieś)
- Brzeźce/Brzezetz (wieś)
- Dziergowice/Oderwalde (wieś)
- Goszyce/Goschütz (wieś)
- Grabówka/Sackenhoym (wieś)
- Kotlarnia/Jakobswalde (wieś)
- Lubieszów/Libischau (wieś)
- Ortowice/Ortowitz (wieś)
- Stara Kuźnia/Klein Althammer (wieś)
- Stare Koźle/Alt Cosel (wieś)

#### Gmina Reńska Wieś
11 stycznia 2011 r. w gminie Reńska Wieś wprowadzono 15 niemieckich nazw dla wsi (nie wprowadzono dodatkowych nazw dla 2 części wsi i 4 przysiółków wsi).
- Bytków/Pickau (wieś)
- Dębowa/Dembowa (wieś)
- Długomiłowice/Langlieben (wieś)
- Gierałtowice/Gieraltowitz (wieś)
- Kamionka/Kamionka (wieś)
- Komorno/Komorno (wieś)
- Łężce/Lenschütz (wieś)
- Mechnica/Mechnitz (wieś)
- Naczysławki/Klein Nimsdorf (wieś)
- Poborszów/Poborschau (wieś)
- Pociękarb/Potzenkarb (wieś)
- Pokrzywnica/Nesselwitz (wieś)
- Radziejów/Juliusburg (wieś)
- Reńska Wieś/Reinschdorf (wieś)
- Większyce/Wiegschütz (wieś)

#### Gmina Polska Cerekiew
29 kwietnia 2011 r. w gminie Polska Cerekiew wprowadzono 12 niemieckich nazw dla wsi (nie wprowadzono dodatkowych nazw dla 1 wsi, 5 części wsi i 3 przysiółków wsi).
- Ciężkowice/Czienskowitz (wieś)
- Dzielawy/Dzielau (wieś)
- Grzędzin/Grzendzin (wieś)
- Jaborowice/Jaborowitz (wieś)
- Ligota Mała/Klein Ellguth (wieś)
- Łaniec/Lanietz (wieś)
- Mierzęcin/Mierzenzin (wieś)
- Polska Cerekiew/Groß Neukirch (wieś)
- Połowa/Puhlau (wieś)
- Witosławice/Witoslawitz (wieś)
- Wronin/Wronin (wieś)
- Zakrzów/Sakrau (wieś)

#### Gmina Turawa
8 marca 2012 r. w gminie Turawa wprowadzono 11 niemieckich nazw dla wsi. 10 stycznia 2013 r. wprowadzono dodatkową nazwę dla przysiółka. Dotychczas nie wprowadzono dodatkowych nazw dla 8 części wsi, 3 przysiółków wsi i 1 osady leśnej.
- Bierdzany/Bierdzan (wieś)
- Kadłub Turawski/Kadlub Turawa (wieś)
- Kotórz Mały/Klein Kottorz (wieś)
- Kotórz Wielki/Groß Kottorz (wieś)
- Ligota Turawska/Ellguth Turawa (wieś)
- Osowiec/Königshuld (wieś)
- Rzędów/Friedrichsfelde (wieś)
- Trzęsina/Trzenschin (przysiółek wsi Osowiec)
- Turawa/Turawa (wieś)
- Węgry/Wengern (wieś)
- Zakrzów Turawski/Sacrau Turawa (wieś)
- Zawada/Sowade (wieś)

#### Gmina Sośnicowice
10 października 2013 r. w gminie Sośnicowice wprowadzono 6 niemieckich nazw dla miasta i wsi, kolejną nazwę dla wsi wprowadzono 1 października 2014 r. (nie wprowadzono dodatkowych nazw dla 2 części miasta, 2 wsi, 5 części wsi i 2 kolonii wsi).
- Kozłów/Kozlow (wieś)
- Łany Wielkie/Lona-Lany (wieś)
- Rachowice/Rachowitz (wieś)
- Sierakowice/Schierakowitz (wieś)
- Smolnica/Smolnitz (wieś)
- Sośnicowice/Kieferstädtel (miasto)
- Trachy/Althammer (wieś)

#### Gmina Popielów

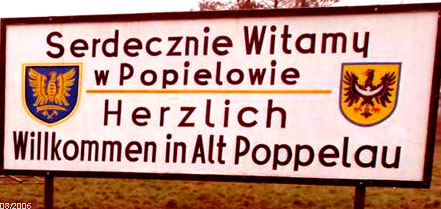
Powitalny znak przy wjeździe do Popielowa (2006)

30 września 2014 r. w gminie Popielów wprowadzono 6 niemieckich nazw dla wsi (nie wprowadzono dodatkowych nazw dla 6 wsi, 2 części wsi, 1 osady i 9 przysiółków wsi).
- Kaniów/Hirschfelde (wieś)
- Lubienia/Sacken (wieś)
- Nowe Siołkowice/Neu Schalkowitz (wieś)
- Popielowska Kolonia/Klink (wieś)
- Popielów/Poppelau (wieś)
- Stare Siołkowice/Alt Schalkowitz (wieś)

#### Gmina Pawłowiczki

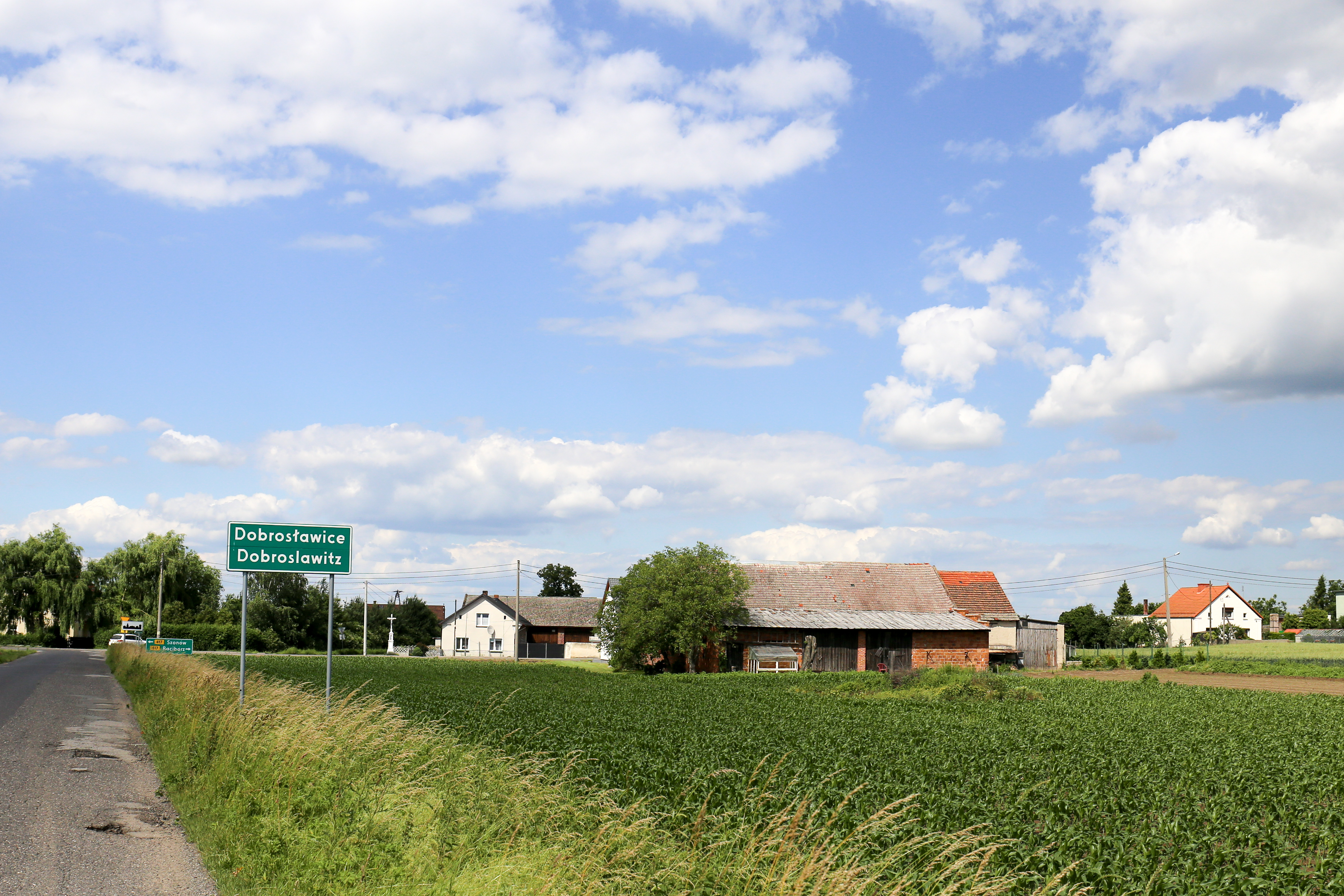
Tablica z podwójną nazwą przed wjazdem do Dobrosławic

30 września 2014 r. w gminie Pawłowiczki wprowadzono 10 niemieckich nazw dla wsi (nie wprowadzono dodatkowych nazw dla 13 wsi, 2 części wsi, 1 osady i 7 przysiółków wsi).
- Borzysławice/Borislawitz (wieś)
- Dobrosławice/Dobroslawitz (wieś)
- Grodzisko/Grötsch (wieś)
- Grudynia Mała/Klein Grauden (wieś)
- Kózki/Koske (wieś)
- Maciowakrze/Matzkirch (wieś)
- Naczęsławice/Groß Nimsdorf (wieś)
- Ostrożnica/Ostrosnitz (wieś)
- Trawniki/Trawnig (wieś)
- Ucieszków/Autischkau (wieś)

#### Gmina Strzelce Opolskie
14 listopada 2024 r. w gminie Strzelce Opolskie wprowadzono 3 niemieckie nazwy dla wsi (nie wprowadzono dodatkowych nazw dla 24 wsi).
- Jędrynie/Jendrin (wieś)
- Rozmierz/Rosmierz (wieś)
- Warmątowice/Warmuntowitz (wieś)

### Gminy z językiem kaszubskim jako dodatkowym

#### Gmina Stężyca

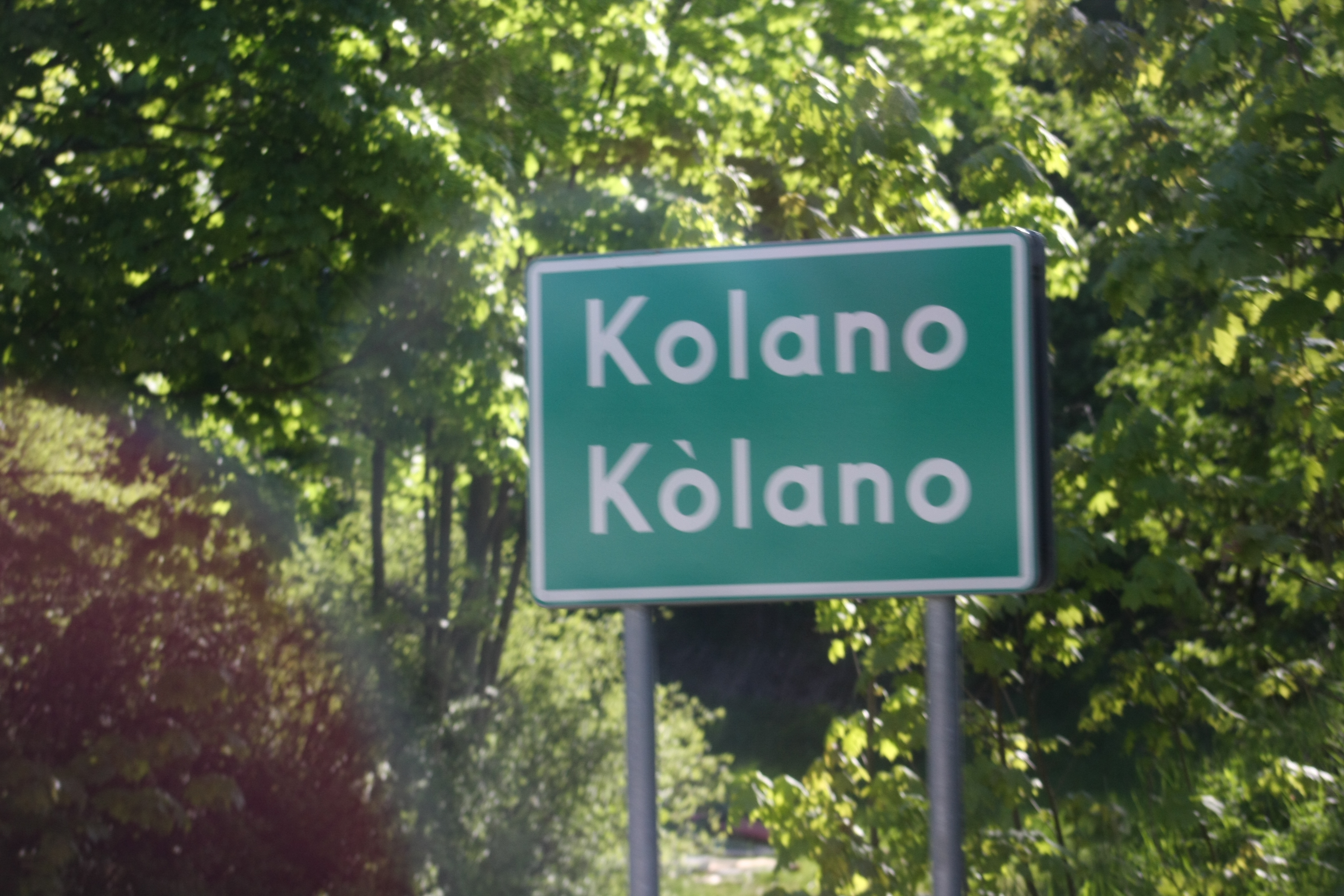
Tablica z podwójną nazwą przed wjazdem do miejscowości Kolano

14 listopada 2007 w gminie Stężyca wprowadzono 45 kaszubskich nazw dla wsi, części wsi, kolonii i części kolonii:
- Betlejem/Betlejem (część wsi Gapowo)
- Bolwerk/Bùlwark (część wsi Kamienica Szlachecka)
- Borucino/Borëcëno (wieś)
- Chróstowo/Chróstowò (wieś)
- Czysta Woda/Czëstô Wòda (część wsi Gapowo)
- Danachowo/Donachòwò (część wsi Klukowa Huta)
- Dąbrowa/Dąbrowa (wieś)
- Delowo/Délowò (kolonia)
- Drozdowo/Drozdowò (część wsi Szymbark)
- Dubowo/Dubòwò (wieś)
- Gapowo/Gapòwò (wieś)
- Kamienny Dół/Kamianny Dół (część wsi Borucino)
- Kolano/Kòlano (kolonia)
- Krzeszna/Krzeszna (wieś)
- Kucborowo/Kùcbòrowò (część kolonii Delowo)
- Łączyno/Łątczëno (wieś)
- Łączyński Młyn/Łątczińsczi Młin (część wsi Łączyno)
- Malbork/Malbórg (część wsi Gapowo)
- Mestwin/Mestwinowò (osada)
- Nowa Sikorska Huta/Nowô Sëkòrskô Hëta (kolonia wsi Sikorzyno)
- Nowe Czaple/Nowé Czaple (wieś)
- Nowe Łosienice/Nowé Łoseńce (wieś)
- Nowy Ostrów/Nowi Òstrów (kolonia)
- Ostrowo/Òstrowò (wieś)
- Pażęce/Pażãce (część kolonii Delowo)
- Potuły/Pòtułë (wieś)
- Przymuszewo/Przëmùszewò (część kolonii Delowo)
- Przyrowie/Przërowié (wieś)
- Pustka/Pùstka (kolonia)
- Pypkowo/Pipkòwò (część wsi Stężyca)
- Rzepiska/Rzepiska (osada)
- Sikorzyno/Sëkòrzëno (wieś)
- Smokowo/Smòkòwò (wieś)
- Stara Sikorska Huta/Stôrô Sëkòrskô Hëta (kolonia wsi Sikorzyno)
- Stare Czaple/Stôré Czaple (wieś)
- Stare Łosienice/Stôré Łoseńce (część wsi Łosienice)
- Stężyca/Stãżëca (wieś)
- Stężycka Huta/Stãżëckô Hëta (wieś)
- Szczukowo/Szczukòwò (część wsi Gapowo)
- Szymbark/Szimbark (wieś)
- Śnice/Snice (część kolonii Delowo)
- Uniradze/Ùniredzé (część wsi Smokowo)
- Wieżyca/Wieżëca (wieś)
- Zdrębowo/Zdrãbòwò (część kolonii Delowo)
- Zgorzałe/Zgòrzałé (wieś)

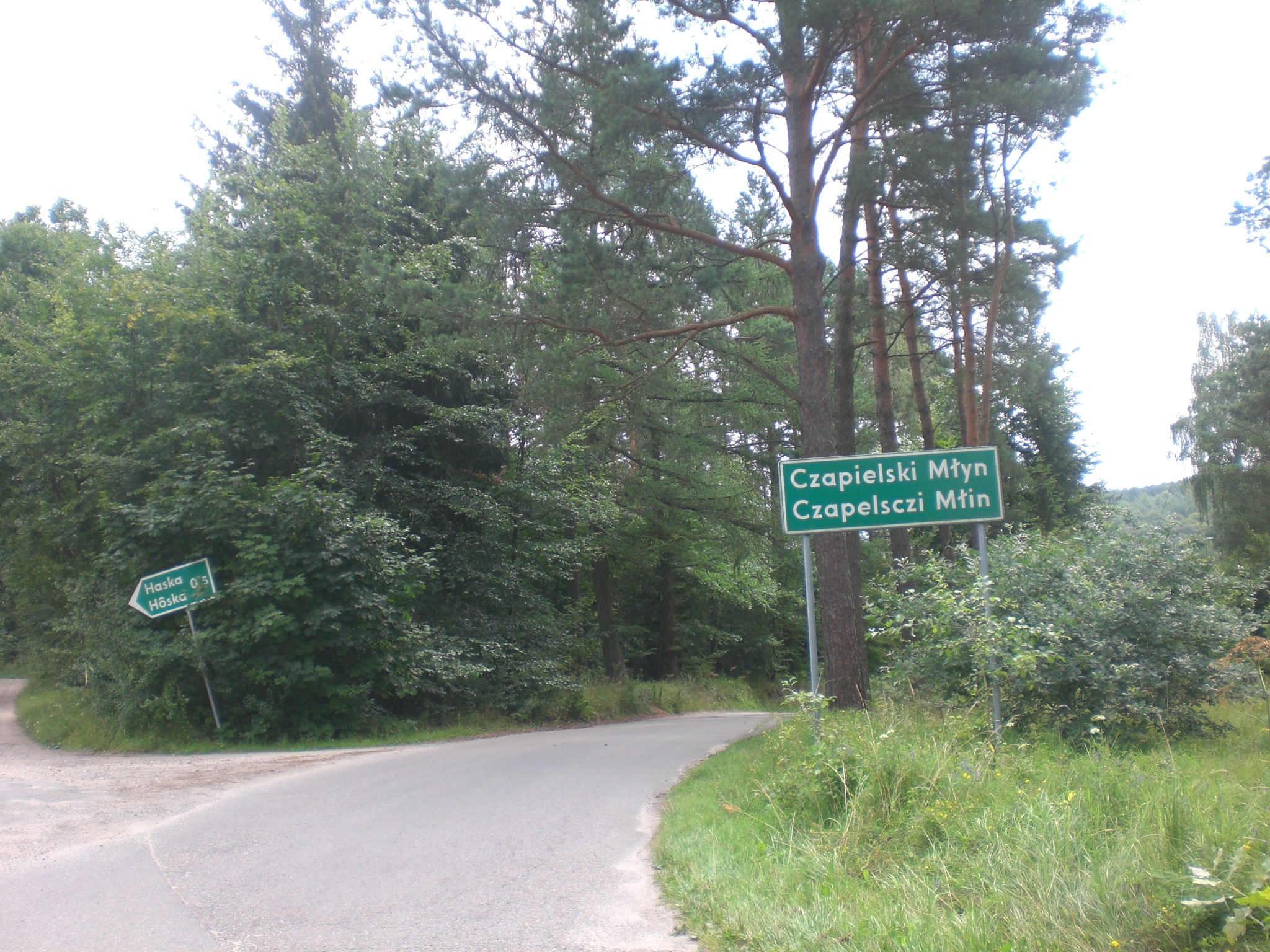
Tablica z podwójną nazwą przed wjazdem do Czapielskiego Młyna

20 maja 2008 do wcześniej wprowadzonych 45 kaszubskich nazw dodano 10 kolejnych:
- Czapielski Młyn/Czapelsczi Młin (wieś)
- Gołubie/Golëbie (wieś)
- Kamienica Szlachecka/Kamiéńca Szlacheckô (wieś)
- Klukowa Huta/Klëkòwô Hëta (wieś)
- Niesiołowice/Niesołejce (wieś)
- Nowa Wieś/Nowô Wies (wieś)
- Pierszczewko/Pierszczewkò (wieś)
- Pierszczewo/Pierszczewò (wieś)
- Wygoda Łączyńska/Łątczińskô Wigòda (wieś)
- Żuromino/Żëromino (wieś)

Ogółem w gminie wprowadzono 55 nazw miejscowości i ich części; dodatkowych kaszubskich nazw nie ustalono jednak dla jednej wsi (Łosienice), 3 części wsi i 2 części kolonii.

#### Gmina Chmielno

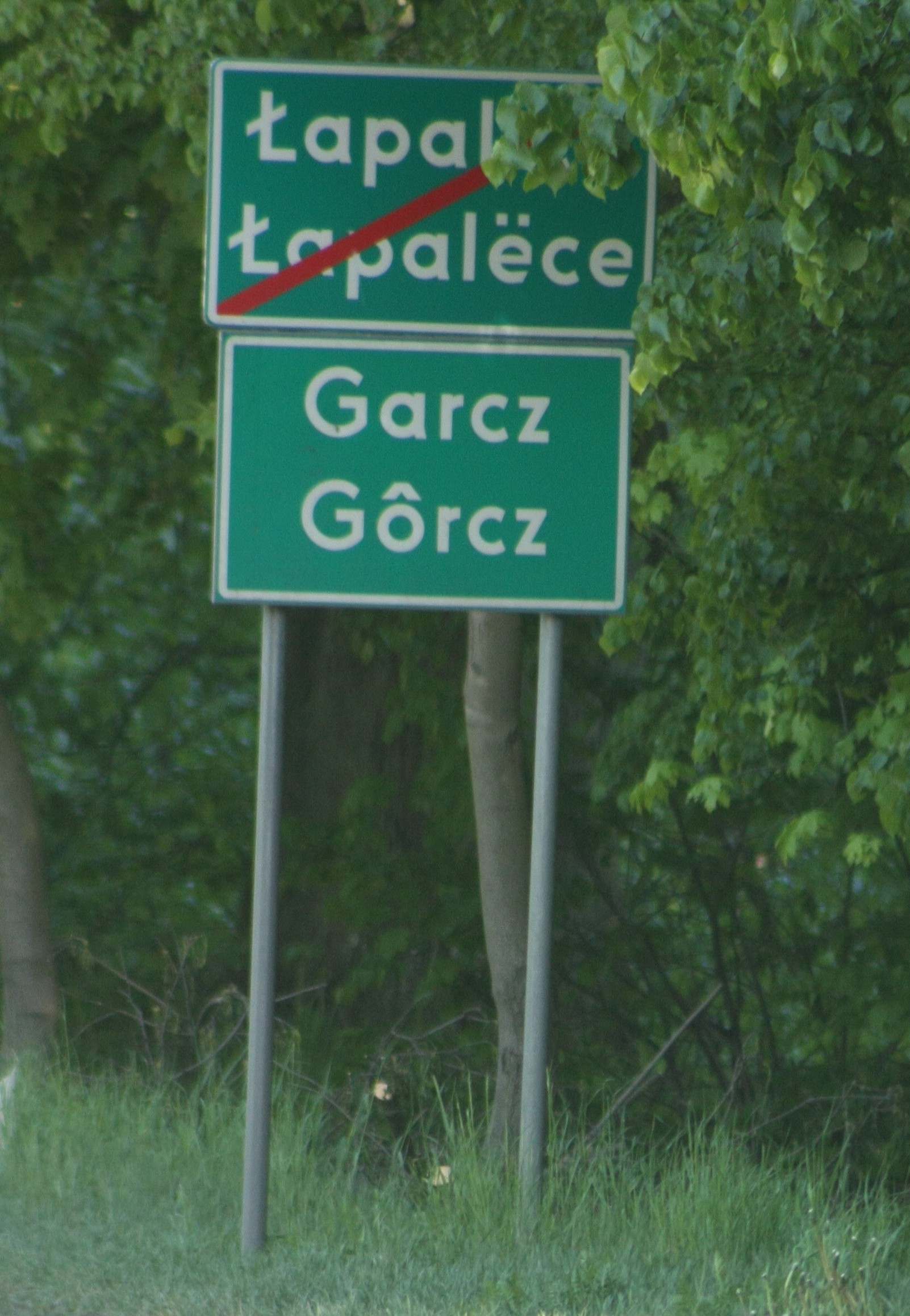
Tablica z podwójną nazwą przed wjazdem do miejscowości Garcz

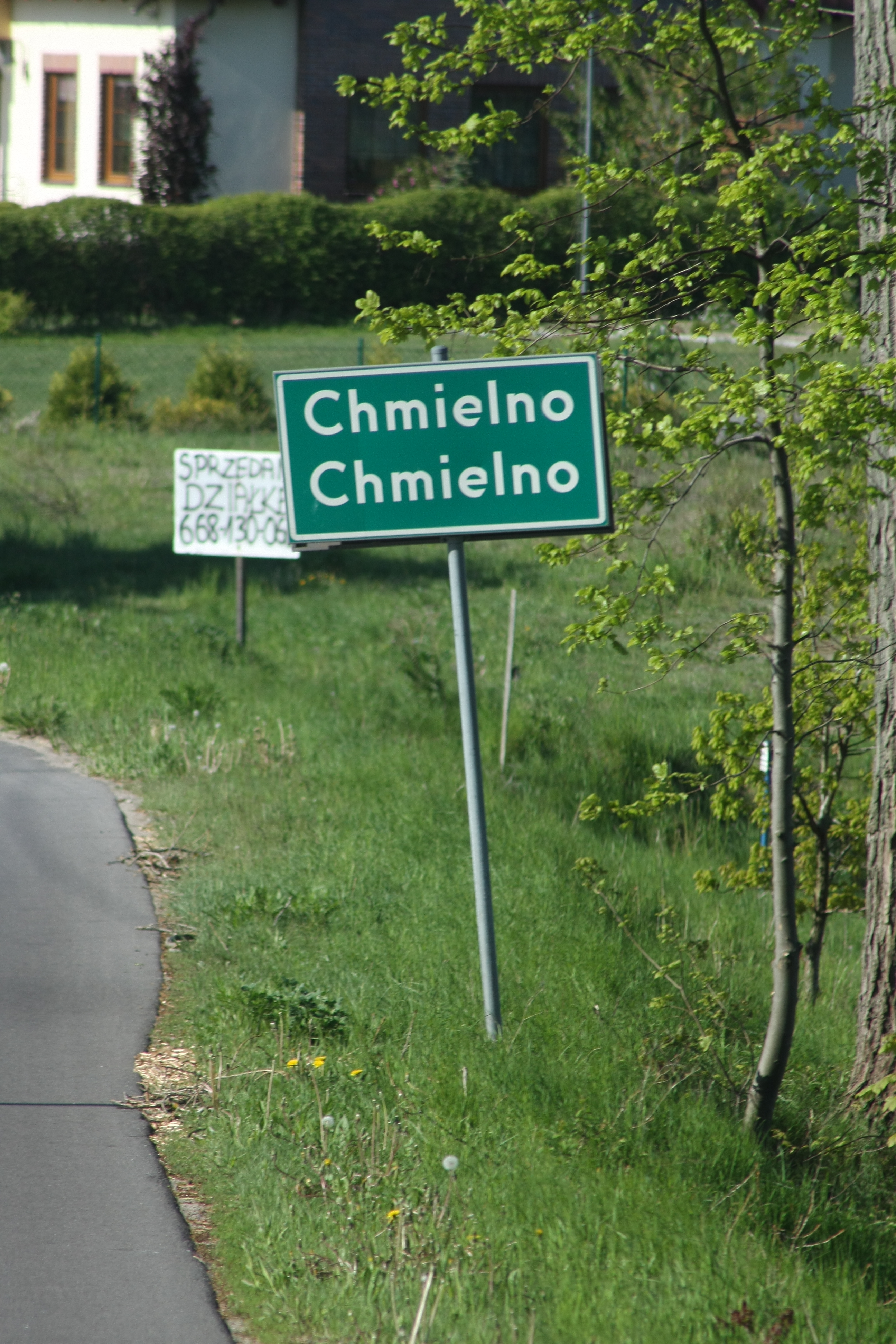
Tablica z podwójną nazwą przed wjazdem do miejscowości Chmielno – przykład tablicy z identycznymi nazwami w dwóch językach

Czwartą gminą, dla której ustalono dodatkowe nazwy geograficzne jest gmina Chmielno, w której 3 grudnia 2007 wprowadzono nazwy w języku kaszubskim. Na zgłoszonych przez gminę 37 nazw wsi, części wsi, osad i kolonii (na 38 istniejących w gminie) MSWiA ustaliło 31 nazw, natomiast spośród zaproponowanych kaszubskich nazw dla 18 jezior i jednej rzeki nie wprowadzono żadnej.
- Babino/Babino (część wsi Chmielno)
- Borczaki/Bórczëczi (część wsi Kożyczkowo)
- Borzestowo/Bòrzestowò (wieś)
- Borzestowska Huta/Bòrzestowskô Hëta (wieś)
- Bukowinki/Bùkòwinczi (część wsi Chmielno)
- Cegliska/Ceglëska (część wsi Cieszenie)
- Chmielno/Chmielno (wieś)
- Chmielonko/Chmielónkò (część wsi Chmielno)
- Dejk/Dejk (część wsi Reskowo)
- Garcz/Gôrcz (wieś)
- Glinno/Glinno (część wsi Miechucino)
- Grodzisko/Grodzëskò (część wsi Borzestowo)
- Haska/Hôska (osada wsi)
- Koryta/Kòrëta (część wsi Miechucino)
- Kożyczkowo/Kòżëczkòwò (wieś)
- Lipowiec/Lëpówc (część wsi Reskowo)
- Maks/Maks (osada)
- Miechucino/Miechùcëno (wieś)
- Miechucińskie Chrósty/Miechùcczé Chróstë (część wsi Miechucino)
- Młyn Dolny/Dólny Młin (część wsi Kożyczkowo)
- Młyn Górny/Górny Młin (część wsi Kożyczkowo)
- Osowa Góra/Òsowô Góra (część wsi Chmielno)
- Przewóz/Przewóz (wieś)
- Rekowo/Rekòwò (część wsi Chmielno)
- Rzym/Rzim (część wsi Kożyczkowo)
- Stanowisko/Stónowiskò (część wsi Kożyczkowo)
- Stary Dwór/Stôri Dwór (część wsi Borzestowo)
- Sznurki/Sznërczi (kolonia)
- Węgliska/Wãglëska (część wsi Chmielno)
- Zajezierze/Zajezerzé (część wsi Borzestowo)
- Zawory/Zôwòrë (wieś)

#### Gmina Sierakowice

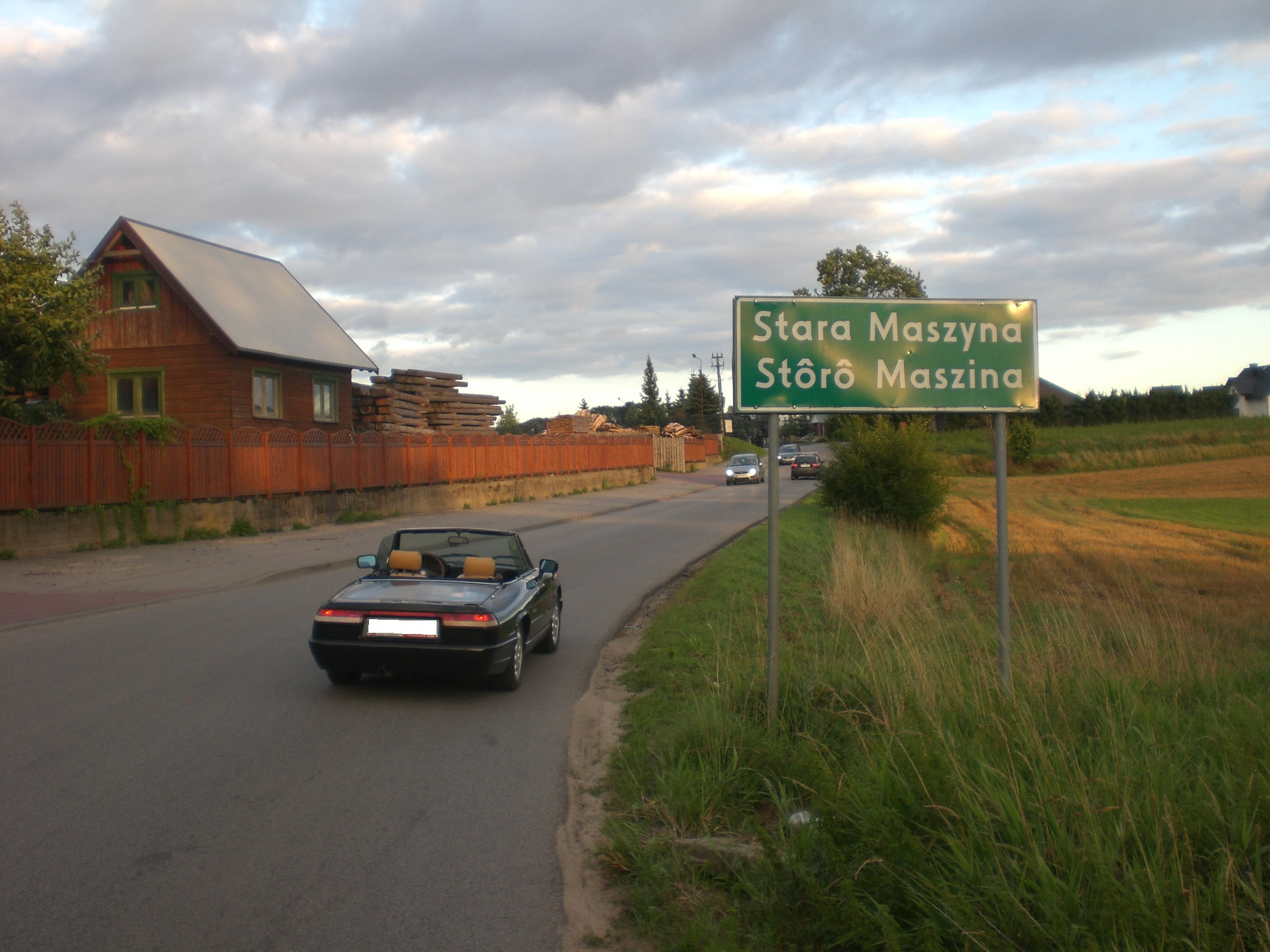
Tablica z podwójną nazwą przed wjazdem do Starej Maszyny

1 grudnia 2009 w gminie Sierakowice wprowadzono 62 kaszubskie nazwy dla wsi, części wsi, kolonii i osady spośród 65 nazw zgłoszonych przez Gminę, te trzy początkowo nie wprowadzone nazwy wprowadzono ostatecznie 30 kwietnia 2010 r. (w gminie nie wprowadzono dodatkowych kaszubskich nazw dla jednej części wsi i jednej osady leśnej):
- Ameryka/Amerika (kolonia)
- Bącka Huta/Bąckô Hëta (wieś)
- Borowy Las/Bòrowi Las (wieś)
- Bór/Bór (wieś)
- Bukowo/Bùkòwò (wieś)
- Ciechomie/Cechòmié (wieś)
- Dąbrowa Puzdrowska/Dąbrowa Pùzdrowskô (wieś)
- Długi Kierz/Dłudżi Czerz (wieś)
- Dolina Jadwigi/Dolëzna Jadwidżi (część wsi Smolniki)
- Gowidlino/Gòwidlëno (wieś)
- Jagodowo/Jagòdowò (kolonia)
- Janowo/Janowò (wieś)
- Jelonko/Jelónkò (wieś)
- Kamienica Królewska/Kamińca Królewskô (wieś)
- Kamienicka Huta/Kamienickô Hëta (wieś)
- Kamienicki Młyn/Kamienicczi Młin (wieś)
- Kamionka Gowidlińska/Kamiónka Gòwidlińskô (część wsi Borowy Las)
- Karczewko/Karczéwkò (wieś)
- Karłowo/Karłowò (wieś)
- Karwacja/Karwacjô (część wsi Mojusz)
- Kawle/Kawle (wieś)
- Kokwino/Kòkwino (część wsi Kamienica Królewska)
- Koryto/Kòrëto (część wsi Kamienica Królewska)
- Kowale/Kòwôle (wieś)
- Kujaty/Kùjôtë (wieś)
- Kukówka/Kùkówka (część wsi Kamienicki Młyn)
- Lemany/Lémanë (wieś)
- Leszczynki/Leszczinczi (wieś)
- Lisie Jamy/Lësé Jamë (wieś)
- Łączki/Łączczi (wieś)
- Łyśniewo Sierakowickie/Łësniewò Serakòwsczé (wieś)
- Migi/Mëdżi (wieś)
- Moczydło/Mòczëdło (wieś)
- Mojusz/Mòjsz (wieś)
- Mojuszewska Huta/Mòjszewskô Hëta (wieś)
- Mrozy/Mrozë (wieś)
- Nowa Ameryka/Nowô Amerika (część wsi Leszczynki)
- Nowalczysko/Nowalcëskò (część wsi Kamienica Królewska)
- Olszewko/Òlszéwkò (część wsi Załakowo)
- Paczewo/Paczewò (wieś)
- Pałubice/Pałëbice (wieś)
- Patoki/Patoczi (wieś)
- Piekiełko/Pieczełkò (wieś)
- Poljańska/Pòliańskô (część wsi Mojuszewska Huta)
- Poręby/Pòrãbë (wieś)
- Przylesie/Przëlesé (część wsi Szklana)
- Puzdrowo/Pùzdrowò (wieś)
- Rębienica/Rãbiénica (wieś)
- Sierakowice/Serakòjce (wieś)
- Sierakowska Huta/Serakòwskô Hëta (wieś)
- Skrzeszewo/Skrzeszewò (wieś)
- Smolniki/Smólniczi (wieś)
- Sosnowa Góra/Sosnowô Góra (wieś)
- Srocze Góry/Sroczé Górë (część wsi Leszczynki)
- Stara Huta/Stôrô Hëta (wieś)
- Stara Maszyna/Stôrô Maszina (wieś)
- Szklana/Szklanô (wieś)
- Szopa/Szopa (wieś)
- Szramnica/Szramnica (część wsi Leszczynki)
- Tuchlinek/Tëchlink (wieś)
- Tuchlino/Tëchlëno (wieś)
- Welk/Welk (wieś)
- Wygoda Sierakowska/Wigòda Serakòwskô (wieś)
- Załakowo/Załkòwò (wieś)
- Zarębisko/Zarãbiskò (część wsi Kujaty)

#### Gmina Bytów

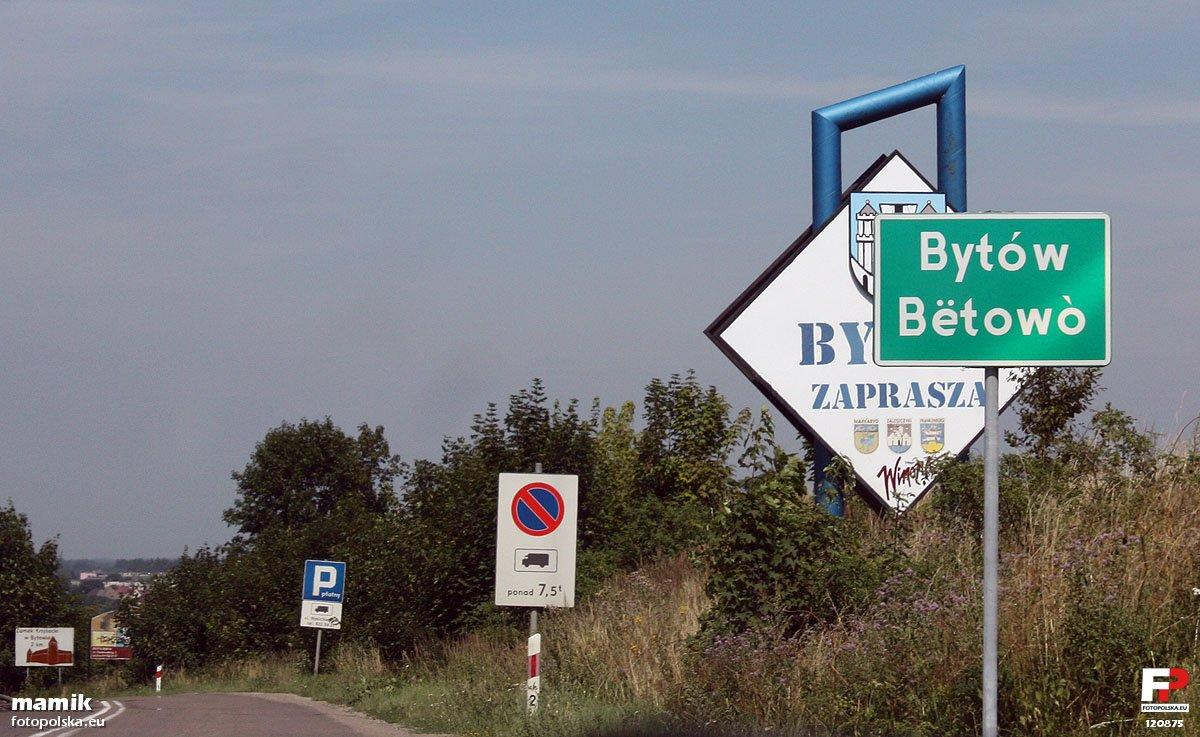
Tablica z podwójną nazwą przed wjazdem do Bytowa

1 grudnia 2009 w gminie Bytów wprowadzono 19 kaszubskich nazw dla miasta, wsi, przysiółków, osady i osad leśnych. 30 kwietnia 2010 r. wprowadzono 4 kolejne nazwy dla wsi, części wsi i przysiółka. Dotychczas nie wprowadzono dodatkowych kaszubskich nazw dla 3 wsi, 5 części wsi, 6 przysiółków wsi i 3 osad. W gminie tej wprowadzono kaszubskie nazwy, pomimo że ludność posługująca się językiem kaszubskim niemal nie występuje w tej gminie – według danych ze spisu powszechnego w 2001 r., jedynie 71 osób, co stanowi zaledwie 0,30% mieszkańców gminy zadeklarowało używanie w kontaktach domowych języka kaszubskiego.
- Bory/Bòrë (osada leśna)
- Bytów/Bëtowò (miasto) – pierwsze miasto powiatowe w Polsce, któremu nadano dodatkową nazwę
- Dąbie/Dąbié (wieś)
- Dąbki/Dąbczi (osada)
- Gostkowo/Gòstkòwò (wieś)
- Leśno/Lesno (osada leśna)
- Mała Wieś/Môłô Wies (przysiółek wsi Pomysk Wielki)
- Mądrzechowo/Mądrzechòwò (wieś)
- Międzygórze/Midzëgòrzé (przysiółek wsi Pomysk Mały)
- Mokrzyn/Mòkrzëno (wieś)
- Niezabyszewo/Niezabëszewò (wieś)
- Płotowo/Wiôldżé Płótowò (wieś)
- Płotówko/Môłé Płótowò (część wsi Płotowo)
- Pomysk Mały/Môłi Pòmësk (wieś)
- Pomysk Wielki/Wiôldżi Pòmësk (wieś)
- Pomyski Młyn/Pòmësczi Młin (przysiółek wsi Pomysk Wielki)
- Pyszno/Pëszno (przysiółek wsi Sierzno)
- Rekowo/Rekòwò (wieś)
- Rzepnica/Rzepnica (wieś)
- Sierzno/Sérzno (wieś)
- Szarzyn/Szarzëno (przysiółek wsi Pomysk Wielki)
- Świątkowo/Swiątkòwò (wieś)
- Świerkówko/Swiérkówkò (osada leśna)

#### Gmina Szemud

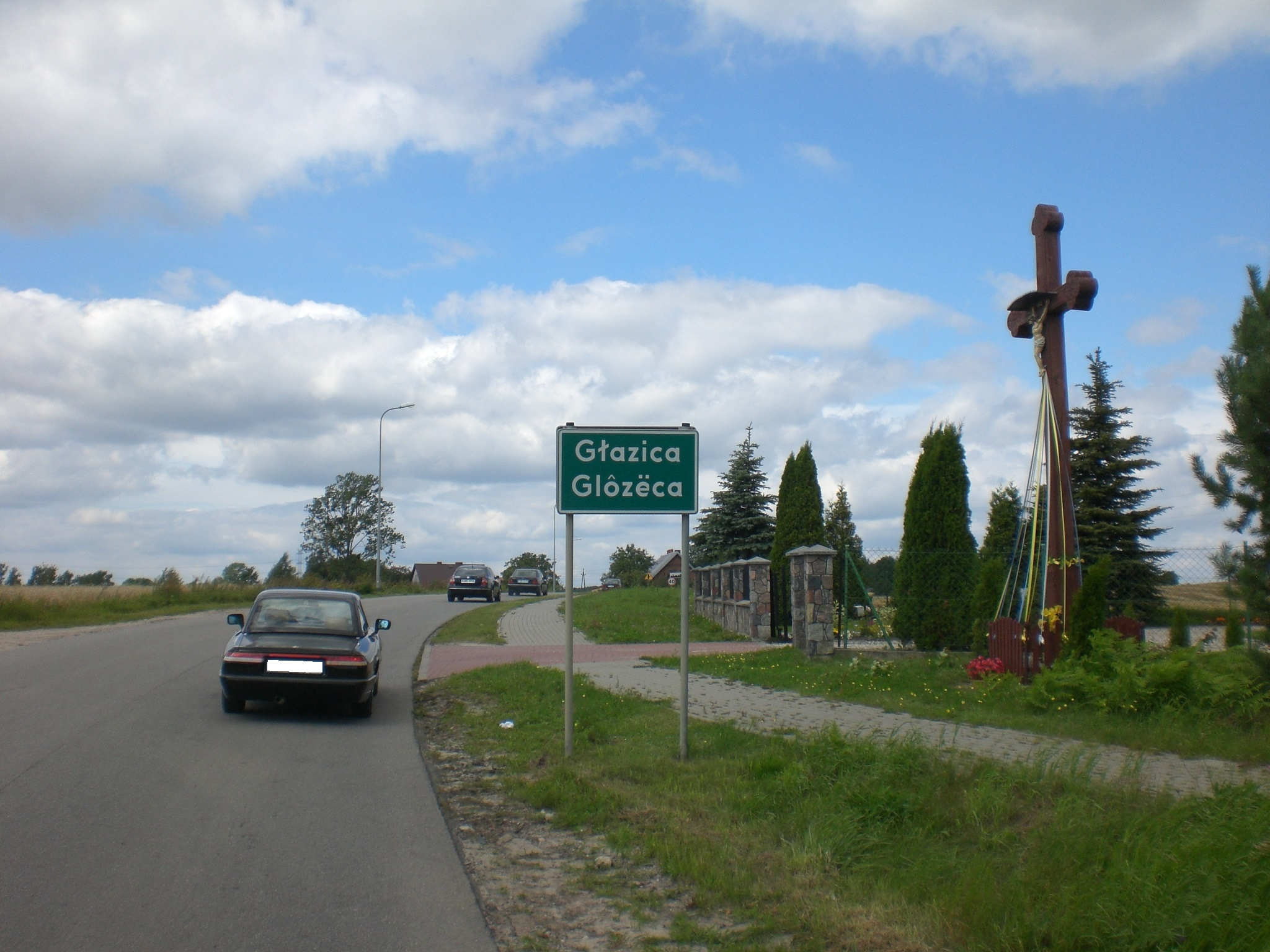
Tablica z podwójną nazwą przed wjazdem do Głazicy

30 kwietnia 2010 r. w gminie Szemud wprowadzono 22 kaszubskie nazwy dla wsi i części wsi. 10 stycznia 2011 r. wprowadzono kaszubską nazwę dla kolejnej wsi. Dotychczas nie wprowadzono dodatkowych nazw dla 3 wsi, 72 części wsi i 7 osad.
- Będargowo/Bãdargòwò (wieś)
- Bojano/Bòjano (wieś)
- Częstkowo/Czãstkówó (wieś)
- Dobrzewino/Dobrzewino (wieś)
- Donimierz/Dolmiérz (wieś)
- Głazica/Glôzëca (wieś)
- Grabowiec/Grabówc (wieś)
- Jeleńska Huta/Jeleńskô Hëta (wieś)
- Kamień/Kamiéń (wieś)
- Karczemki/Karczemczi (część wsi Dobrzewino)
- Kieleńska Huta/Czelińskô Hëta (wieś)
- Kielno/Czelno (wieś)
- Koleczkowo/Kòleczkòwò (wieś)
- Kowalewo/Kòwôlewò (wieś)
- Leśno/Lesno (wieś)
- Łebieńska Huta/Łebińskô Hëta (wieś)
- Łebno/Łebno (wieś)
- Przetoczyno/Przetoczëno (wieś)
- Rębiska/Rãbiska (część wsi Warzno)
- Szemud/Szëmôłd (wieś)
- Szemudzka Huta/Szëmôłdzkô Hëta (wieś)
- Warzno/Wôrzno (wieś)
- Zęblewo/Ząblewò (wieś)

#### Gmina Linia

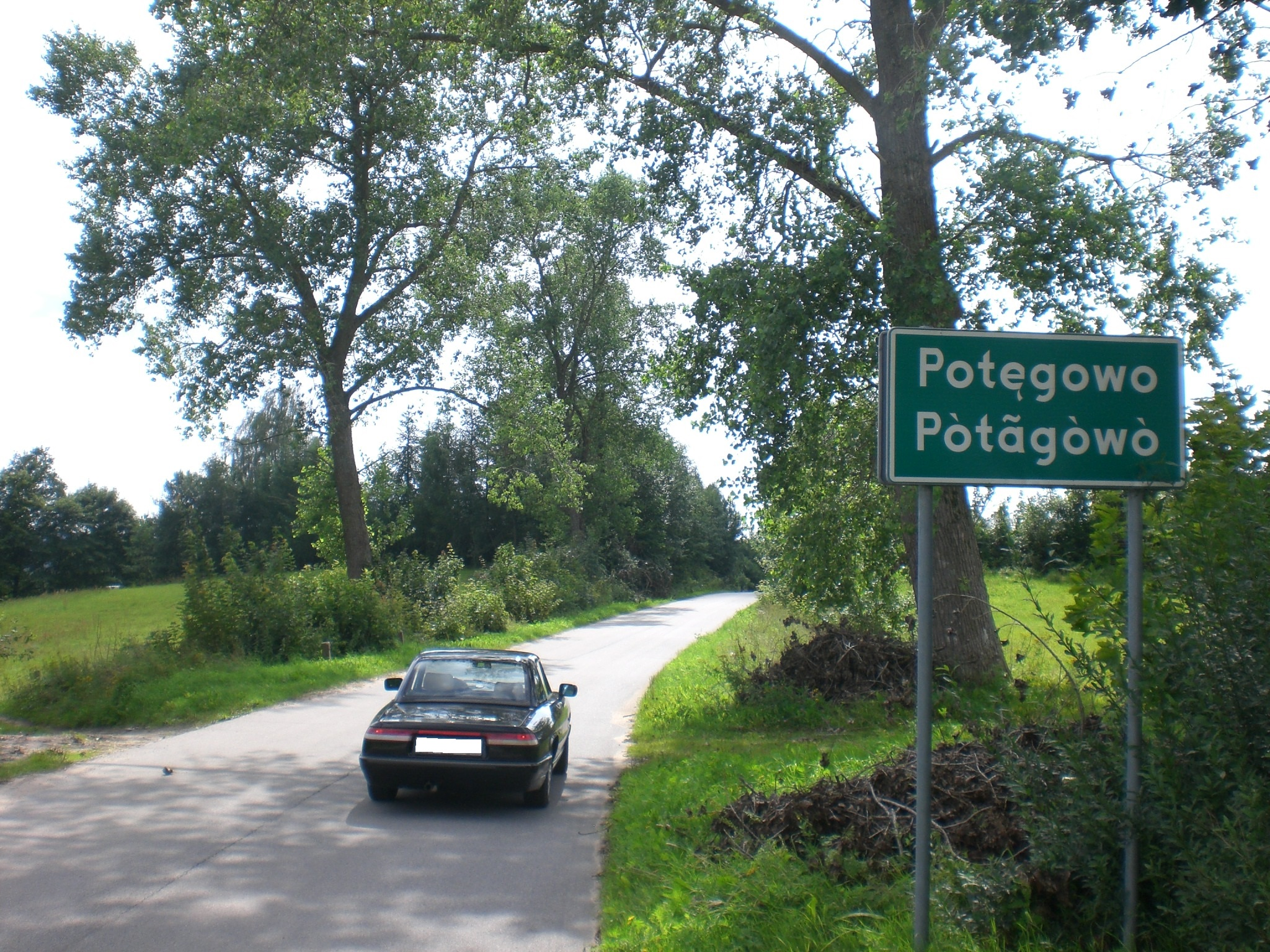
Tablica z podwójną nazwą przed wjazdem do Potęgowa

30 kwietnia 2010 r. w gminie Linia wprowadzono 34 kaszubskie nazwy dla wsi, części wsi, przysiółków, osad i kolonii (nie wprowadzono dodatkowych nazw dla jednej części wsi i jednej osady).
- Cieszonko/Ceszónkò (część wsi Miłoszewo)
- Dargolewo/Dargòlewò (część wsi Strzepcz)
- Dąbrówka/Dąbrówka (część wsi Linia)
- Dąbrówka/Dąbrówka (część wsi Pobłocie)
- Głodnica/Głodnica (część wsi Strzepcz)
- Igrzyczno/Jigrzëcznô (osada)
- Jastrzębiec/Jastrzëbiôk (przysiółek wsi Miłoszewo)
- Karpaty/Karpatë (przysiółek wsi Miłoszewo)
- Kętrzyno/Kãtrzëno (wieś)
- Kobylasz/Kòbëlôsz (wieś)
- Kopce/Kòpce (część wsi Lewino)
- Kukówka/Kùkówka (osada wsi Kobylasz)
- Leobór/Léòbòra (przysiółek wsi Lewino)
- Lewinko/Lewinkò (wieś)
- Lewino/Lewino (wieś)
- Linia/Lëniô (wieś)
- Lipki/Lëpczi (część wsi Tłuczewo)
- Malinowy Rów/Malënowi Rów (część wsi Miłoszewo)
- Miłoszewo/Miłoszewò (wieś)
- Niedźwiadek/Miedwiedzôk (część wsi Pobłocie)
- Niepoczołowice/Niepòczołowice (wieś)
- Osiek/Òsek (wieś)
- Pobłocie/Pòbłocé (wieś)
- Porzecze/Pòrzéczé (część wsi Tłuczewo)
- Potęgowo/Pòtãgòwò (kolonia)
- Rosochy/Rosochë (przysiółek wsi Lewino)
- Smażyno/Smażëno (wieś)
- Starowiejski Rów/Stôromiesczi Rów (część wsi Pobłocie)
- Strzepcz/Strzépcz (wieś)
- Szeperia/Szeperiô (część wsi Pobłocie)
- Tłuczewo/Tłuczewò (wieś)
- Wronia/Wronica (część wsi Tłuczewo)
- Zakrzewo/Zakrzewò (wieś)
- Zielony Dwór/Zelony Dwór (część wsi Strzepcz)

#### Gmina Kartuzy

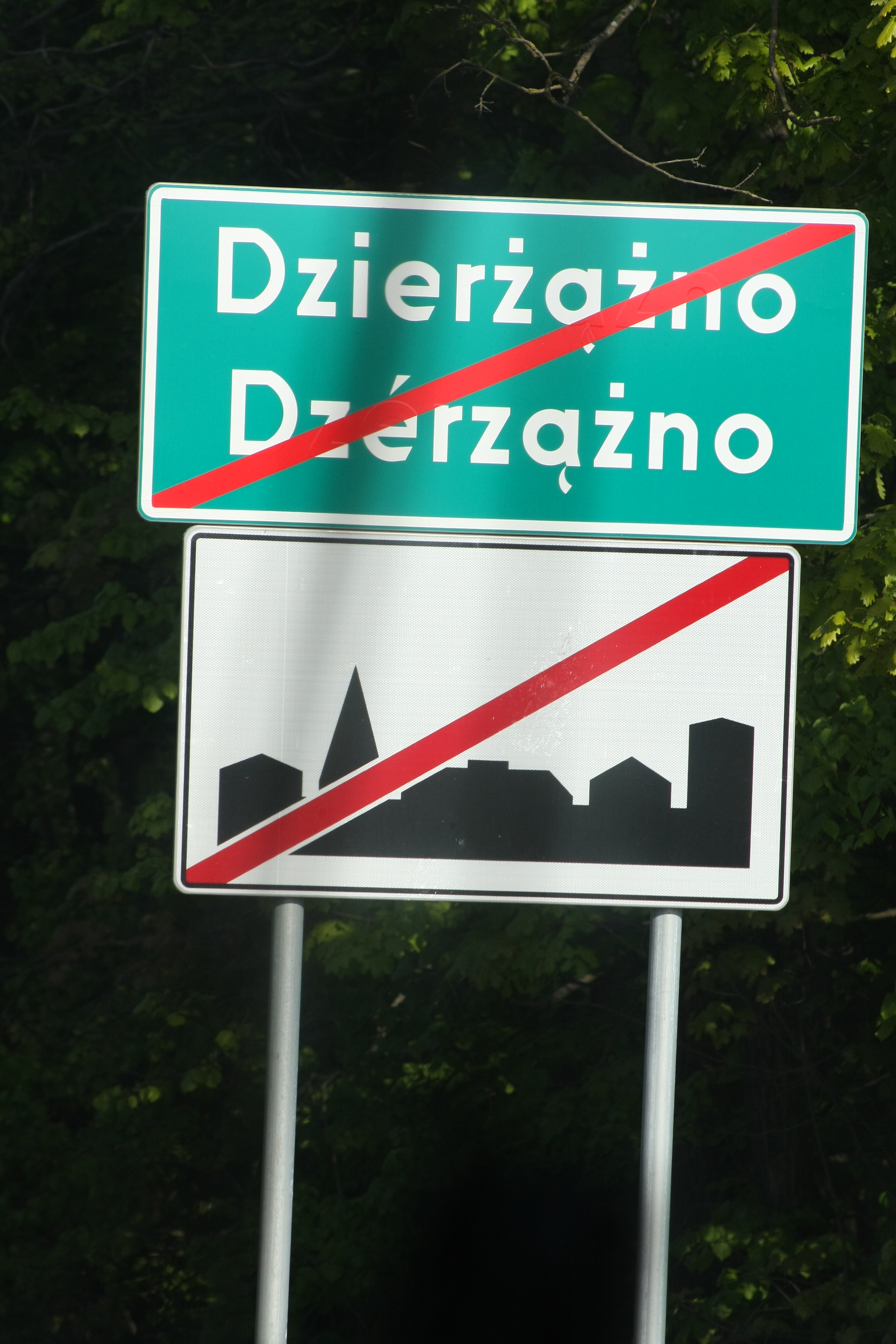
Tablica z podwójną nazwą przed wyjazdem z miejscowości Dzierżążno

16 sierpnia 2010 r. w gminie Kartuzy wprowadzono 25 kaszubskich nazw dla miasta i wsi, 29 kwietnia 2011 nazwę dla kolejnej jednej wsi (nie wprowadzono dodatkowych nazw dla 52 części wsi, 2 osad, 3 kolonii, 1 części kolonii i 3 osad leśnych). W gminie tej wprowadzono kaszubskie nazwy, pomimo że ludność posługująca się językiem kaszubskim stanowi poniżej 20% mieszkańców gminy (18,2%).
- Bącz/Bącz (wieś)
- Borowo/Bòrowò (wieś)
- Brodnica Dolna/Dólnô Brodnica (wieś)
- Brodnica Górna/Górnô Brodnica (wieś)
- Dzierżążno/Dzérzążno (wieś)
- Głusino/Głëszëno (wieś)
- Grzybno/Grzëbno (wieś)
- Kaliska/Kalëska (wieś)
- Kartuzy/Kartuzë (miasto)
- Kiełpino/Kôłpino (wieś)
- Kolonia/Kòloniô (wieś)
- Kosy/Kòsë (wieś)
- Łapalice/Łapalëce (wieś)
- Mezowo/Mézowò (wieś)
- Mirachowo/Mirochòwò (wieś)
- Nowa Huta/Nowô Hëta (wieś)
- Pomieczyńska Huta/Pòmieczińskô Hëta (wieś)
- Prokowo/Prokòwò (wieś)
- Ręboszewo/Rãbòszewò (wieś)
- Sianowo/Swiónowò (wieś)
- Sianowska Huta/Swiónowskô Hëta (wieś)
- Sitno/Sëtno (wieś)
- Smętowo Chmieleńskie/Chmieleńsczé Smãtowò (wieś)
- Staniszewo/Stajszewò (wieś)
- Stara Huta/Stôrô Hëta (wieś)
- Strysza Buda/Strëszô Bùda (wieś)

#### Gmina Brusy
10 stycznia 2011 r. w gminie Brusy wprowadzono 62 kaszubskie nazwy dla miasta, wsi, części wsi, kolonii, osad i osad leśnych (nie wprowadzono dodatkowych nazw dla 24 części wsi, 1 kolonii i 13 osad). W gminie tej wprowadzono kaszubskie nazwy, pomimo że ludność posługująca się językiem kaszubskim niemal nie występuje w tej gminie – według danych ze spisu powszechnego w 2001 r., jedynie 78 osób, co stanowi zaledwie 0,60% mieszkańców gminy, zadeklarowało używanie w kontaktach domowych języka kaszubskiego.
- Antoniewo/Antóniewò (wieś)
- Asmus/Asmùs (wieś)
- Blewiec/Bléwc (osada leśna wsi Lubnia)
- Broda/Broda (kolonia)
- Brusy/Brusë (miasto)
- Brusy-Jaglie/Brusë-Jagle (wieś)
- Brusy-Wybudowanie/Brusë-Pùstczi (wieś)
- Chłopowy/Chłopòwò (osada)
- Czapiewice/Czôpiewice (wieś)
- Czapiewice-Wybudowanie/Czôpiewice-Pùstczi (osada wsi Czapiewice)
- Czarniż/Czôrnéż (wieś)
- Czarnowo/Czôrnowò (wieś)
- Czernica/Czerznica (wieś)
- Czyczkowy/Czëczkòwë (wieś)
- Czyczkowy-Wybudowanie/Czëczkòwë-Pùstczi (osada wsi Czyczkowy)
- Dąbrówka/Dąbrówka (wieś)
- Dębowa Góra/Dãbòwô Góra (osada leśna wsi Męcikał)
- Gacnik/Gacnik (wieś)
- Giełdon/Dżełdón (wieś)
- Główczewice/Główczëce (wieś)
- Huta/Hëta (wieś)
- Kaszuba/Kaszëba (wieś)
- Kinice/Czinice (wieś)
- Kosobudy/Kòsobùdë (wieś)
- Kosobudy-Wybudowanie/Kòsobùdë-Pùstczi (osada wsi Kosobudy)
- Krównia/Krówniô (wieś)
- Kruszyn/Krëszëniô (wieś)
- Lamk/Lamk (wieś)
- Laska/Lôska (wieś)
- Lendy/Lãdë (wieś)
- Leśnictwo Giełdon/Lesyństwò Dżełdón (osada leśna wsi Czarniż)
- Leśno/Lesno (wieś)
- Leśno-Wybudowanie/Lesno-Pùstczi (osada leśna wsi Leśno)
- Lubnia/Lubniô (wieś)
- Lubnia-Wybudowanie/Lubniô-Pùstczi (osada wsi Lubnia)
- Małe Chełmy/Môłé Chełmë (wieś)
- Małe Chełmy-Wybudowanie/Môłé Chełmë-Pùstczi (osada wsi Małe Chełmy)
- Małe Gliśno/Glësno (wieś)
- Męcikał-Struga/Mãcëkôł-Strëga (część wsi Męcikał)
- Męcikał/Mãcëkôł (wieś)
- Młynek/Młink (osada leśna)
- Okręglik/Òkrãglëk (wieś)
- Orlik/Òrlik (wieś)
- Parowa/Pôrowa (osada)
- Parzyn/Pôrzin (wieś)
- Peplin/Peplin (wieś)
- Pokrzywno/Pòkrziwno (kolonia)
- Przymuszewo/Przëmùszewò (wieś)
- Rolbik/Rólbiék (wieś)
- Rudziny/Rëdzënë (wieś)
- Skoszewo/Skòszewò (wieś)
- Spierwia/Spiérwiô (osada leśna wsi Męcikał)
- Turowiec/Turówc (kolonia)
- Warszyn/Warszëno (osada leśna wsi Kaszuba)
- Widno/Widno (wieś)
- Wielkie Chełmy/Dużé Chełmë (wieś)
- Wielkie Chełmy-Wybudowanie/Dużé Chełmë-Pùstczi (osada wsi Wielkie Chełmy)
- Windorp/Windorp (wieś)
- Wysoka Zaborska/Wësokô Zôbòrskô (wieś)
- Zalesie/Zôles (wieś)
- Zalesie-Wybudowanie/Zôles-Pùstczi (osada wsi Zalesie)
- Żabno/Żôbno (wieś)

#### Gmina Parchowo
10 stycznia 2011 r. w gminie Parchowo wprowadzono 29 kaszubskich nazw dla wsi, części wsi, przysiółków, kolonii i osad. Nie wprowadzono wówczas dodatkowych nazw dla 6 wsi, przysiółka i osady – propozycje przyjęcia dla nich kaszubskich nazw negatywnie zaopiniowała Komisja Nazw Miejscowości i Obiektów Fizjograficznych, według której powinny one mieć inne nazwy, niż te zaproponowane przez gminę. Komisja również nie przyjęła zaproponowanych kaszubskich nazw dla 3 rzek, 10 jezior i jednego rezerwatu. Poprawione nazwy 6 miejscowości urzędowo wprowadzono 24 maja 2011. Dotychczas nie wprowadzono dodatkowej nazwy dla jednej osady leśnej.
- Baranowo/Baranowò (przysiółek wsi Nowa Wieś)
- Bawernica/Bawernica (kolonia)
- Bylina/Bëlëno (przysiółek wsi Żukówko)
- Ceglarnia/Ceglarniô (przysiółek wsi Jamno)
- Chałupa/Chałëpa (osada)
- Chośnica/Chòsznica (wieś)
- Folwark/Fòlwark (osada)
- Frydrychowo/Fridrichòwò (przysiółek wsi Parchowo)
- Garbacz/Garbôcz (przysiółek wsi Sylczno)
- Glinowo-Leśniczówka/Glënowsczé Lesyństwò (część wsi Nakla)
- Gołcewo/Gôłczewò (część wsi Gołczewo)
- Gołczewo/Gôłczewò (wieś)
- Grabowo Parchowskie/Grabòwò Parchòwsczi (wieś)
- Jamno/Jòmno (wieś)
- Jamnowski Młyn/Jómsczi Młin (przysiółek wsi Jamno)
- Jeleńcz/Jeléńcz (wieś)
- Józefata Dolina/Dolëzna Jozefata (część wsi Nakla)
- Karłowo/Karłowò (część wsi Parchowo)
- Kłótnica/Kłótnica (część wsi Nakla)
- Mirosław/Mirosłôw (część wsi Jeleńcz)
- Nakla/Nôklô (wieś)
- Nowa Wieś/Nowo Wies (wieś)
- Parchowo/Parchòwò (wieś)
- Parchowski Bór/Parchòwsczi Bór (przysiółek wsi Parchowo)
- Parchowski Młyn/Parchòwsczi Młin (przysiółek wsi Parchowo)
- Skrobacz/Skrobôcz (część wsi Nakla)
- Soszyca/Soszëca (przysiółek wsi Bukówko)
- Struga/Strëga (osada)
- Sumin/Sumino (osada)
- Sylczno/Sélczno (wieś)
- Wiślany/Wiszlónë (część wsi Parchowo)
- Wola/Wòlô (część wsi Nakla)
- Wygoda/Wigòda (przysiółek wsi Nakla)
- Zielony Dwór/Zelony Dwór (część wsi Parchowo)
- Żukówko/Żukówkò (wieś)

#### Gmina Sulęczyno

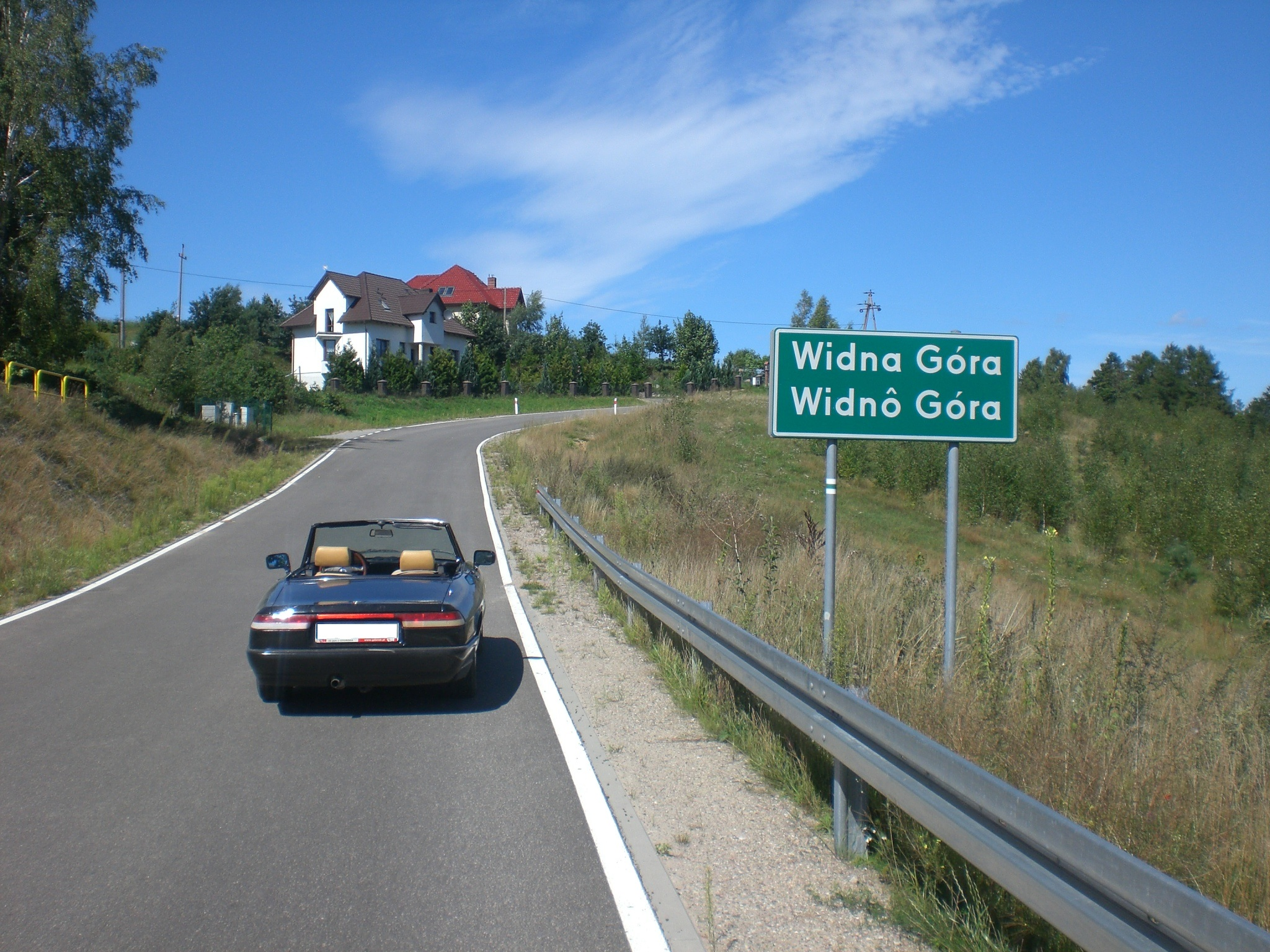
Tablica z podwójną nazwą przed wjazdem do Widnej Góry

13 stycznia 2011 r. w gminie Sulęczyno wprowadzono 27 kaszubskich nazw dla wsi, części wsi i osad (nie wprowadzono dodatkowych nazw dla 21 części wsi i 3 osad). Z zaproponowanych przez gminę kaszubskich nazw Komisja Nazw Miejscowości i Obiektów Fizjograficznych zaopiniowała negatywnie trzy nazwy dla miejscowości i jedną dla rzeki.
- Amalka/Amalka (część wsi Podjazy)
- Bębny/Bãbnë (część wsi Mściszewice)
- Bielawki/Biélôwczi (część wsi Kistowo)
- Borek/Kamiany Bórk (wieś)
- Borowiec/Bòrówc (część wsi Węsiory)
- Bukowa Góra/Bùkòwô Góra (wieś)
- Chojna/Chòjna (wieś)
- Czarlino/Czôrlëno (część wsi Węsiory)
- Golica/Gòlëca (część wsi Mściszewice)
- Kistowo/Czistowò (wieś)
- Kistówko/Czistówkò (część wsi Kistowo)
- Kołodzieje/Kòłodzeje (wieś)
- Lewinowo/Lewinowò (część wsi Mściszewice)
- Mściszewice/Mscëszejce (wieś)
- Nowe Pole/Nowé Pòle (część wsi Sucha)
- Nowy Dwór/Nowi Dwór (osada)
- Ogonki/Ògónczi (wieś)
- Ostrowite/Òstrowité (osada)
- Podjazy/Pòdjazë (wieś)
- Przemielnica/Przmiélnica (część wsi Kistowo)
- Skoczkowo/Skòczkòwò (część wsi Mściszewice)
- Sucha/Sëchô (wieś)
- Sulęczyno/Sëlëczëno (wieś)
- Węsiory/Wãsorë (wieś)
- Widna Góra/Widnô Góra (wieś)
- Zdunowice/Zdënejce (osada)
- Żakowo/Żôkòwò (wieś)

#### Gmina Somonino

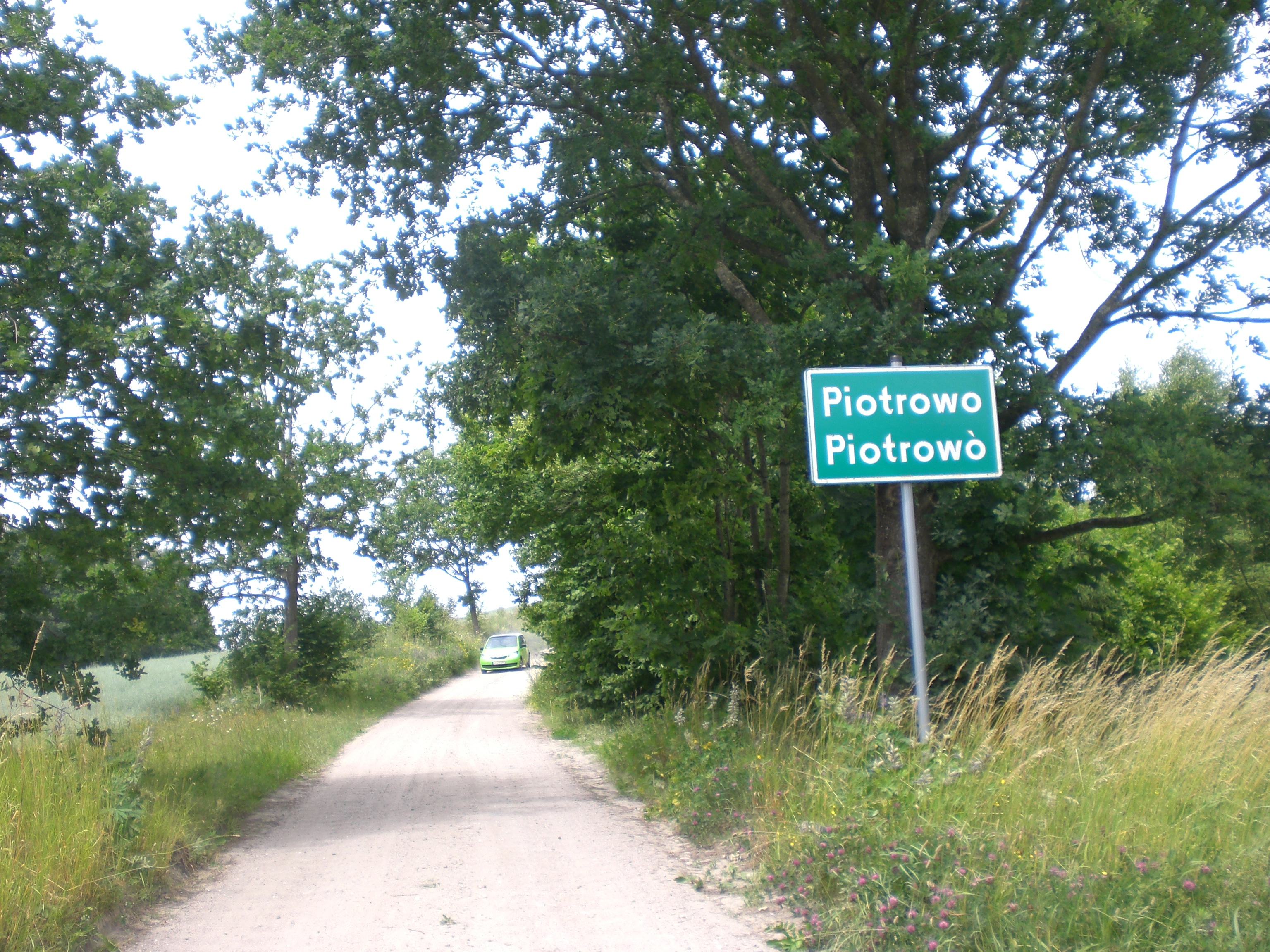
Tablica z podwójną nazwą przed wjazdem do Piotrowa

29 kwietnia 2011 r. w gminie Somonino wprowadzono 14 kaszubskich nazw dla wsi. 17 listopada 2011 r. wprowadzono kolejne dwie nazwy dla wsi Połęczyno i Wyczechowo. Dotychczas nie wprowadzono dodatkowych nazw dla 15 części wsi, 2 osad, 2 kolonii wsi i 1 osady leśnej.
- Borcz/Bórcz (wieś)
- Egiertowo/Egertowò (wieś)
- Goręczyno/Gòrãczëno (wieś)
- Hopowo/Hopòwò (wieś)
- Kamela/Kaméla (wieś)
- Kaplica/Kaplëca (wieś)
- Ostrzyce/Òstrzëce (wieś)
- Piotrowo/Piotrowò (wieś)
- Połęczyno/Pòłãczëno (wieś)
- Ramleje/Ramleje (wieś)
- Rąty/Rątë (wieś)
- Rybaki/Rëbackô Hëta (wieś)
- Sławki/Słôwczi (wieś)
- Somonino/Somònino (wieś)
- Starkowa Huta/Starkòwô Hëta (wieś)
- Wyczechowo/Wiczechòwò (wieś)

#### Gmina Kościerzyna (miejska)

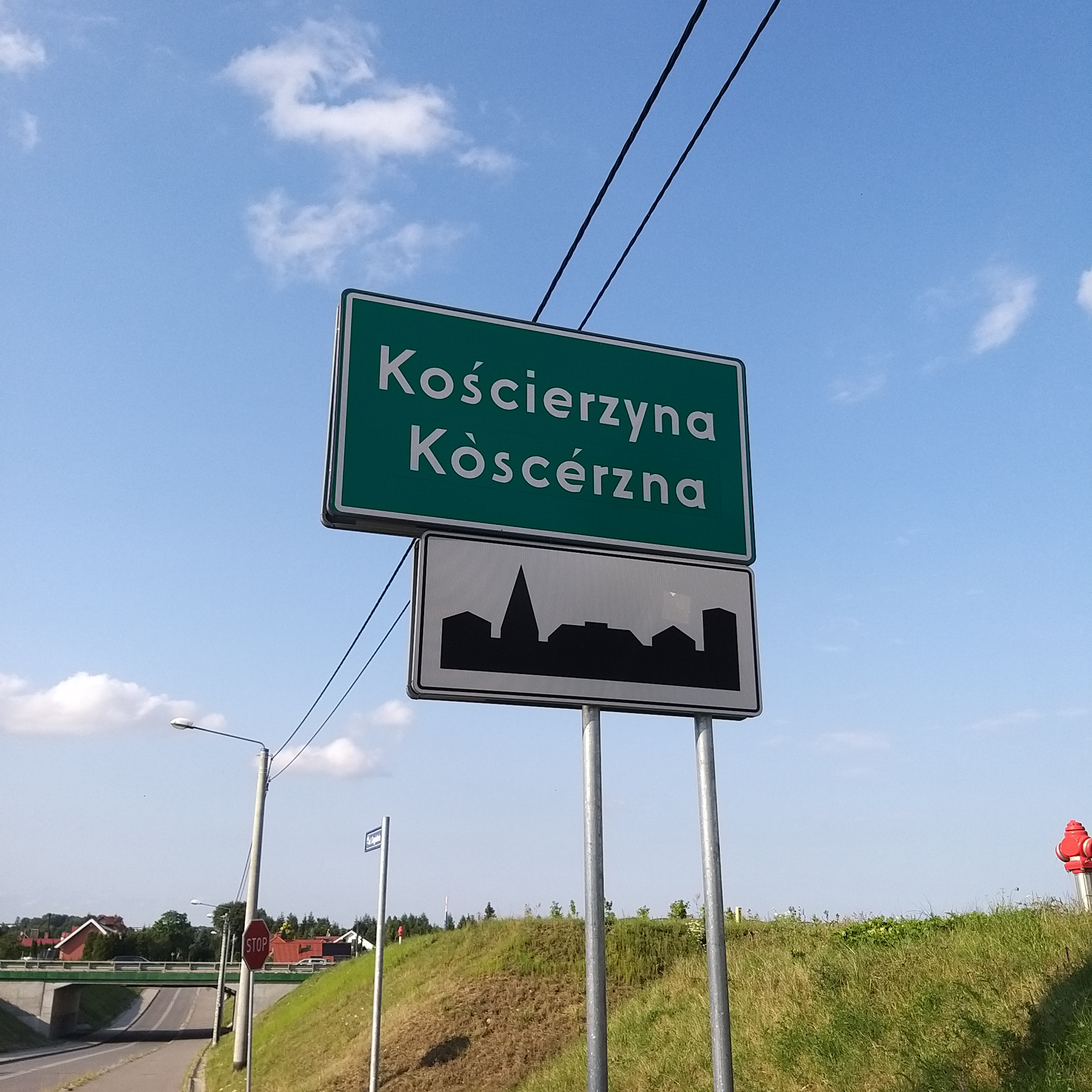
Tablica z podwójną nazwą przed wjazdem do Kościerzyny

6 maja 2013 r. w gminie miejskiej Kościerzyna wprowadzono 1 kaszubską nazwę dla miasta: Kościerzyna/Kòscérzna (nie wprowadzono dodatkowych nazw dla 4 części tego miasta).

#### Gmina Kościerzyna (wiejska)

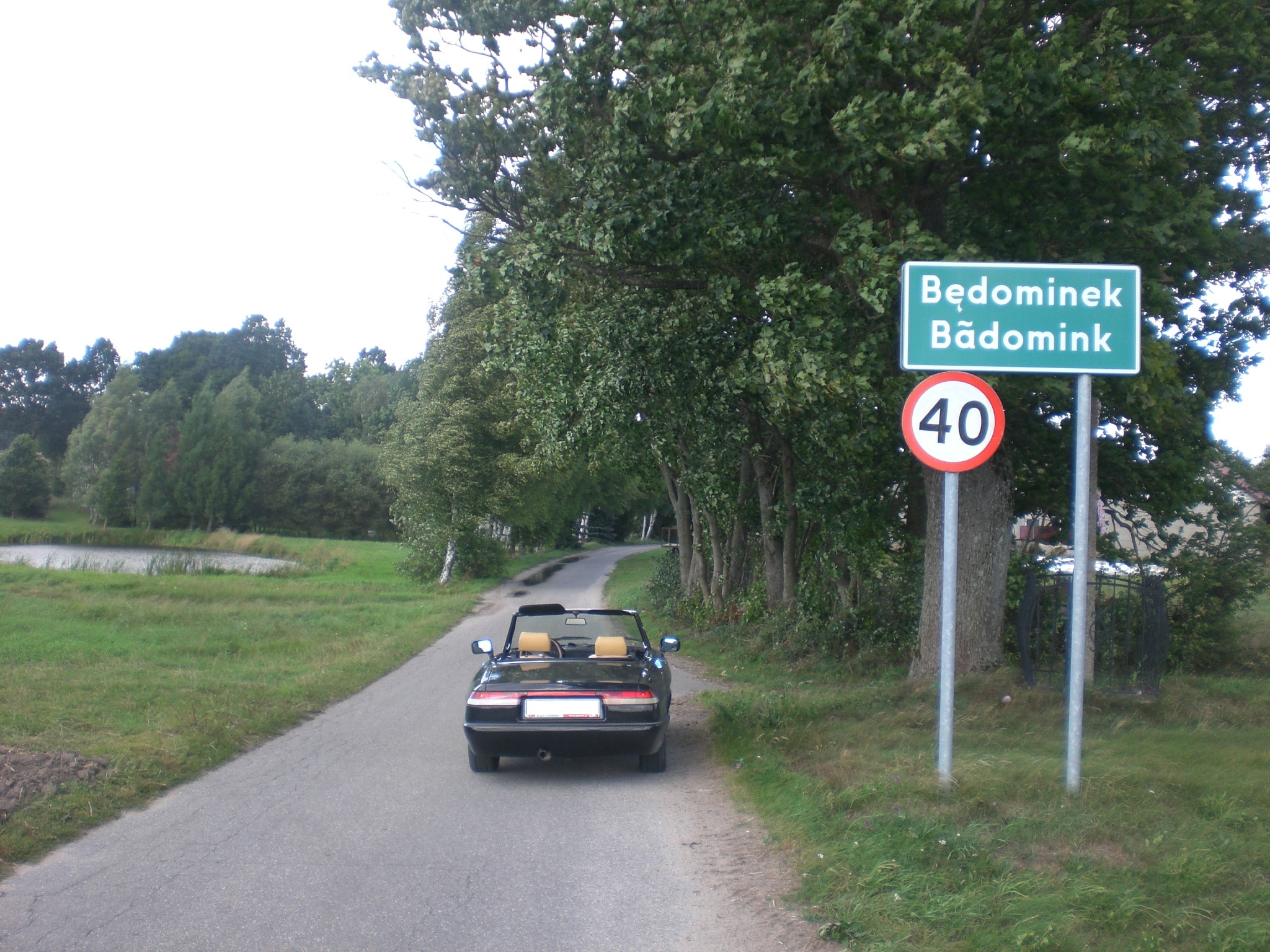
Tablica z podwójną nazwą przed wjazdem do Będominka

4 lipca 2013 r. w gminie Kościerzyna wprowadzono 52 kaszubskie nazwy dla wsi, części wsi i osad (nie wprowadzono dodatkowych nazw dla 1 wsi, 17 części wsi i 5 osad). Wprowadzenie nazw poprzedziły konsultacje społeczne, w których uczestniczyło 2014 mieszkańców (ponad 18% uprawnionych), spośród których za propozycją zagłosowało 97% głosujących.
- Będominek/Bãdomink (wieś)
- Czarlina/Czôrlëna (wieś)
- Czarlina-Osada/Czôrlińsczé Pùstczi (część wsi Czarlina)
- Czarne Pustkowie/Czôrné Pùstkòwié (osada)
- Cząstkowo/Czãstkòwò (wieś)
- Dąbrówka/Dąbrówka (wieś)
- Dębogóry/Dãbògórë (wieś)
- Dębrzyno/Debrzno (osada leśna)
- Dobrogoszcz/Dobrogòszcz (wieś)
- Fingrowa Huta/Fingrowô Hëta (wieś)
- Garczyn/Gôrczëno (osada)
- Gostomie/Gòstómié (wieś)
- Grzybowo/Grzëbòwò (wieś)
- Grzybowski Młyn/Grzëbòwsczi Młin (wieś)
- Juszki/Juszczi (wieś)
- Kaliska Kościerskie/Kalëska (wieś)
- Kłobuczyno/Kłobùczëno (wieś)
- Korne/Kòrné (wieś)
- Kościerska Huta/Kòscerskô Hëta (wieś)
- Kościerzyna-Stare Nadleśnictwo/Stôré Nadlesyństwò (osada)
- Kościerzyna-Wybudowanie/Kòscérzna-Pùstczi (wieś)
- Lizaki/Lizôczi (wieś)
- Loryniec/Lórińc (wieś)
- Ludwikowo/Ludwikòwò (osada)
- Łubiana/Łubianô (wieś)
- Małe Stawiska/Môłé Stawiska (osada)
- Mały Klincz/Môłi Klińcz (wieś)
- Mały Podleś/Môłi Pòdles (wieś)
- Niedamowo/Jadamòwé (wieś)
- Nowa Kiszewa/Nowô Cziszewa (wieś)
- Nowa Wieś Kościerska/Nowô Wies (wieś)
- Nowy Klincz/Nowi Klińcz (wieś)
- Nowy Podleś/Nowi Pòdles (wieś)
- Owśnice/Ówsnice (wieś)
- Puc/Pùc (wieś)
- Rotembark/Rotenbark (wieś)
- Rybaki/Rëbôczi (wieś)
- Sarnowy/Sarnowë (wieś)
- Skoczkowo/Skòczkòwò (osada)
- Skorzewo/Skòrzewò (wieś)
- Stawiska/Stawiska (wieś)
- Sycowa Huta/Sëcowô Hëta (wieś)
- Szenajda/Szénajda (wieś)
- Szludron/Szludrón (osada)
- Wawrzynowo/Wawrzënowò (część wsi Loryniec)
- Wąglikowice/Wąglëkòjce (wieś)
- Wdzydze/Wdzydze (wieś)
- Wętfie/Wãtwié (część wsi Nowy Klincz)
- Wielki Klincz/Wiôldżi Klińcz (wieś)
- Wielki Podleś/Wiôldżi Pòdles (wieś)
- Wieprznica/Wiéprznica (wieś)
- Zielenin/Zelenin (wieś)

#### Gmina Lipusz
28 sierpnia 2013 r. w gminie Lipusz wprowadzono 33 kaszubskie nazwy dla wsi, części wsi i osad (nie wprowadzono dodatkowych nazw dla 7 części wsi, 3 osad i 2 osad leśnych).
- Bagna/Bagna (osada)
- Bałachy/Bałachë (osada)
- Bartkowa Stajnia/Bartkòwô Stajniô (część wsi Tuszkowy)
- Borowiec/Bòrówc (osada)
- Czajki-Błoto/Czôjczé Błoto (część wsi Tuszkowy)
- Dębowa Góra/Dãbòwô Góra (część wsi Tuszkowy)
- Duży Jabłuszek/Dużi Jabùszk (osada)
- Gostomko/Gòstómkò (wieś)
- Jasna Gwiazda/Jasnô Gwiôzda (część wsi Tuszkowy)
- Konitop/Kònitop (część wsi Lipusz)
- Krosewo/Krósewò (osada)
- Krugliniec/Kruglińc (osada)
- Lipuska Huta/Lëpùskô Hëta (wieś)
- Lipusz/Lëpùsz (wieś)
- Mały Jabłuszek/Môłi Jabùszk (osada)
- Mechowo/Mechòwò (część wsi Lipusz)
- Nowe Karpno/Nowé Karpno (osada)
- Papiernia/Papiérniô (wieś)
- Płocice/Płoczëce (wieś)
- Płociczno/Płocëczno (osada)
- Rzym/Rzim (osada wsi Śluza)
- Skoczkowo/Skòczkòwò (osada)
- Stare Karpno/Stôré Karpno (osada)
- Szczeblewo/Szczeblewò (część wsi Tuszkowy)
- Szklana Huta/Fabrika (wieś)
- Szwedzki Ostrów/Szwédzczi Òstrów (osada)
- Śluza/Slëżô (wieś)
- Trawice/Trôwice (osada)
- Tuszkowy/Tuszkòwë (wieś)
- Wyrówno/Wërówno (osada)
- Zdroje/Zdroje (osada)
- Zielony Dwór/Zelony Dwór (część wsi Tuszkowy)
- Żelewiec/Żeléwc (osada)

#### Gmina Żukowo
28 sierpnia 2013 r. w gminie Żukowo wprowadzono 25 kaszubskich nazw dla miasta, wsi, części wsi, osad i kolonii, 26 lutego 2014 r. wprowadzono kaszubską nazwę dla 1 wsi, zaś 1 marca 2016 r. dla 3 wsi (nie wprowadzono dodatkowych nazw dla 1 części miasta, 16 części wsi, 2 osad, 2 kolonii i 3 części kolonii).
- Babi Dół/Babi Dół (wieś)
- Banino/Banino (wieś)
- Barniewice/Barniéwcz (wieś)
- Borkowo/Bòrkòwò (wieś)
- Borowiec/Bòrówc (wieś)
- Chwaszczyno/Chwaszczëno (wieś)
- Czaple/Czaple (wieś)
- Dąbrowa/Dąbrowa (wieś)
- Glincz/Glincz (wieś)
- Leźno/Lezno (wieś)
- Lniska/Lniska (wieś)
- Łapino Kartuskie/Kartësczé Łôpino (wieś)
- Małkowo/Môłkòwò (wieś)
- Miszewko/Miszewkò (wieś)
- Miszewo/Miszewò (wieś)
- Niestępowo/Niestãpòwò (wieś)
- Nowy Świat/Nowi Swiat (osada)
- Nowy Tuchom/Nowi Tëchóm (część wsi Miszewko)
- Otomino/Òtomino (wieś)
- Pępowo/Pãpòwò (wieś)
- Przyjaźń/Przëjazniô (wieś)
- Rębiechowo/Rãbiechòwò (wieś)
- Rutki/Rutczi (część wsi Borkowo)
- Skrzeszewo/Skrzeszewò (wieś)
- Sulmin/Sulmino (wieś)
- Tuchom/Tëchóm (wieś)
- Widlino/Widlëno (kolonia)
- Żukowo/Żukòwò (miasto)
- Żukowo/Żukòwò (wieś)

#### Gmina Dziemiany
28 sierpnia 2013 r. w gminie Dziemiany wprowadzono 44 kaszubskie nazwy dla wsi, części wsi, osad i osad leśnych (nie wprowadzono dodatkowych nazw dla 1 części wsi i 4 osad). Gmina zgłosiła nazwy dla 48 miejscowości i ich części; 4 z zaproponowanych nazw nie zostały przyjęte.
- Belfort/Belfórt (osada)
- Białe Błota/Biôłé Błota (część wsi Trzebuń)
- Borsztal/Bòrsztal (osada leśna)
- Czarne/Czôrné (osada)
- Dąbrówka/Mëgòwò (osada)
- Dębina/Dãbina (osada)
- Dunajki/Dunajczi (osada)
- Dywan/Diwan (osada)
- Dziemiany/Dzemiónë (wieś)
- Głuchy Bór/Głëchi Bór (osada leśna)
- Jałowe/Jałowé (część wsi Kalisz)
- Jastrzębie Dziemiańskie/Jastrzãbié (wieś)
- Kalisz/Kalisz (wieś)
- Kalwaria/Kalwariô (osada)
- Kloc/Kloc (osada)
- Kozłowiec/Kòzłówc (osada)
- Lampkowo/Lãpkòwò (część wsi Trzebuń)
- Laska/Lôska (osada)
- Leżuchowo/Leżuchòwò (część wsi Kalisz)
- Milkowo/Milkòwò (osada)
- Mutkowo/Mùtkòwò (osada)
- Nowe Słone/Nowé Słoné (osada)
- Ostrów/Òstrów (osada)
- Piechowice/Piechóce (wieś)
- Płęsy/Płãsë (osada)
- Przerębska Huta/Przerãbskô Hëta (osada)
- Raduń/Reduń (wieś)
- Raduń-Osiedle/Reduń-Òsedlé (osada)
- Rozwalewo/Rozwôlewò (osada)
- Rów/Rów (osada)
- Schodno/Schódno (osada)
- Słupinko/Słupinkò (osada)
- Stare Słone/Stôré Słoné (osada)
- Szablewo/Szablewò (osada)
- Tkalnia/Tkalniô (osada)
- Tomaszewo/Tomaszewò (część wsi Kalisz)
- Trzebuń/Trzebùń (wieś)
- Turzonka/Turzónka (osada)
- Wilczewo/Wilczewò (część wsi Trzebuń)
- Zajączkowo/Zajączkòwò (część wsi Trzebuń)
- Zarośle/Zaroslé (osada leśna)
- Zatrzebionka/Zatrzebiónka (część wsi Trzebuń)
- Zimny Dwór/Zëmny Dwór (część wsi Trzebuń)
- Żabowo/Żabòwò (część wsi Trzebuń)

#### Gmina Lipnica

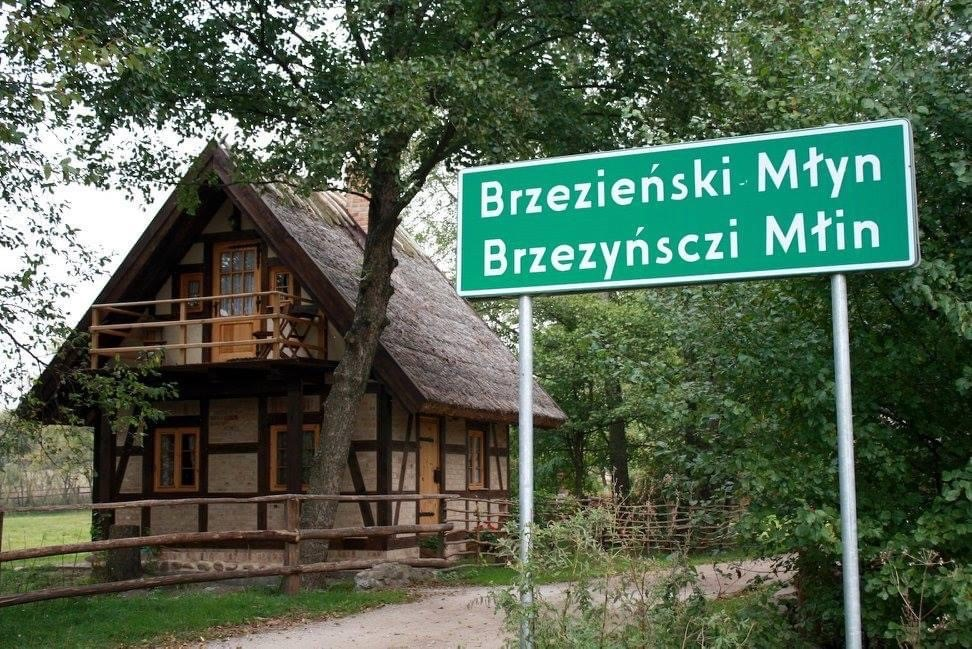
Tablica z podwójną nazwą przed wjazdem do Brzezieńskiego Młyna

3 września 2013 r. w gminie Lipnica wprowadzono 72 kaszubskie nazwy dla wsi, części wsi, osad, kolonii i osad leśnych. Gmina zgłosiła nazwy dla 77 miejscowości i ich części – 5 z zaproponowanych nazw nie zostało początkowo przyjętych, 21 stycznia 2014 r. wprowadzono 4 z tych początkowo odrzuconych nazw. Dotychczas nie wprowadzono dodatkowych nazw dla 1 kolonii i 2 osad leśnych.
- Borowy Młyn/Bòrowi Młin (wieś)
- Borzyszkowy/Bòrzëszkòwë (wieś)
- Bórk/Bòrk (osada)
- Brzezieński Młyn/Brzezyńsczi Młin (kolonia)
- Brzeźno Szlacheckie/Brzézno Szlachecczé (wieś)
- Brzozowo/Brzozowò (wieś)
- Brzósk/Brzósk (osada)
- Budy/Bùdë (osada)
- Bukowo/Bùkòwò (kolonia)
- Buksewo/Bùksewò (część wsi Upiłka)
- Bydgoszcz/Bëdgòszcz (osada)
- Czaple/Czaple (osada)
- Dampel/Dãpel (osada)
- Dębowo/Dãbòwò (osada)
- Dolne Ostrowite/Dòlné Òstrowité (część wsi Ostrowite)
- Gliśno Wielkie/Wiôldźé Glisno (wieś)
- Głodowo/Głodowò (część wsi Borzyszkowy)
- Hamer-Młyn/Hamer Młin (osada)
- Holandia/Hòlandiô (część wsi Borzyszkowy)
- Janowo/Janowò (kolonia)
- Jeruzalem/Jeruzalem (kolonia)
- Karcz/Kôrcz (część wsi Kiedrowice)
- Karpno/Karpno (wieś)
- Katarzynki/Katarzinczi (kolonia)
- Kiedrowice/Czedrowice (wieś)
- Klaklewo/Klaklewò (część wsi Karpno)
- Klasztor/Klôsztòr (kolonia)
- Klewiska/Klewiska (osada)
- Kobyle Góry/Kòbëlé Gòrë (osada leśna)
- Kocioł/Kòcół (kolonia)
- Lipnica/Lëpińce (wieś)
- Luboń/Lëbóń (wieś)
- Łącki Młyn/Łącczi Młin (kolonia)
- Łąkie/Łączé (wieś)
- Mielno/Mielno (wieś)
- Mielonek/Mielónk (część wsi Mielno)
- Modrzejewo/Mòdrzejewò (osada leśna)
- Modziel/Mòdźél (osada)
- Mogiel/Mòdźél (kolonia)
- Na Górze/Na Górze (część wsi Gliśno Wielkie)
- Nowa Osusznica/Nowô Òsësznica (osada)
- Nowe Brzeźno/Nowé Brzézno (kolonia)
- Osowo Duże/Wiôldźé Òsowò (osada)
- Osowo Małe/Môłé Òsowò (osada)
- Osówek/Òsówk (osada)
- Ostrowite/Òstrowité (wieś)
- Osusznica/Òsësznica (wieś)
- Owsne Ostrowy/Ówsné Òstrowë (osada)
- Prądzona/Prądzonô (wieś)
- Prądzona-Wybudowanie/Prądzonô-Pùstczi (część wsi Prądzona)
- Ptaszewo/Ptôszewò (część wsi Kiedrowice)
- Pupkowo/Pùpkòwò (część wsi Brzozowo)
- Rokitniki/Rokitniczi (kolonia)
- Rosocha/Rosochë (osada)
- Rucowe Lasy/Rucowé Lasë (osada)
- Rudniki/Rudniczi (kolonia)
- Sątoczno/Sątoczno (osada)
- Sierzywk/Serziwk (osada)
- Skryte/Skrëté (część wsi Wojsk)
- Smolne/Smòlné (części wsi Wierzchocina)
- Smołdziny/Smôłdzënë (osada)
- Stare Brzeźno/Stôré Brzézno (kolonia)
- Stary Most/Stôri Mòst (osada leśna)
- Stoltmany/Sztoltmanë (kolonia)
- Szpręgelówka/Szprãgelówka (część wsi Brzozowo)
- Tebowizna/Tebòwizna (kolonia)
- Trzebielsk/Trzebielsk (część wsi Lipnica)
- Upiłka/Ùpiłka (wieś)
- Warszawa/Warszawa (część wsi Lipnica)
- Wieczywno/Wiecziwno (osada leśna)
- Wielgoszcz/Wielgòszcz (część wsi Kiedrowice)
- Wierzchocina/Wierzchòcëna (wieś)
- Wojsk/Wòjsk (wieś)
- Wygoda/Wigòda (część wsi Lipnica)
- Zapceń/Zôpcéń (wieś)
- Zgnity Most/Zgniti Mòst (część wsi Upiłka)

#### Gmina Czarna Dąbrówka

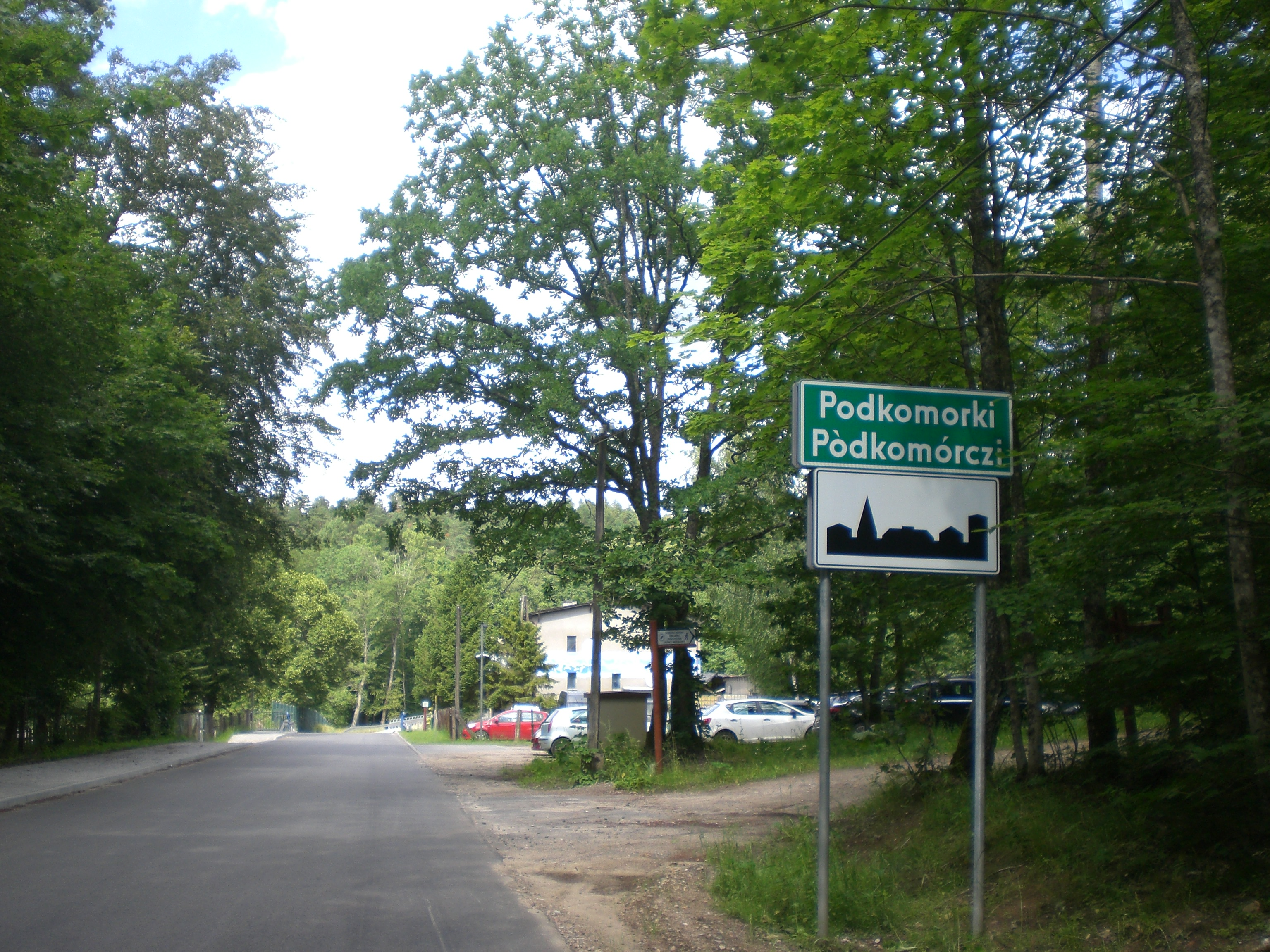
Tablica z podwójną nazwą przed wjazdem do Podkomorek

10 października 2013 r. w gminie Czarna Dąbrówka wprowadzono 36 kaszubskich nazw dla wsi, osad, części osady, kolonii, przysiółków i osad leśnych. Gmina zgłosiła nazwy dla 47 miejscowości i ich części; 11 z zaproponowanych nazw nie zostało początkowo przyjętych – nazwy te wprowadzono jednak 26 lutego 2014 r. Dotychczas nie wprowadzono dodatkowych nazw dla 9 części wsi i 1 kolonii.
- Bochowo/Bòchòwò (wieś)
- Bochówko/Bòchówkò (osada)
- Brzezinka/Brzezënka (osada)
- Czarna Dąbrówka/Czôrnô Dąbrówka (wieś)
- Dąbrowa Leśna/Lesnô Dąbrowa (część osady Brzezinka)
- Dęby/Dãbë (wieś)
- Drążkowo/Drążkòwò (osada)
- Flisów/Flësów (osada leśna)
- Gliśnica/Glësnica (osada)
- Jasień/Jaséń (wieś)
- Jaszewo/Jaszewò (osada)
- Jerzkowice/Jerzkòjce (wieś)
- Kartkowo/Kartkòwò (osada)
- Karwno/Karwno (wieś)
- Kleszczyniec/Kleszczińc (wieś)
- Kłosy/Kłosë (wieś)
- Kostroga/Kòstroga (osada)
- Kotuszewo/Kòtuszewò (wieś)
- Kozin/Kòzëno (osada)
- Kozy/Kòzë (wieś)
- Lipieniec/Lëpińc (osada leśna)
- Łupawsko/Łëpawskò (wieś)
- Mikorowo/Mikòrowò (wieś)
- Mydlita/Mëdlëta (wieś)
- Nowe Karwno/Nowé Karwno (osada)
- Nożynko/Nożënkò (wieś)
- Nożyno/Nożëno (wieś)
- Obrowo/Òbrowò (osada leśna)
- Osowskie/Òsowsczé (wieś)
- Otnoga/Òtnoga (wieś)
- Podkomorki/Pòdkòmórczi (osada leśna)
- Podkomorzyce/Pòdkòmòrzëjce (osada)
- Połupino/Pòłëpino (przysiółek wsi Kleszczyniec)
- Przybin/Przëbino (osada)
- Przylaski/Przëlôsczi (osada)
- Rokiciny/Roczicënë (wieś)
- Rokitki/Môłé Roczitczi (wieś)
- Rokity/Roczitë (wieś)
- Rudka/Rudczi (przysiółek wsi Mydlita)
- Sieromino/Seromino (osada)
- Skotawsko/Skòtawskò (osada leśna)
- Soszyce/Soszëca (wieś)
- Święchowo/Swiãchòwò (kolonia)
- Unichowo/Ùnichòwò (wieś)
- Wargowo/Wargòwò (wieś)
- Wargówko/Wargówkò (kolonia)
- Zawiat/Zôwiat (przysiółek wsi Otnoga)

#### Gmina Wejherowo (wiejska)
26 maja 2014 r. w gminie Wejherowo wprowadzono 17 kaszubskich nazw dla wsi i osad (nie wprowadzono dodatkowych nazw dla 1 wsi, 9 części wsi, 2 kolonii, 10 osad, 2 przysiółków i 1 osady leśnej).
- Bieszkowice/Bieszkòwice (wieś)
- Bolszewo/Bólszewò (wieś)
- Gniewowo/Gniewòwò (wieś)
- Gościcino/Gòscëcëno (wieś)
- Góra/Gòra (wieś)
- Kąpino/Kãpino (osada)
- Kniewo/Kniewò (wieś)
- Łężyce/Łãżëce (wieś)
- Nowy Dwór Wejherowski/Nowi Dwór Wejrowsczi (wieś)
- Orle/Òrlé (wieś)
- Pętkowice/Pãtkòwice (osada)
- Reszki/Reszczi (wieś)
- Sopieszyno/Sopieszëno (wieś)
- Ustarbowo/Ùstarbòwò (wieś)
- Warszkowo/Warszkòwò (wieś)
- Zamostne/Zômòstné (wieś)
- Zbychowo/Zbichòwò (wieś)

#### Gmina Luzino

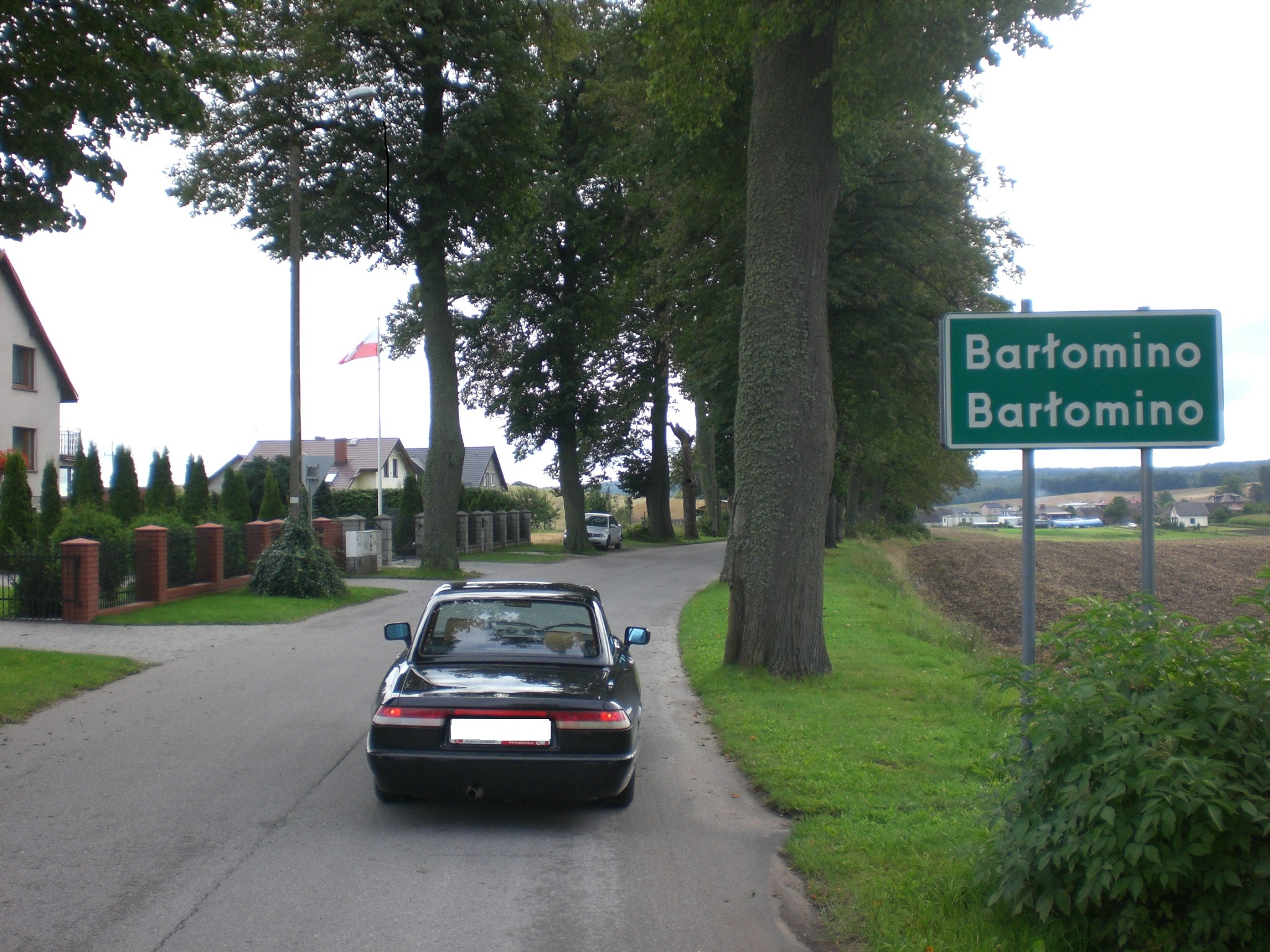
Tablica z podwójną nazwą przed wjazdem do miejscowości Barłomino – przykład tablicy z identycznymi nazwami w dwóch językach

26 maja 2014 r. w gminie Luzino wprowadzono 12 kaszubskich nazw dla wsi (nie wprowadzono dodatkowych nazw dla 11 części wsi, 6 osad i 1 przysiółka).
- Barłomino/Barłomino (wieś)
- Dąbrówka/Dąbrówka (wieś)
- Kębłowo/Kãbłowò (wieś)
- Kochanowo/Kòchanowò (wieś)
- Luzino/Lëzëno (wieś)
- Milwino/Milwino (wieś)
- Robakowo/Robôkòwò (wieś)
- Sychowo/Sychòwò (wieś)
- Tępcz/Tãpcz (wieś)
- Wyszecino/Wëszecëno (wieś)
- Zelewo/Zélewò (wieś)
- Zielnowo/Zélnowò (wieś)

#### Gmina Karsin
26 maja 2014 r. w gminie Karsin wprowadzono 37 kaszubskich nazw dla wsi, części wsi, osad i osad leśnych, kolejne 2 nazwy wprowadzono 30 września 2014 r. (nie wprowadzono dodatkowych nazw dla 1 wsi, 11 części wsi, 3 osad i 3 osad leśnych)
- Abisynia/Abisyniô (osada)
- Abisynia Górska/Górskô Abisyniô (część wsi Górki)
- Bąk/Bąk (wieś)
- Bekasowo/Bekasowò (część wsi Wiele)
- Będomin/Bãdomino (część wsi Wiele)
- Biała Góra/Biôłô Góra (część wsi Wiele)
- Białe Błoto/Biôłé Błota (część wsi Osowo)
- Borsk/Bòrsk (wieś)
- Cisewie/Cësewié (wieś)
- Czyste/Czësté (osada leśna wsi Wdzydze Tucholskie)
- Dąbrowa/Dąbrowa (wieś)
- Dębowiec/Dãbówc (osada wsi Karsin)
- Górki/Górczi (wieś)
- Jeziorna/Jezórnô (część wsi Borsk)
- Jeżewo/Jeżewò (osada leśna wsi Wiele)
- Joniny Duże/Wiôldżé Jóninë (osada)
- Joniny Małe/Môłé Jóninë (osada)
- Karsin/Kôrsëno (wieś)
- Kliczkowy/Klëczkòwë (wieś)
- Krzywe/Krzëwé (osada leśna wsi Wdzydze Tucholskie)
- Lipa/Lëpa (osada leśna wsi Wdzydze Tucholskie)
- Malary/Malarë (część wsi Kliczkowy)
- Miedzno/Miedzno (wieś)
- Mniszek/Mniszk (osada wsi Karsin)
- Niebo/Niebò (część wsi Osowo)
- Osowo/Òsowò (wieś)
- Osówko/Òsówkò (część wsi Osowo)
- Ostrzywilk/Òstrzëwilk (część wsi Osowo)
- Piątkowo/Piątkòwò (osada leśna wsi Wiele)
- Podrąbiona/Pòdrąbiónô (osada leśna wsi Borsk)
- Przydół/Przëdół (osada leśna wsi Wiele)
- Przytarnia/Przëtarniô (wieś)
- Robaczkowo/Robôczkòwò (osada wsi Przytarnia)
- Rogalewo/Rogalewò (osada leśna wsi Wiele)
- Wdzydze Tucholskie/Rëbôczi (wieś)
- Wiele/Wielé (wieś)
- Wygoda/Wigòda (osada)
- Zabrody/Zôbrodë (osada leśna)
- Żebrowo/Żebrowò (osada)

#### Gmina Przodkowo

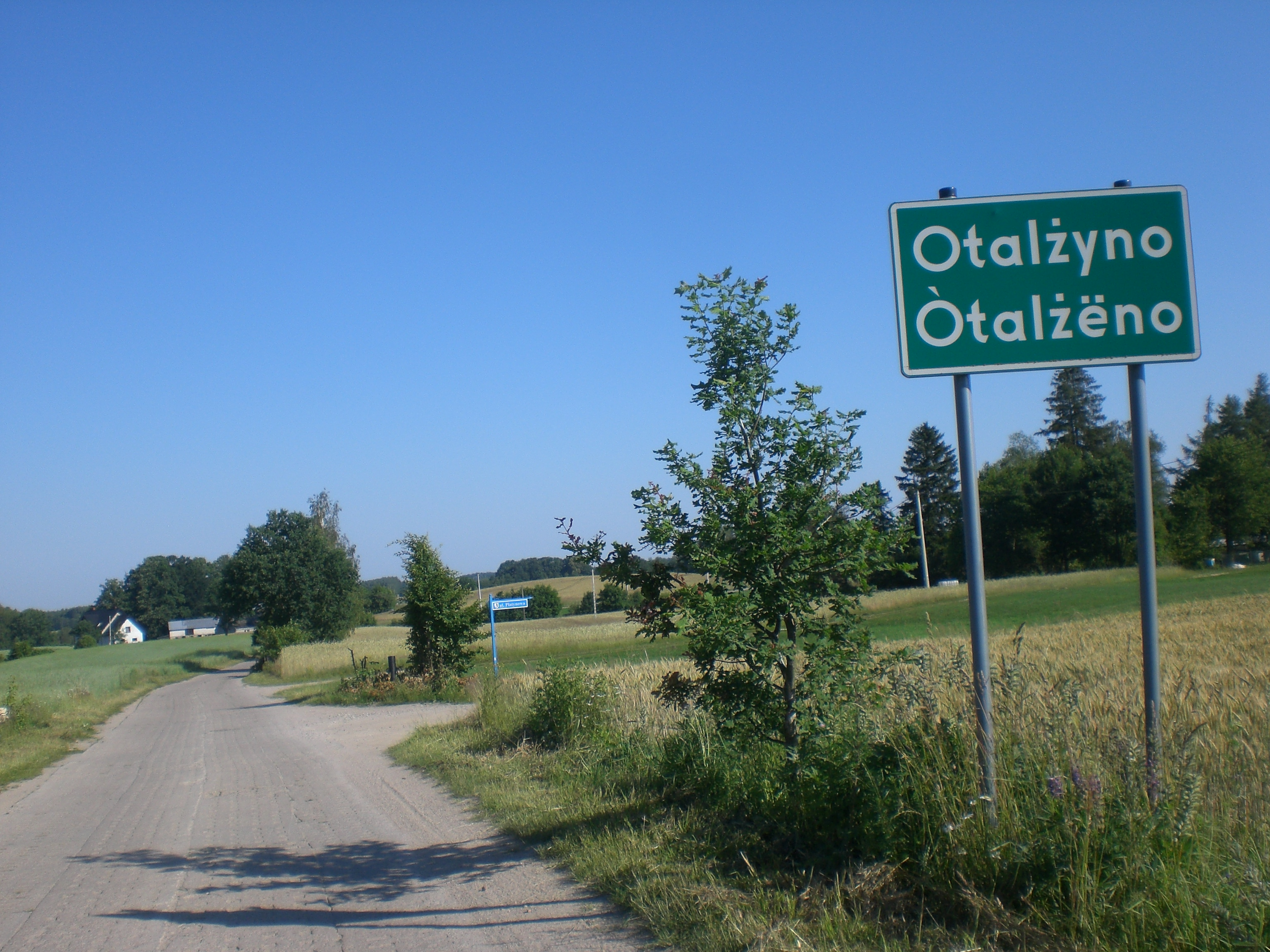
Tablica z podwójną nazwą przed wjazdem do Otalżyna

13 kwietnia 2015 r. w gminie Przodkowo wprowadzono 35 kaszubskich nazw dla wsi, części wsi, kolonii i osad (nie wprowadzono dodatkowych nazw dla 6 części wsi, 1 części kolonii i 1 osady):
- Bagniewo/Bagniewò (część wsi Szarłata)
- Barwik/Bôrwik (wieś)
- Bielawy/Biélawë (część wsi Szarłata)
- Brzeziny/Brzezënë (część wsi Szarłata)
- Bursztynik/Bùrsztinik (część wsi Kczewo)
- Czarna Huta/Czôrnô Hëta (część wsi Szarłata)
- Czeczewo/Czeczewò (wieś)
- Gliniewo/Glëniewò (część wsi Szarłata)
- Hejtus/Hejtuz (część wsi Pomieczyno)
- Hopy/Hopë (wieś)
- Kawle Dolne/Dólné Kawle (część kolonii Kawle Górne)
- Kawle Górne/Górné Kawle (kolonia)
- Kczewo/Kczewò (wieś)
- Kłosowo/Kłosowò (wieś)
- Kłosówko/Kłosówkò (wieś)
- Kobysewo/Kòbùsewò (wieś)
- Kosowo/Kòsowò (wieś)
- Masłowo/Masłowò (część wsi Szarłata)
- Młynek/Młink (część wsi Kczewo)
- Nowe Tokary/Nowé Tokarë (część wsi Tokary)
- Osowa Góra/Òsowô Góra (część wsi Kosowo)
- Otalżyno/Òtalżëno (część wsi Pomieczyno)
- Pomieczyno/Pòmieczëno (wieś)
- Przodkowo/Przedkòwò (wieś)
- Rąb/Rąb (wieś)
- Smołdzino/Smôłdzëno (wieś)
- Stanisławy/Stanisławë (część wsi Szarłata)
- Szarłata/Szarlota (wieś)
- Tokarskie Pnie/Tokarsczé Pnie (część wsi Czeczewo)
- Tokary/Tokarë (wieś)
- Trzy Rzeki/Trzë Rzéczi (część wsi Rąb)
- Warzenko/Wôrzenkò (wieś)
- Wilanowo/Wilanowò (część wsi Barwik)
- Załęskie Piaski/Zôłãsczé Piôsczi (część wsi Załęże)
- Załęże/Zôłãżé (wieś)

#### Gmina Tuchomie

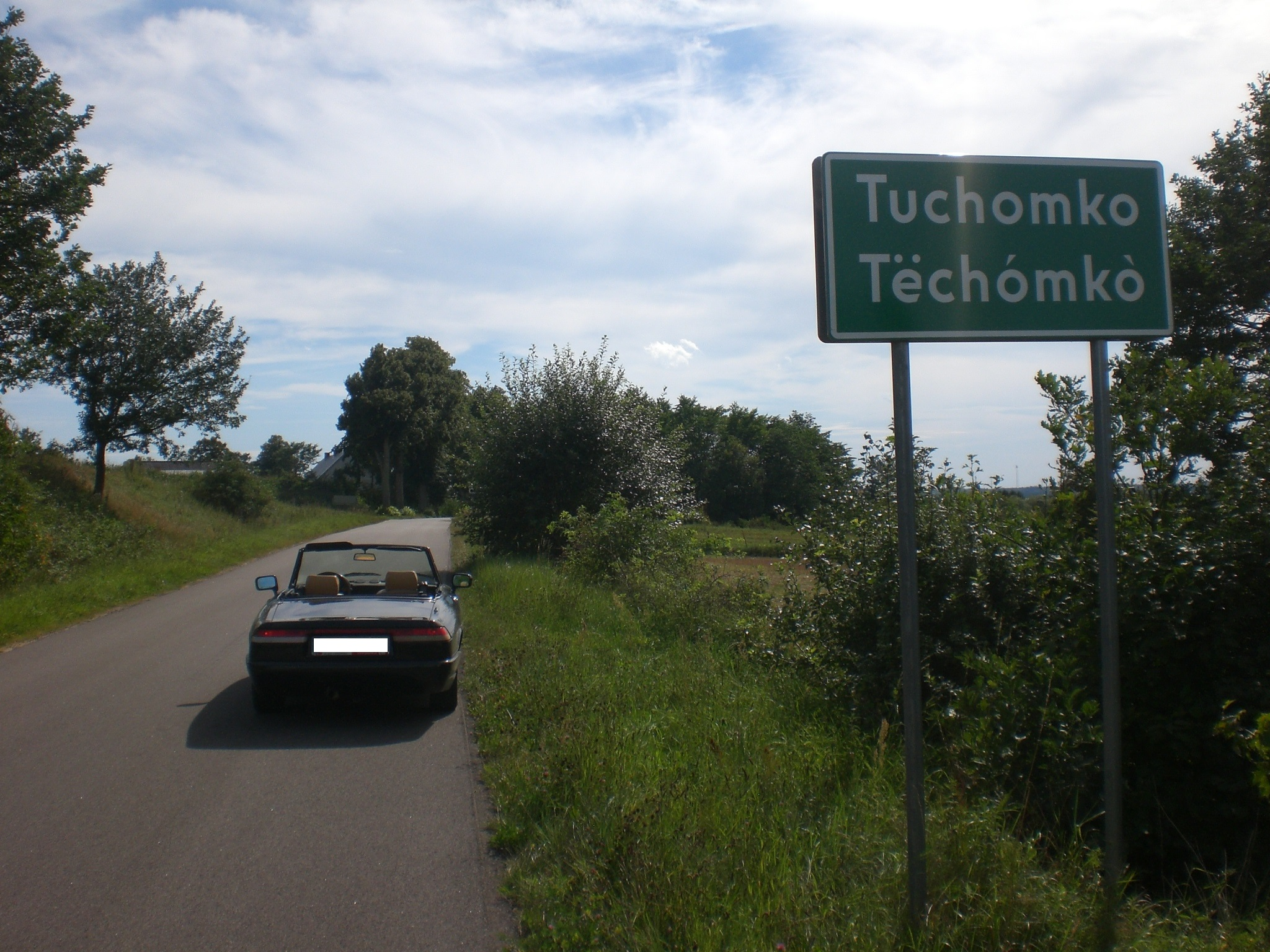
Tablica z podwójną nazwą przed wjazdem do Tuchomka

7 lipca 2015 r. w gminie Tuchomie wprowadzono 7 kaszubskich nazw dla wsi, 12 grudnia 2015 r. wprowadzono kolejnych 6 nazw kaszubskich (dla 5 wsi i 1 osady leśnej), zaś 5 kwietnia 2016 r. wprowadzona kaszubska nazwę dla jeszcze jednej wsi – łącznie wprowadzono nazwy dla 13 wsi i 1 osady leśnej (nie wprowadzono dodatkowych nazw dla 9 części wsi):
- Ciemno/Cémno (wieś)
- Kramarzyny/Kramarzënë (wieś)
- Masłowice Trzebiatowskie/Trzebiôtkòwsczé Masłowice (wieś)
- Masłowice Tuchomskie/Tëchómsczé Masłowice (wieś)
- Masłowiczki/Masłowiczczi (wieś)
- Modrzejewo/Mòdrzewò (wieś)
- Nowe Huty/Nowé Hëtë (wieś)
- Piaszno/Piôszno (wieś)
- Sośnica/Sosnica (osada leśna)
- Tągowie/Tãgòmié (wieś)
- Trzebiatkowa/Trzebiôtkòwa (wieś)
- Tuchomie/Tëchómie (wieś)
- Tuchomko/Tëchómkò (wieś)
- Zagony/Zôgónë (wieś)

#### Gmina Cewice
18 lipca 2016 r. w gminie Cewice wprowadzono 19 kaszubskich nazw dla wsi, kolonii, osad i przysiółków, 9 kwietnia 2019 r. wprowadzono kolejne nazwy dla 3 wsi i jednej osady (nie wprowadzono dodatkowych nazw dla 28 części wsi, 3 kolonii, 1 części kolonii i 1 przysiółka):
- Bukowina/Bùkòwina (wieś)
- Cewice/Céwice (wieś)
- Dziechno/Dzechno (wieś)
- Kamieniec/Kamiéńc (kolonia)
- Karwica/Karwica (wieś)
- Krępkowice/Krãpkòjce (wieś)
- Krępkowo/Krãpkòwò (kolonia)
- Lesiaki/Lesôczi (kolonia)
- Leśnik/Lesnik (kolonia)
- Łebunia/Lëbùń (wieś)
- Malczyce/Malczëce (kolonia)
- Maszewo Lęborskie/Maszewò Lãbòrsczé (wieś)
- Okalice/Òkalëce (osada)
- Oskowo/Òskòwò (osada)
- Osowiec/Òsówc (osada)
- Osowo Lęborskie/Òsowò Lãbòrsczé (osada)
- Pieski/Piesczi (wieś)
- Popowo/Pòpòwò (wieś)
- Roztopczyn/Roztopczëno (kolonia)
- Siemirowice/Szemrejce (wieś)
- Unieszyniec/Ùnieszińc (przysiółek osady Unieszyno)
- Unieszynko/Ùnieszënkò (osada)
- Unieszyno/Ùnieszëno (osada)

#### Gmina Władysławowo
20 marca 2018 r. w gminie Władysławowo wprowadzono 6 kaszubskich nazw dla miasta i wsi (nie wprowadzono dodatkowych nazw dla 2 wsi, 2 części miasta i 1 części wsi):
- Chałupy/Chalëpë (wieś)
- Chłapowo/Chlapòwò (wieś)
- Jastrzębia Góra/Pilëce (wieś)
- Karwia/Karwiô (wieś)
- Ostrowo/Òstrowò (wieś)
- Władysławowo/Wiôlgô Wies (miasto)

#### Gmina Wejherowo (miejska)
28 marca 2019 r. w gminie miejskiej Wejherowo wprowadzono 1 kaszubską nazwę dla miasta: Wejherowo/Wejrowò (nie wprowadzono dodatkowych nazw dla 3 części tego miasta).

#### Gmina Reda (miejska)
28 marca 2019 r. w gminie miejskiej Reda wprowadzono 1 kaszubską nazwę dla miasta: Reda/Réda (nie wprowadzono dodatkowych nazw dla 3 części tego miasta).

### Gminy z językiem białoruskim jako dodatkowym

#### Gmina Orla

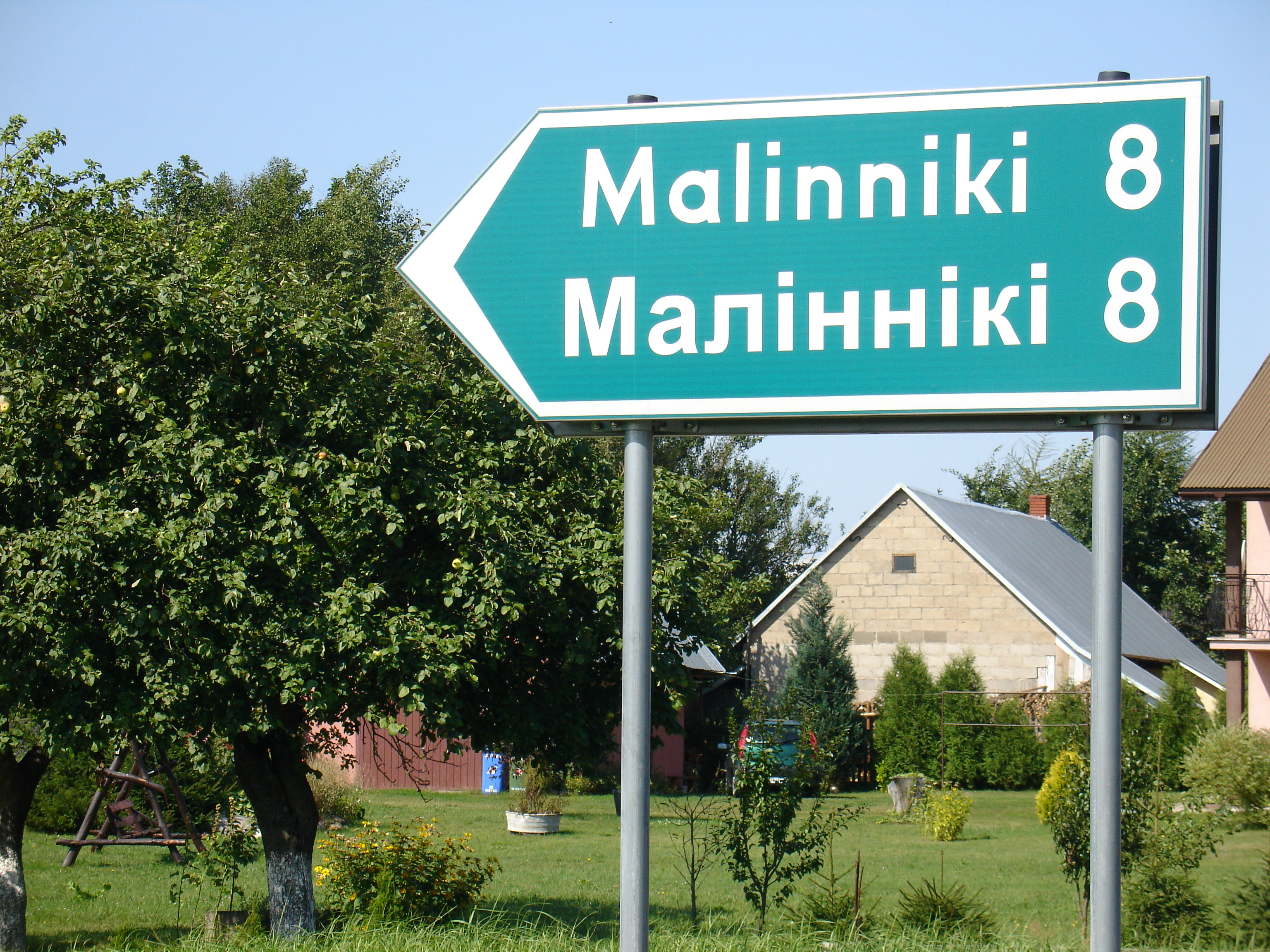
Dwujęzyczna tablica przy wjeździe do wsi Malinniki

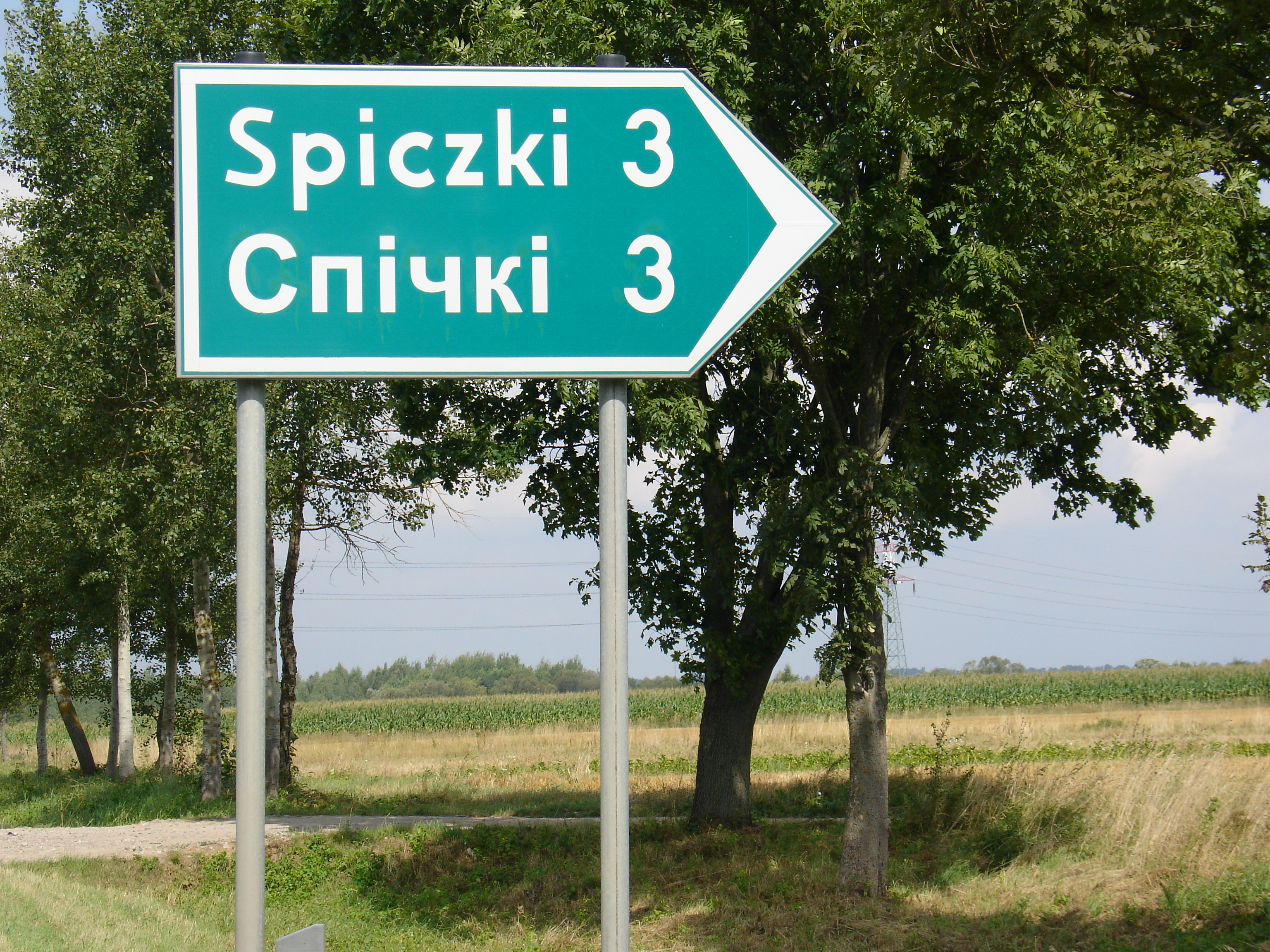
Tablica kierująca do wsi Spiczki

11 stycznia 2011 r. w gminie Orla wprowadzono 25 białoruskich nazw dla wsi i kolonii. 17 listopada 2011 r. wprowadzono kolejne dwie nazwy dla wsi Gredele i kolonii Gredele-Kolonia. Dotychczas nie wprowadzono dodatkowej nazwy dla jednej kolonii wsi.
- Antonowo/Aнтоново (kolonia)
- Baranowce/Бараноўцы (kolonia)
- Czechy Zabłotne/Чахі Заболотны (wieś)
- Dydule/Дыдулі (wieś)
- Gredele/Γpэдэлi (wieś)
- Gredele-Kolonia/Γpэдэлi-Koлëнiя (kolonia)
- Gregorowce/Рыгороўцы (wieś)
- Koszele/Кошэлі (wieś)
- Koszki/Кошкі (wieś)
- Kruhłe/Круглэ (kolonia)
- Krywiatycze/Крывятычы (wieś)
- Malinniki/Mаліннікі (wieś)
- Malinniki-Kolonia/Mаліннікі-Колëнія (kolonia)
- Mikłasze/Mіклашы (wieś)
- Moskiewce/Москоўцы (wieś)
- Oleksze/Олекшы (wieś)
- Orla/Орля (wieś)
- Paszkowszczyzna/Пашкоўшчына (wieś)
- Pawlinowo/Паўліново (wieś)
- Reduty/Рудуты (wieś)
- Spiczki/Спічкі (wieś)
- Szczyty-Dzięciołowo/Шчыты-Дзенцëлово (wieś)
- Szczyty-Nowodwory/Шчыты-Новодворы (wieś)
- Szernie/Шэрні (wieś)
- Topczykały/Топчыкалы (wieś)
- Wólka/Волька (wieś)
- Wólka Wygonowska/Волька Выганоўска (wieś)

Z białoruską nazwą wsi Spiczki wynikły pewne komplikacje. Rada Gminy uchwaliła zapis jej nazwy w formie Cnічкі z literą „n” z alfabetu łacińskiego zamiast w formie Спічкі z literą „п” z cyrylicy.

Nazwę w tej postaci przyjęła Komisja Nazw Miejscowości i Obiektów Fizjograficznych, a następnie minister spraw wewnętrznych i administracji zamieścił ją w Rejestrze gmin, na których obszarze używane są nazwy w języku mniejszości. W efekcie nazwę w tym zapisie zamieszczono na tablicach przed wjazdem do miejscowości.

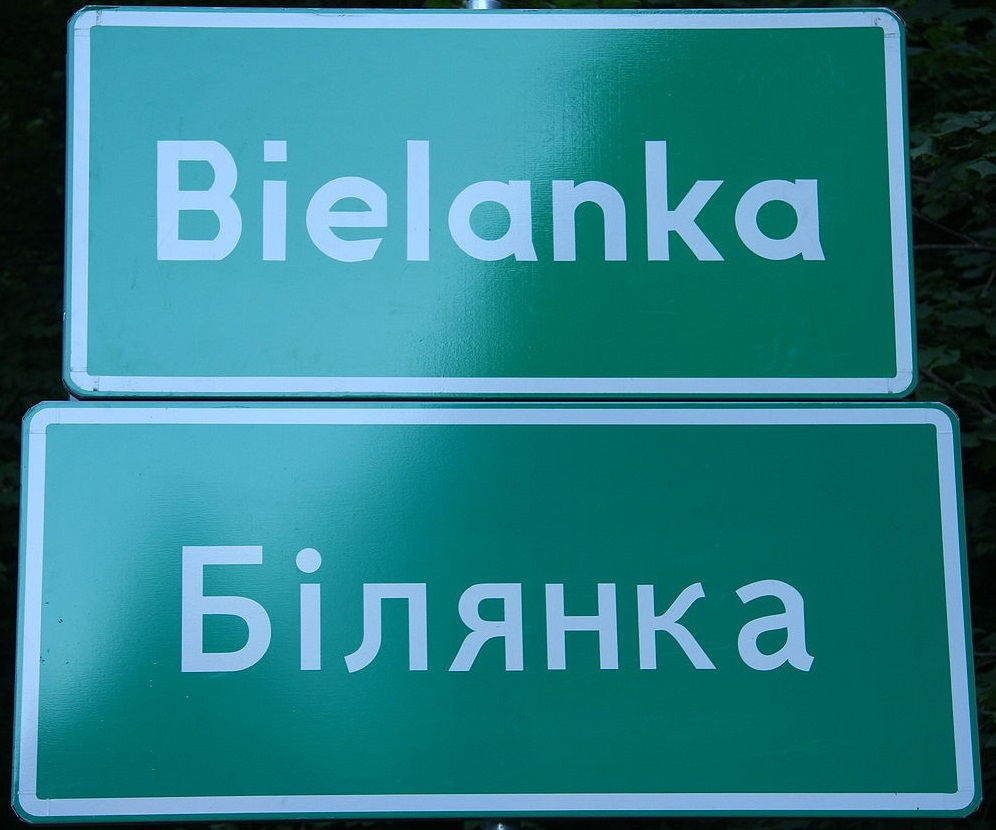
Tablica z podwójną nazwą przed wjazdem do Bielanki

### Gminy z językiem łemkowskim jako dodatkowym

#### Gmina Gorlice
24 listopada 2008 w gminie Gorlice wprowadzono 1 łemkowską nazwę dla wsi Bielanka/Білянка (nie wprowadzono natomiast łemkowskich nazw dla 8 części Bielanki).

#### Gmina Uście Gorlickie

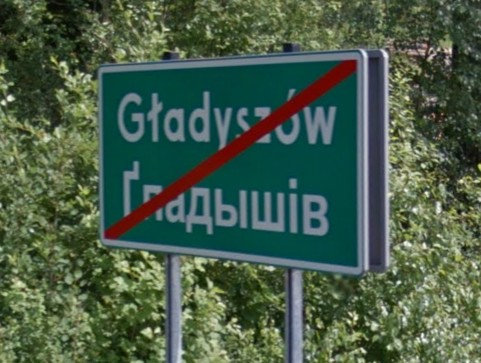
Tablica z podwójną nazwą przed wjazdem do Gładyszowa

17 listopada 2011 w gminie Uście Gorlickie wprowadzono 8 łemkowskich nazw dla wsi (nie wprowadzono natomiast łemkowskich nazw dla 11 części tych wsi i ich 2 przysiółków).
- Blechnarka/Блixнapкa (wieś)
- Gładyszów/Ґлaдышiв (wieś)
- Konieczna/Koнeчнa (wieś)
- Kunkowa/Kyнкoвa (wieś)
- Nowica/Нoвиця (wieś)
- Regietów/Реґєтів (wieś)
- Ropki/Рiпкы (wieś)
- Zdynia/Ждыня (wieś)

### Gminy z językiem litewskim jako dodatkowym

#### Gmina Puńsk
20 maja 2008 w gminie Puńsk wprowadzono 30 litewskich nazw dla wsi i osady (nie wprowadzono dodatkowych nazw dla 3 wsi i 20 części wsi):
- Boksze-Osada/Bokšiai (wieś)
- Buda Zawidugierska/Vidugirių Būda (wieś)
- Buraki/Burokai (wieś)
- Dowiaciszki/Dievetiškė (osada)
- Dziedziule/Didžiuliai (wieś)
- Giłujsze/Giluišiai (wieś)
- Kalinowo/Kalinavas (wieś)
- Kompocie/Kampuočiai (wieś)
- Krejwiany/Kreivėnai (wieś)
- Nowiniki/Navinykai (wieś)
- Ogórki/Agurkiai (wieś)
- Oszkinie/Ožkiniai (wieś)
- Pełele/Peleliai (wieś)
- Poluńce/Paliūnai (wieś)
- Przystawańce/Pristavonys (wieś)
- Puńsk/Punskas (wieś)
- Rejsztokiemie/Raistiniai (wieś)
- Sankury/Sankūrai (wieś)
- Sejwy/Seivai (wieś)
- Skarkiszki/Skarkiškiai (wieś)
- Szlinokiemie/Šlynakiemis (wieś)
- Tauroszyszki/Taurusiškės (wieś)
- Trakiszki/Trakiškės (wieś)
- Trompole/Trumpalis (wieś)
- Widugiery/Vidugiriai (wieś)
- Wiłkopedzie/Vilkapėdžiai (wieś)
- Wojciuliszki/Vaičiuliškės (wieś)
- Wojtokiemie/Vaitakiemis (wieś)
- Wołyńce/Valinčiai (wieś)
- Żwikiele/Žvikeliai (wieś)

## Nazwy ulic w językach mniejszości

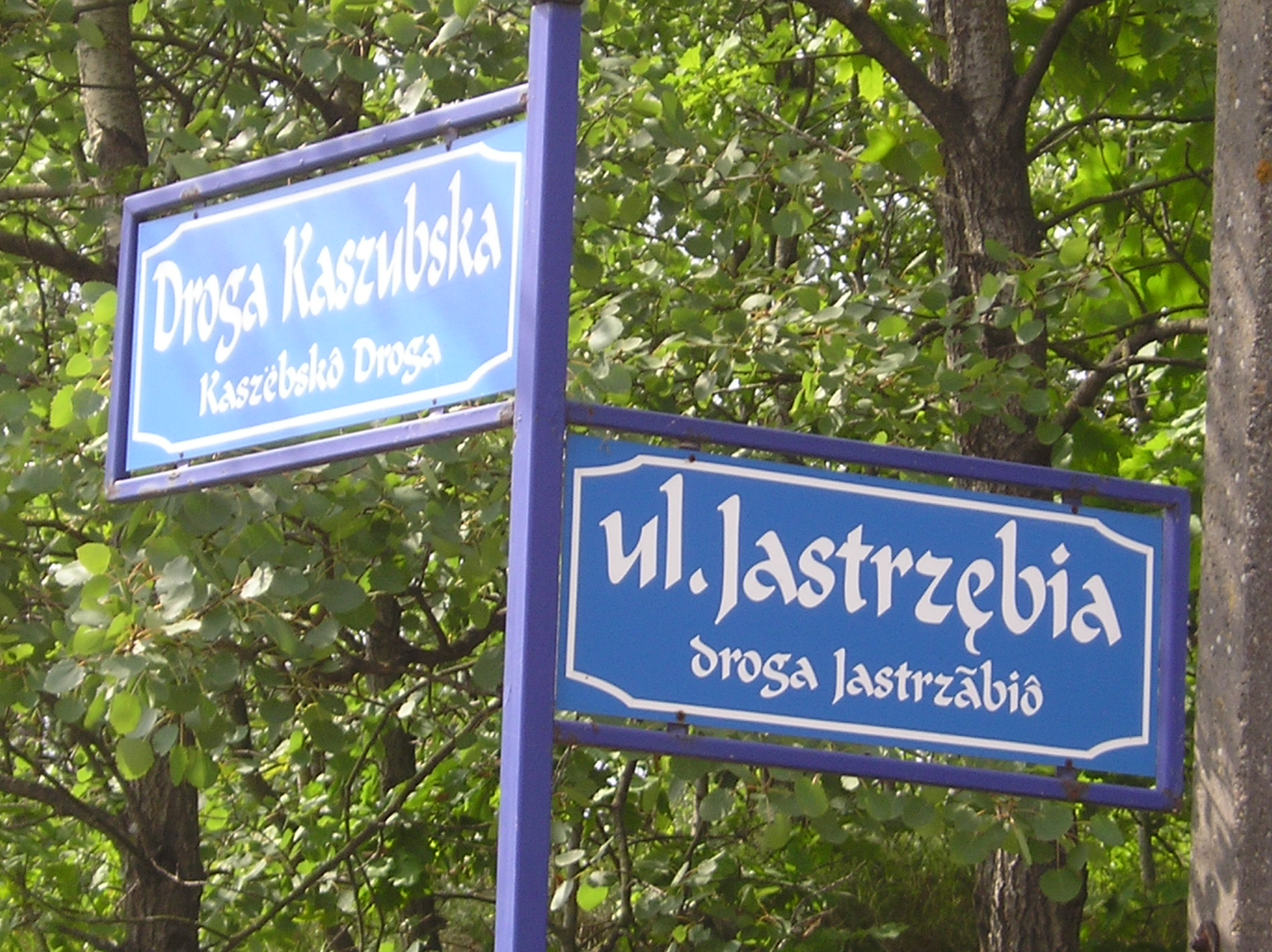
Tablica z polską i kaszubską nazwą ulicy w Ostrzycach w gminie Somonino; ponieważ w gminie 30,8% mieszkańców zadeklarowało posługiwanie się językiem kaszubskim gmina ma prawo wprowadzić dwujęzyczne nazwy ulic, jednak dotychczas formalnie tego nie uczyniła

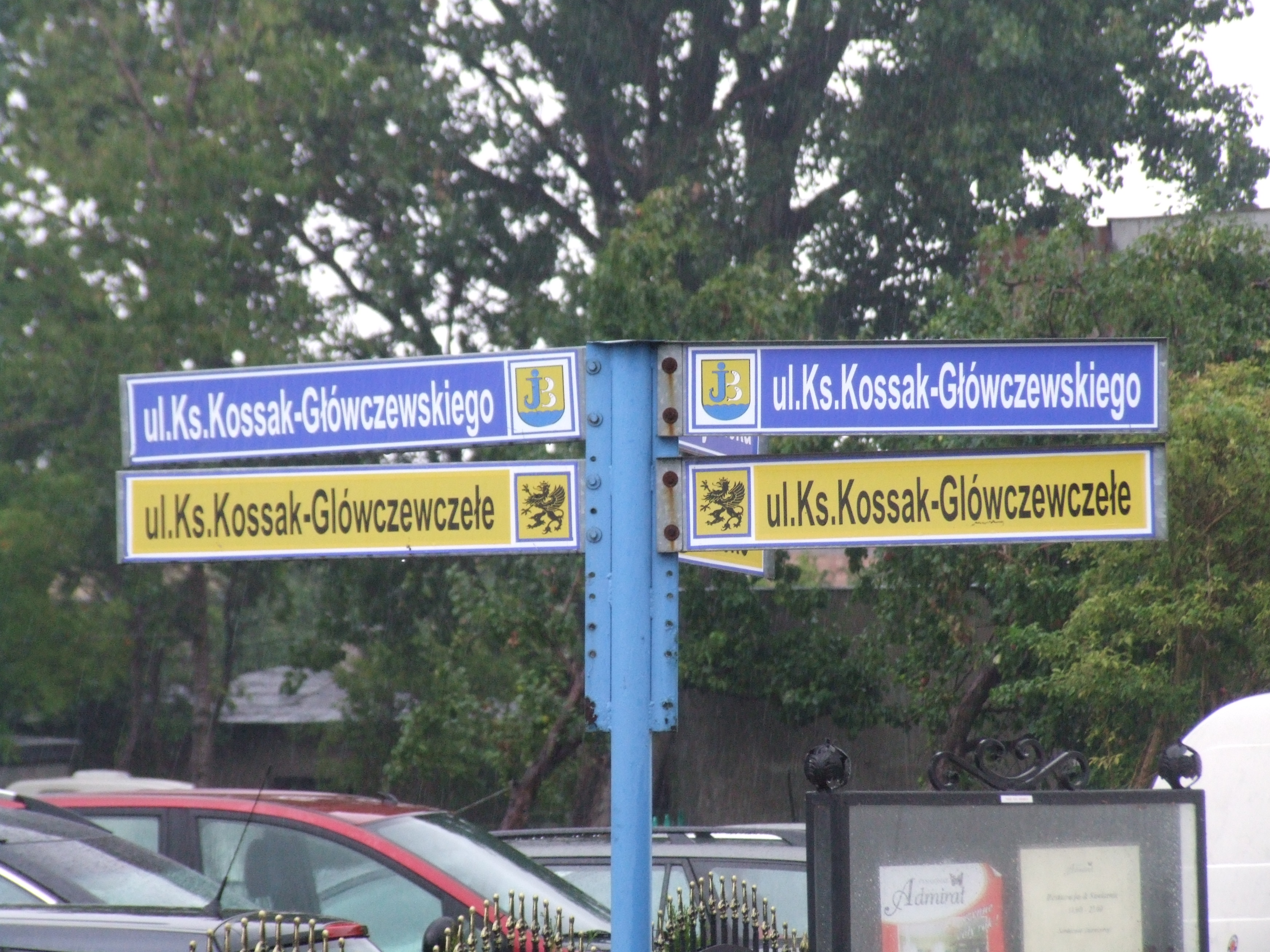
Tablica z polską i kaszubską nazwą ulicy w Jastarni; ponieważ w gminie 19,7% mieszkańców zadeklarowało posługiwanie się językiem kaszubskim gmina nie ma prawa wprowadzić dwujęzycznych nazw ulic

Zgodnie z ustawą o mniejszościach narodowych i etnicznych dodatkowe nazwy w językach mniejszości można wprowadzać dla ulic i placów wyłącznie w gminach, w których mniejszość, w której języku ma być ustanowiona nazwa, stanowi co najmniej 20% mieszkańców, a fakt takiego wprowadzenia musi być zaakceptowany przez MSWiA poprzez wpisanie gminy do „Rejestru gmin, na obszarze których używane są dodatkowe nazwy ulic”. Pomimo że obecnie rejestr nie zawiera żadnego wpisu, w niektórych gminach pojawiły się dwujęzyczne tablice z nazwami ulic.
Ustawa o języku polskim, wprowadza w art. 10 możliwość towarzyszenia napisom przeznaczonym do odbioru publicznego ich wersji w przekładzie na język obcy, a wydane doń rozporządzenie precyzuje, że przepis ten stosuje się m.in. do miejscowości, w których występują zwarte środowiska mniejszości narodowych lub grup etnicznych, jednak ustawa w art. 11 stwierdza, że takie przekłady nie mogą dotyczyć nazw własnych – zatem na podstawie tej ustawy nie można wprowadzać nazw ulic i placów w innych językach niż polski.